# Lịch sử Hoa Kỳ
Lịch sử Hoa Kỳ, như được giảng dạy tại các trường học và các đại học Mỹ, thông thường được bắt đầu với chuyến đi thám hiểm đến châu Mỹ của Cristoforo Colombo năm 1492 hoặc thời tiền sử của người bản địa Mỹ. Tuy nhiên trong những thập niên gần đây, thời kỳ tiền sử của người bản địa Mỹ ngày càng trở nên phổ biến hơn khi được lấy làm mốc khởi đầu cho lịch sử của Hoa Kỳ.
Người bản địa sống tại nơi mà ngày nay là Hoa Kỳ trước khi những người thực dân châu Âu bắt đầu đi đến, phần lớn là từ Vương quốc Anh, sau năm 1600. Vào thập niên 1770, Mười ba thuộc địa có hơn 2 triệu người sinh sống. Các thuộc địa này thịnh vượng và phát triển nhanh chóng, phát triển các hệ thống pháp lý và chính trị tự chủ của chính mình. Nghị viện Anh Quốc áp đặt quyền lực của mình đối với các thuộc địa này bằng cách đặt ra các thứ thuế mới mà người Mỹ cho rằng là vi hiến bởi vì họ không có đại diện của mình trong nghị viện. Các cuộc xung đột ngày càng nhiều đã biến thành cuộc chiến tranh toàn lực, bắt đầu vào năm 1775. Ngày 4 tháng 7 năm 1776, các thuộc địa tuyên bố độc lập khỏi Vương quốc Anh bằng một văn kiện do Thomas Jefferson viết ra và trở thành Hợp chúng quốc Hoa Kỳ.
Lực lượng yêu nước nhận được sự ủng hộ về tài chính và quân sự trên mức độ lớn từ Pháp và dưới sự lãnh đạo quân sự của Tướng George Washington, đã giành được chiến thắng trong cuộc chiến tranh cách mạng và hòa bình đạt được vào năm 1783. Trong và sau chiến tranh, 13 tiểu quốc thống nhất thành một chính phủ liên bang yếu thông qua bản hiến pháp hợp bang. Khi bản hiến pháp hợp bang này chứng tỏ không phù hợp, một bản hiến pháp mới được thông qua vào năm 1789. Bản hiến pháp này vẫn là cơ sở của Chính phủ Liên bang Hoa Kỳ, và sau đó còn có thêm đạo luật nhân quyền. Một chính phủ quốc gia mạnh được thành lập với Washington là tổng thống đầu tiên và Alexander Hamilton là cố vấn trưởng tài chính. Trong thời kỳ hệ thống đảng phái lần thứ nhất, hai đảng chính trị quốc gia hình thành để ủng hộ hay chống đối các chính sách của Hamilton. Khi Thomas Jefferson trở thành Tổng thống, ông mua Lãnh thổ Louisiana từ Pháp, gia tăng diện tích của Hoa Kỳ lên gấp đôi. Một cuộc chiến tranh lần thứ hai cũng là lần cuối cùng với Anh Quốc xảy ra vào năm 1812. Kết quả chủ yếu của cuộc chiến tranh này là sự chấm dứt ủng hộ của châu Âu dành cho các cuộc tiến công của người bản địa Mỹ (người da đỏ) nhằm chống những người định cư ở miền Tây nước Mỹ.
Dưới sự bảo trợ của phong trào Dân chủ Jefferson, và Dân chủ Jackson, nước Mỹ mở rộng đến vùng đất mua Louisiana và thẳng đường đến California và xứ Oregon, tìm kiếm đất rẻ cho các nông gia Yeoman và chủ nô - những người cổ vũ cho nền dân chủ và mở rộng lãnh thổ bằng giá bạo lực và khinh miệt nền văn hóa châu Âu. Sự mở rộng lãnh thổ dưới chiêu bài vận mệnh hiển nhiên là một sự bác bỏ lời khuyên của đảng Whig muốn thúc đẩy chiều sâu và hiện đại hóa nền kinh tế - xã hội hơn là việc chỉ mở rộng lãnh thổ địa lý. Chủ nghĩa nô lệ bị bãi bỏ tại tất cả các tiểu bang miền Bắc (phía bắc đường Mason-Dixon phân chia Pennsylvania và Maryland) vào năm 1804, nhưng lại phát triển mạnh tại các tiểu bang miền Nam vì nhu cầu lớn về bông vải tại châu Âu.
Sau năm 1820, một loạt các thoả hiệp đã giúp xóa bỏ đối đầu giữa miền bắc và miền nam về vấn đề chủ nghĩa nô lệ. Vào giữa thập niên 1850, lực lượng Cộng hòa mới thành lập nắm kiểm soát nền chính trị miền Bắc và hứa ngăn chăn sự mở rộng của chủ nghĩa nô lệ với ám chỉ rằng chủ nghĩa nô lệ sẽ dần dần bị loại bỏ. Cuộc bầu cử tổng thống năm 1860 với kết quả chiến thắng của đảng viên Đảng Cộng hòa Abraham Lincoln đã châm ngòi cho cuộc ly khai của 11 tiểu bang theo chủ nghĩa nô lệ để lập ra Liên minh miền Nam Hoa Kỳ năm 1861. Nội chiến Hoa Kỳ (1861–1865) là hạch tâm của lịch sử Mỹ. Sau bốn năm chiến tranh đẫm máu, phe miền Bắc dưới sự lãnh đạo của Tổng thống Lincoln và Tướng Ulysses S. Grant đánh bại phe miền Nam với sự chỉ huy của Tướng Robert E. Lee. Liên bang được bảo tồn và chủ nghĩa nô lệ bị bãi bỏ, và miền nam bị suy kiệt. Trong thời đại tái thiết (1863–1877), Hoa Kỳ chấm dứt chủ nghĩa nô lệ và nới rộng quyền đầu phiếu và pháp lý cho những người "tự do" (người Mỹ gốc Phi trước đó từng là nô lệ). Chính phủ quốc gia ngày càng vững chắc hơn, và nhờ vào Tu chính án hiến pháp điều 14, giờ đây đã có nhiệm vụ rõ ràng là bảo vệ quyền của mỗi cá nhân. Thời đại tái thiết chấm dứt vào năm 1877 và từ thập niên 1890 đến thập niên 1960, Luật Jim Crow (tách ly chủng tộc) kìm hãm người da đen luôn ở vị trí thấp kém về kinh tế, xã hội và chính trị. Toàn miền nam vẫn bần cùng cho đến nửa sau của thế kỷ 20, trong khi đó miền Bắc và miền Tây phát triển nhanh chóng và thịnh vượng.
Hoa Kỳ trở thành cường quốc công nghiệp hàng đầu thế giới ngay ngưỡng cửa của thế kỷ 20 vì sự bùng nổ của giới doanh nghiệp tư nhân tại miền Bắc và làn sóng di dân mới đến của hàng triệu công nhân và nông dân từ châu Âu. Hệ thống đường sắt quốc gia được hoàn thành. Các nhà máy và các hoạt động khai thác quặng mỏ trên quy mô rộng đã công nghiệp hóa miền đông bắc và trung-tây. Sư bất mãn của giới trung lưu đối với các vấn đề như tham những, sự kém hiệu quả và nền chính trị truyền thống đã kích thích thành một phong trào cấp tiến từ thập niên 1890 đến thập niên 1920. Phong trào này gây áp lực đòi cải cách, cho phép phụ nữ đầu phiếu và cấm rượu cồn (về sau việc cấm rượu cồn bị bãi bỏ vào năm 1933). Hoa Kỳ ban đầu trung lập trong Chiến tranh thế giới thứ nhất, song tuyên chiến với Đức năm 1917, và tài trợ cho đồng minh chiến thắng vào năm sau đó. Sau một thập niên thịnh vương trong thập niên 1920, sự kiện thị trường chứng khoán Wall Street sụp đổ năm 1929 đánh dấu sự khởi đầu của một cuộc Đại khủng hoảng trên toàn thế giới kéo dài cả thập niên. Đảng viên Dân chủ Franklin D. Roosevelt trở thành thống thống và thực hiện các chương trình cứu tế, tái thiết, cải cách (gọi chung là New Deal), định hình nên chủ nghĩa tự do Mỹ hiện đại. Sau khi Nhật Bản tấn công vào Trân Châu Cảng ngày 7 tháng 12 năm 1941, Hoa Kỳ nhập cuộc vào Chiến tranh thế giới thứ hai bên cạnh phe Đồng Minh và giúp đánh bại Đức Quốc Xã tại châu Âu và Đế quốc Nhật Bản tại Viễn Đông.
Hoa Kỳ và Liên Xô nổi lên thành hai siêu cường đối nghịch nhau sau Chiến tranh thế giới thứ hai và khởi động một cuộc Chiến tranh Lạnh, đối đầu nhau gián tiếp trong cuộc chạy đua vũ trang và chạy đua vào không gian. Chính sách ngoại giao của Hoa Kỳ trong thời Chiến tranh Lạnh được xây dựng quanh việc bao vây chủ nghĩa cộng sản, và nước Mỹ tham dự vào các cuộc chiến tại Triều Tiên và Việt Nam để đạt được mục đích này. Chủ nghĩa tự do đạt được vô số chiến thắng trong những năm tháng của chương trình New Deal và sau đó vào giữa thập niên 1960, đặc biệt là sự thành công của phong trào dân quyền, nhưng chủ nghĩa bảo thủ quay ngược được thế cục vào thập niên 1980 dưới thời Tổng thống Ronald Reagan. Chiến tranh Lạnh kết thúc khi Liên Xô giải thể vào năm 1991, Hoa Kỳ là siêu cường duy nhất còn lại.
Khi thế kỷ 21 bắt đầu, xung đột quốc tế có tâm điểm quanh Trung Đông và lên đỉnh điểm theo sau sự kiện 11 tháng 9 và Chiến tranh chống khủng bố được tuyên bố sau đó. Hoa Kỳ trải qua thời kỳ suy thoái kinh tế tệ hại nhất kể từ Chiến tranh thế giới thứ hai vào cuối thập niên 2000 mà theo sau là thời kỳ phát triển kinh tế chậm hơn mức bình thường trong suốt thập niên 2010.

## Thời tiền-Columbo
Người ta không biết đích xác rằng bằng cách nào hay khi nào người bản địa Mỹ đầu tiên đến định cư tại châu Mỹ và tại lãnh thổ ngày nay là Hoa Kỳ. Giả thiết phổ biến hơn hết cho rằng người bản địa di cư từ lục địa Á-Âu bằng cách đi qua Beringia, một cầu lục địa khi đó nối liền vùng Siberia đến khu vực ngày nay là Alaska, và rồi sau đó phân tán về phía nam ra khắp châu Mỹ. Cuộc di cư này có thể đã bắt đầu khoảng 30 ngàn năm về trước và tiếp tục cho đến 10 ngàn năm trước đây khi cầu lục địa ở dưới mực nước biển do kết thúc thời kỳ băng hà cuối cùng. Những cư dân đầu tiên này, được gọi là người "Paleoamericans", chẳng bao lâu sau đó đa dạng hóa thành hàng trăm dân tộc và bộ lạc có nền văn hóa riêng biệt.
Thời kỳ tiền-Columbo là sự tổng hợp lại tất cả các tiểu thời kỳ trong lịch sử và tiền sử của cả châu Mỹ trước khi có sự ảnh hưởng quan trọng của người châu Âu tác động vào lục địa châu Mỹ, trải dài từ lúc có người định cư ban đầu trong cuối thời đại đồ đá đến khi người châu Âu thuộc địa hóa châu Mỹ trong thời kỳ cận đại. Mặc dù thời kỳ này được ám chỉ đến thời đại trước khi có các cuộc thám hiểm châu Mỹ của Cristoforo Colombo từ năm 1492 đến 1504 nhưng trên thực tế thuật từ này thường bao gồm lịch sử của các nền văn hóa bản địa châu Mỹ cho đến khi họ bị chinh phục hay bị ảnh hưởng đáng kể bởi người châu Âu, thậm chí ngay cả khi điều này xảy ra hàng thập niên hay thậm chí hàng thế kỷ sau chuyến đổ bộ đầu tiên của Colombo.

## Thời kỳ thuộc địa

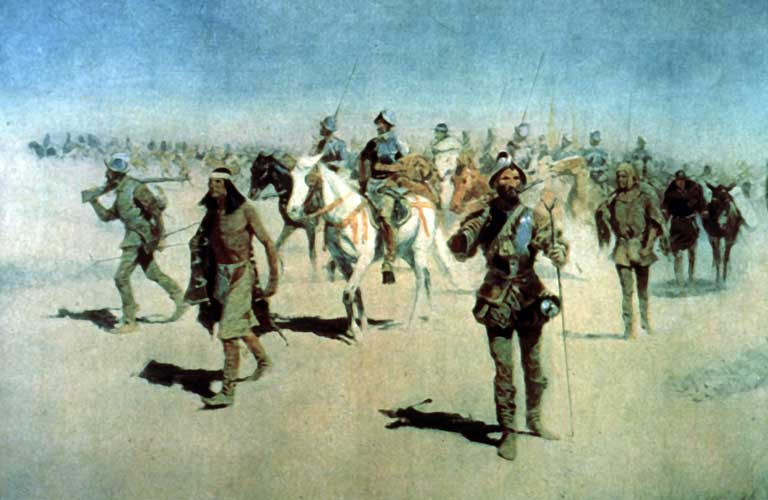
Người hùng thu phục của Tây Ban Nha Coronado thám hiểm nhiều nơi tại Tây Nam Hoa Kỳ từ năm 1540 đến 1542.

Sau một thời kỳ thám hiểm được các quốc gia lớn ở châu Âu bảo trợ, các khu định cư đầu tiên của người châu Âu được thiết lập vào năm 1607. Người châu Âu mang theo ngựa, bò và heo đến châu Mỹ, đổi lại, họ mang trở về châu Âu gồm có bắp, gà tây, khoai tây, đậu và bí. Môi trường bệnh tật gây tử vong đối với nhiều nhà thám hiểm và những người định cư đầu tiên bị tiếp xúc trực tiếp với các căn bệnh mới. Ảnh hưởng của căn bệnh mới thậm chí tồi tệ hơn đối với người bản địa châu Mỹ, đặc biệt là bệnh đậu mùa và bệnh sởi. Họ chết nhiều vô số kể, thường thường trước khi khu định cư quy mô lớn của người châu Âu hình thành.

### Thuộc địa hóa của người Tây Ban Nha, Hà Lan, và Pháp
Các nhà thám hiểm Tây Ban Nha là những người châu Âu đầu tiên có mặt tại lãnh thổ nay thuộc Hoa Kỳ, đó là chuyến thám hiểm thứ hai của Cristoforo Colombo. Chuyến đi này đến được Puerto Rico ngày 19 tháng 11 năm 1493; chuyến khác đến được Florida năm 1513. Không lâu sau đó, các chuyến thám hiểm của Tây Ban Nha đã đến được dãy Appalachia, sông Mississippi, Grand Canyon và Đại Bình nguyên Bắc Mỹ. Năm 1540, Hernando de Soto thực hiện một cuộc thám hiểm trên quy mô lớn ở vùng đông nam. Cũng trong năm 1540, Francisco Vázquez de Coronado thám hiểm từ Arizona đến miền trung Kansas. Người Tây Ban Nha đưa một số người định cư đến, lập ra khu định cư thường trực đầu tiên của người châu Âu tại lục địa Hoa Kỳ ở khu vực ngày nay là St. Augustine, Florida năm 1565, nhưng khu định cư này hấp dẫn ít người định cư thường trực. Các khu định cư Tây Ban Nha phát triển và trở thành các thành phố quan trọng trong đó có Santa Fe, Albuquerque, San Antonio, Tucson, San Diego, Los Angeles, Santa Barbara và San Francisco.

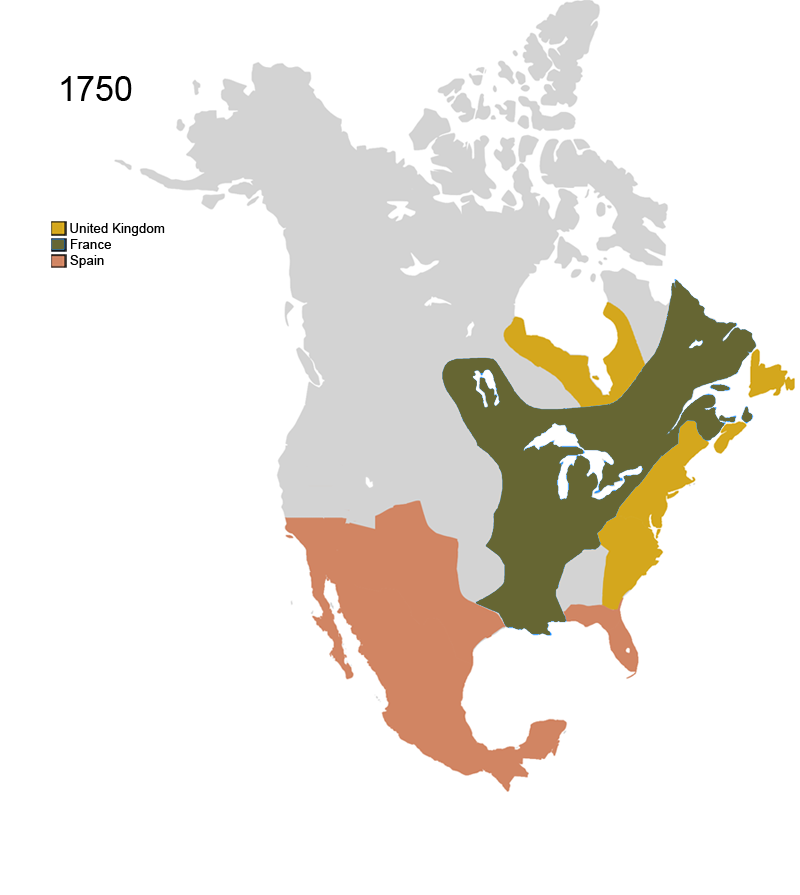
Các khu vực tuyên bố chủ quyền của các quốc gia châu Âu tại Bắc Mỹ vào khoảng năm 1750
Pháp
Anh Quốc
Tây Ban Nha

Tân Hà Lan là thuộc địa Hà Lan vào thế kỷ 17 có trung tâm nằm trên khu vực ngày nay là Thành phố New York và thung lũng sông Hudson nơi họ mua bán da thú với người bản địa Mỹ ở phía bắc và làm nơi phòng vệ chống sự xâm lấn của người nói tiếng Anh từ Tân Anh. Người Hà Lan theo phái thần học Calvin, họ hình thành nên Giáo hội Cải cách tại châu Mỹ nhưng họ cũng hòa đồng với các nền văn hóa và tôn giáo khác. Thuộc địa này bị người Anh chiếm vào năm 1664. Nó để lại một di sản trường tồn đối với đời sống chính trị và văn hóa Mỹ trong đó gồm có một tư tưởng thế tục phóng khoáng và chủ nghĩa thực dụng vụ lợi tại thành phố, một chủ nghĩa truyền thống nông thôn tại vùng miền quê mà đặc trưng là truyện ngắn có tựa đề Rip Van Winkle và các chính trị gia như Martin Van Buren, Theodore Roosevelt, Franklin D. Roosevelt và Eleanor Roosevelt.
Tân Pháp là vùng bị thực dân Pháp thuộc địa hóa từ năm 1534 đến năm 1763. Có ít người định cư thường trực bên ngoài Québec và Acadia nhưng Liên minh Wabanaki trở thành đồng minh quân sự của Tân Pháp trong suốt bốn cuộc chiến tranh với các thuộc địa của Anh liên kết với Liên minh Iroquois. Trong suốt cuộc chiến tranh với người Pháp và người bản địa, Tân Anh thành công chống lại Acadia. Người Anh tống khứ người Acadia (gốc Pháp) ra khỏi Acadia (Nova Scotia) và thay thế bằng những người định cư từ Tân Anh. Dần dần, một số người Acadia tái định cư tại vùng Louisiana nơi họ phát triển nên một nền văn hóa Cajun nông thôn dặc trưng vẫn còn tồn tại đến ngày nay. Họ trở thành công dân Mỹ vào năm 1803 khi Hoa Kỳ mua Louisiana từ Pháp. Các ngôi làng Pháp khác dọc theo sông Mississippi và sông Illinois biến mất khi người Mỹ bắt đầu đến sau năm 1770.

### Thuộc địa hóa của người Anh

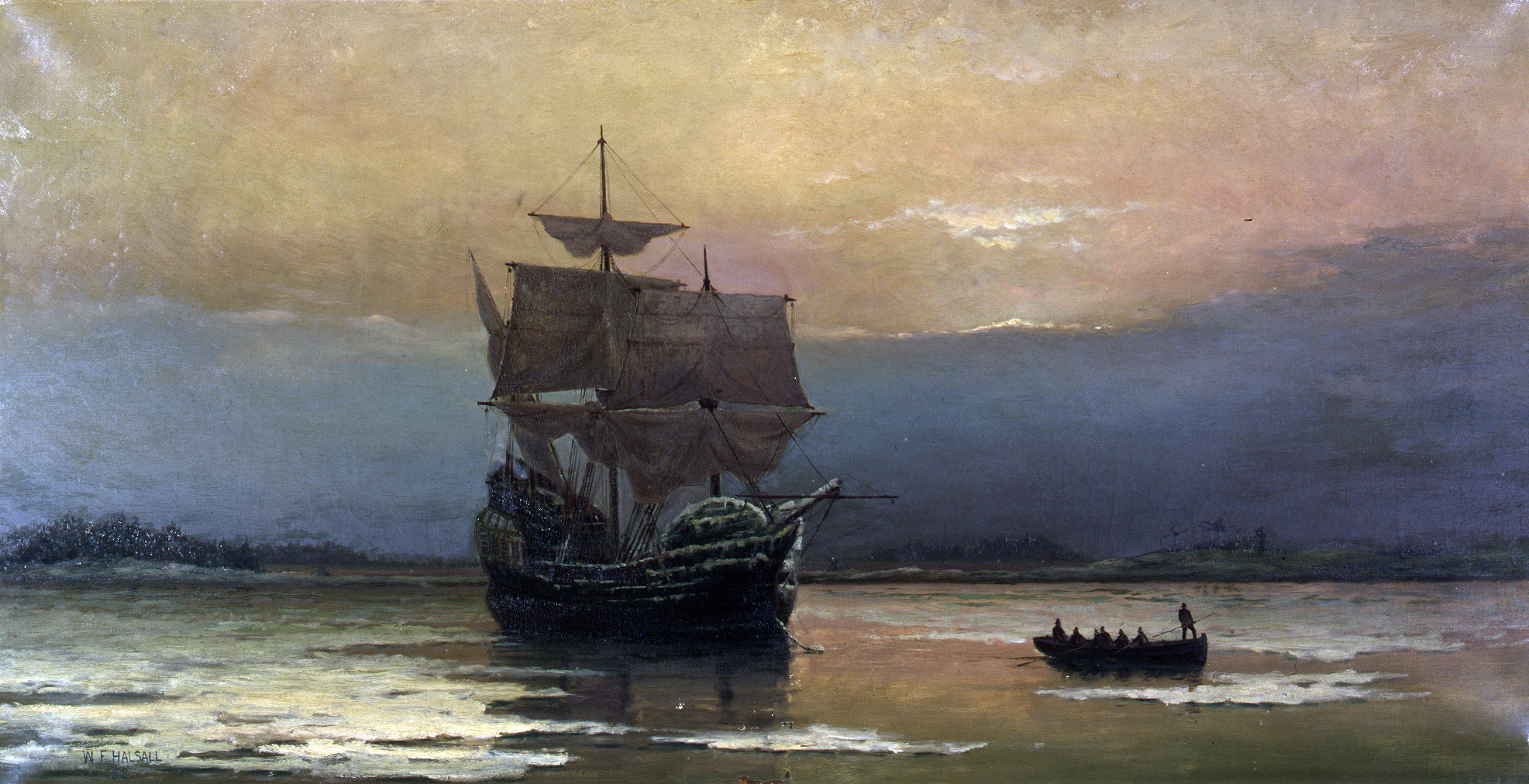
Chiếc Mayflower đưa người tìm tự do tín ngưỡng đến Tân Thế giới. Trong mùa đông đầu tiên tại Plymouth, khoảng phân nữa người trong đoàn bị thiệt mạng.

Dải đất nằm dọc theo bờ biển phía đông được định cư chủ yếu bởi những người thực dân Anh vào thế kỷ 17 cùng với con số nhỏ hơn nhiều là người Hà Lan và người Thụy Điển. Nước Mỹ thời thuộc địa mang đặc điểm là thiếu hụt lao động trầm trọng mà phải dựa vào những hình thức lao động không tự nguyện như nô lệ và lao công khế ước, và cũng đặc trưng với chính sách thờ ơ tử tế của người Anh, cho phép phát triển một tinh thần Mỹ khác biệt với tinh thần của mẫu quốc tại châu Âu. Trên phân nửa tổng số người di dân châu Âu đến nước Mỹ thời thuộc địa là những lao công khế ước.
Thuộc địa thành công đầu tiên của người Anh được thiết lập vào năm 1607 trên sông James tại Jamestown là nơi bắt đầu biên cương Mỹ. Nó suy giảm dần trong nhiều thập niên cho đến khi một làn sóng người định cư mới đến vào cuối thế kỷ 17 và lập nên một nền nông nghiệp thương mại dựa vào cây thuốc lá. Giữa cuối thập niên 1610 và cách mạng Mỹ, người Anh đã đưa đến các thuộc địa Mỹ khoảng 50 ngàn tù nhân. Một trường hợp xung đột tệ hại là vụ nổi loạn Powhatan năm 1622 tại Virginia trong đó người bản địa Mỹ giết chết hàng trăm người định cư Anh. Cuộc xung đột lớn nhất giữa người bản địa Mỹ và người định cư Anh trong thế kỷ 17 là Chiến tranh của Vua Philip tại Tân Anh, Chiến tranh Yamasee tại Nam Carolina thì đẫm máu.

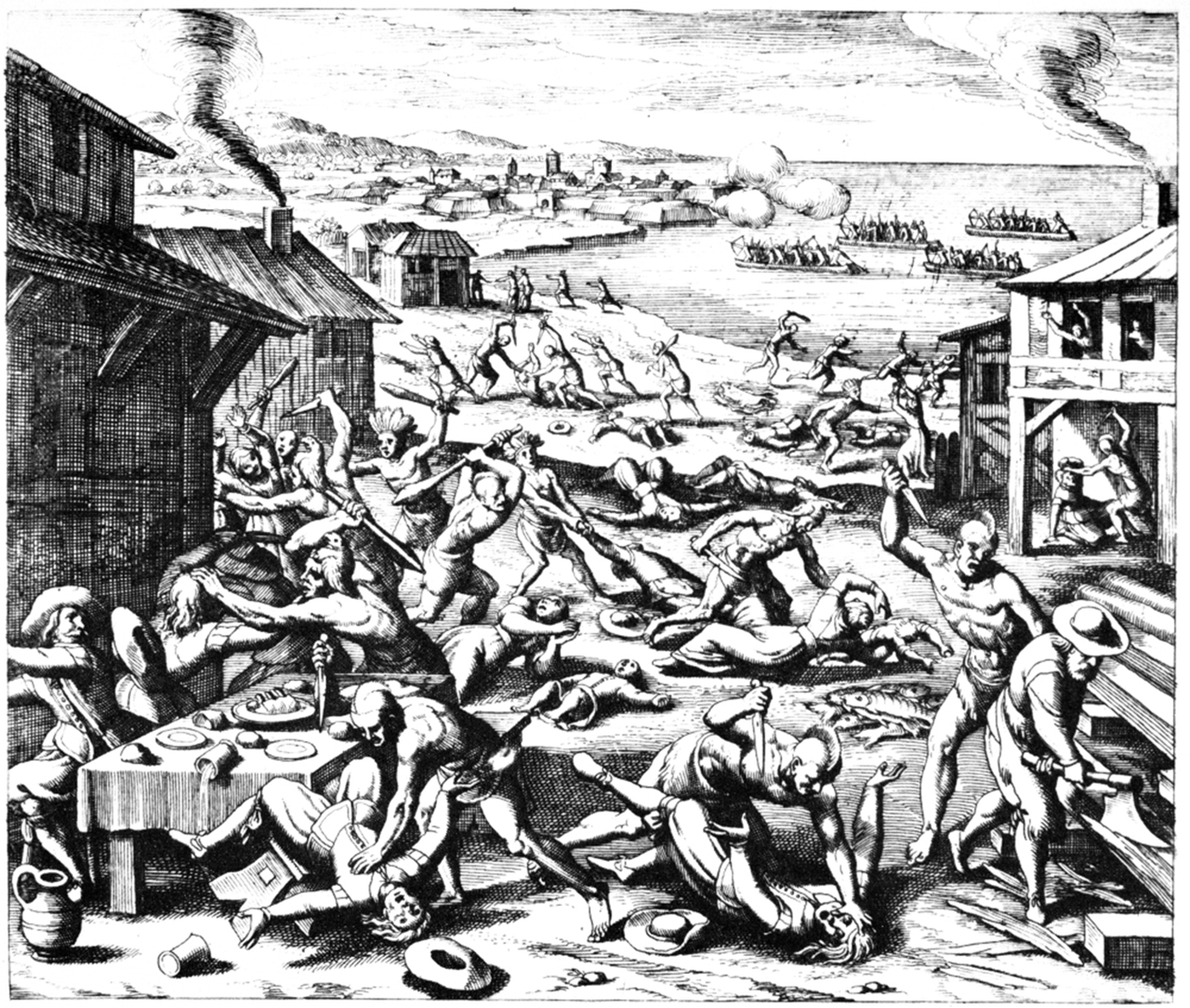
Vụ tàn sát người định cư tại Jamestown năm 1622. Chẳng bao lâu sau đó người thực dân tại miền Nam lo sợ tất cả người bản địa như kẻ thù.

Người Thanh giáo là những người định cư chủ yếu vào thời kỳ ban đầu của Tân Anh, họ lập ra Thuộc địa Vịnh Massachusetts năm 1630 mặc dù có khu định cư nhỏ trước đó vào năm 1620 của một nhóm người tương tự, nhóm Pilgrim, ở Thuộc địa Plymouth. Các thuộc địa nằm giữa gồm các tiểu bang ngày nay là New York, New Jersey, Pennsylvania, và Delaware có nét đặc trưng là mức độ đa dạng lớn về tôn giáo. Khu định cư đầu tiên người Anh tìm cách thiết lập ở phía nam Virginia là tỉnh Carolina với Thuộc địa Georgia - là thuộc địa cuối cùng trong số 13 thuộc địa, được thành lập trong năm 1733.
Các thuộc địa có nét đặc trưng là đa dạng tôn giáo với nhiều người thuộc phái giáo đoàn (Congregationalists) tại Tân Anh, người Đức và người Hà Lan theo phái thần học cải cách tại các thuộc địa nằm giữa, người công giáo tại Maryland, và người thuộc Ireland gốc Scotland theo phái Giáo hội Trưởng lảo tại vùng biên cương. Nhiều quan chức hoàng gia và giới thương buôn theo Anh giáo.
Niềm tin tôn giáo phát triển lớn mạnh sau cuộc Đại thức tỉnh lần thứ nhất (First Great Awakening), đây là phong trào khôi phục niềm tin tôn giáo vào thập niên 1740 do các nhà thuyết pháp như Jonathan Edwards khởi xướng. Bị ảnh hưởng bởi phong trào Đại thức tỉnh, người theo phái Phúc Âm (Evangelical) Mỹ đã thêm một điểm nhấn mới về sự dạt dào linh thiêng của Chúa Thánh Thần và những sự chuyển đổi mà khắc ghi bên trong các tín đồ mới một tình yêu mãnh liệt đối với Thiên Chúa. Người theo phái phục hưng lồng ghép các dấu ấn đó và chuyển tiếp giáo phái Phúc Âm mới được thành lập, tạo nền tảng cho cuộc đại thức tỉnh lần thứ hai khởi sự vào cuối thập niên 1790.
Mỗi trong số 13 thuộc địa Mỹ có một cơ cấu chính quyền hơi khác biệt. Thông thường một thuộc địa do một thống đốc cai trị, đó là người được Luân Đôn bổ nhiệm, có trách nhiệm quản lý ngành hành pháp và dựa vào một nghị viện do địa phương bầu lên để biểu quyết về thuế và làm luật. Vào thế kỷ 18, các thuộc địa Mỹ phát triển rất nhanh chóng vì đất đai và thực phẩm phong phú, và tỉ lệ tử thấp. Các thuộc địa giàu có hơn phần lớn các khu vực tại Anh Quốc. Điều này hấp dẫn dòng người di dân đều đặn, đặc biệt là giới thiếu niên đến Mỹ với địa vị lao công khế ước. Các đồn điền thuốc lá và lúa nhập cảng các nô lệ da đen từ các thuộc địa Anh ở vùng Tây Ấn. Đến khoảng thập niên 1770, họ chiếm một phần năm dân số Mỹ. Câu hỏi về sự độc lập khỏi Anh chưa nảy sinh chừng nào mà các thuộc địa vẫn còn cần đến quân đội Anh để chống lại cường quốc Pháp và Tây Ban Nha. Những mối đe dọa này biến mất vào năm 1765. Luân Đôn xem sự tồn tại của các thuộc địa Mỹ chỉ vì lợi ích của mẫu quốc, đây là một chính sách được biết đến với tên gọi Chủ nghĩa trọng thương.

### Tự trị và hội nhập chính trị

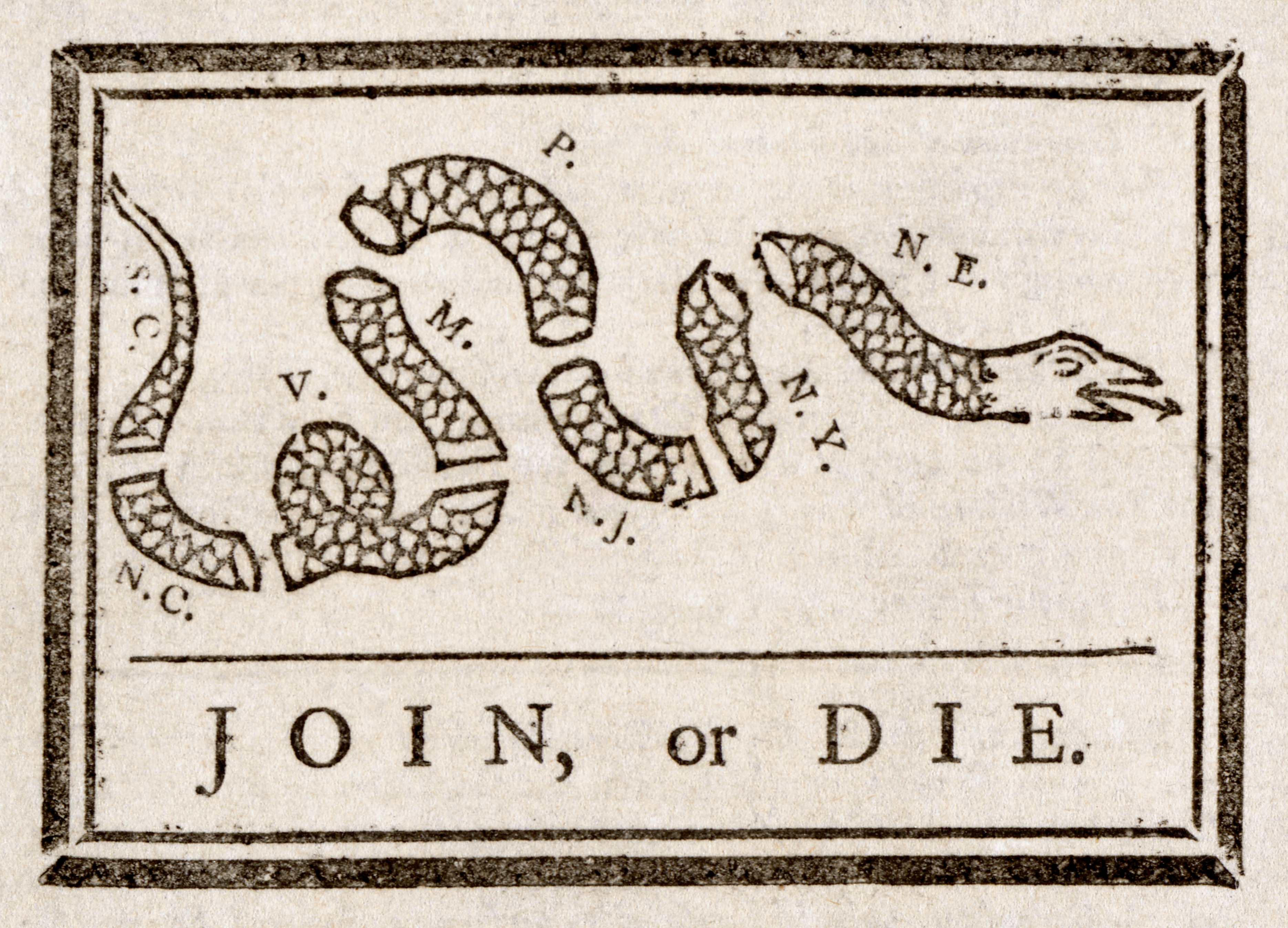
Join, or Die (nhập hay là chết): biếm họa chính trị năm 1756 của Benjamin Franklin hối thúc các thuộc địa hợp lại trong cuộc chiến tranh chống Pháp và người bản địa Mỹ.

Chiến tranh chống Pháp và người bản địa Mỹ (1754 – 1763) là một sự kiện bước ngoặt trong việc phát triển chính trị của các thuộc địa Mỹ. Tầm ảnh hưởng của hai đối thủ chính của vương quyền Anh tại các thuộc địa Mỹ và Canada là người Pháp và người bản địa Bắc Mỹ bị giảm sút đáng kể. Hơn nữa, nỗ lực chiến tranh đem đến kết quả là sự hội nhập chính trị lớn hơn giữa các thuộc địa như đã được phản ánh trong Hội nghị Albany và được biểu hiện qua lời kêu gọi các thuộc địa "nhập hay là chết" của Benjamin Franklin. Franklin là người có nhiều sáng kiến — và sáng kiến vĩ đại nhất của ông là khái niệm về một Hợp chúng quốc châu Mỹ- lộ diện sau năm 1765 và được thực hiện vào tháng 7 năm 1776.
Theo sau sự kiện người Anh thu phục lãnh thổ của Pháp tại Bắc Mỹ, Quốc vương George III ra Tuyên ngôn năm 1763 với mục đích tổ chức đế quốc mới Bắc Mỹ và bảo vệ người bản địa Mỹ khỏi sự bành trướng của người định cư vào các vùng đất phía tây. Trong những năm tiếp theo, căng thẳng càng phát triển trong các mối quan hệ giữa những thực dân và vương quyền. Nghị viện Anh thông qua Đạo luật tem 1765, áp đặt một thứ thuế mới vào các thuộc địa mà không thông qua các nghị viện thuộc địa. Vấn đề này được nêu lên: liệu Nghị viện Anh có quyền đánh thuế người Mỹ khi họ không có đại diện trong đó? Bằng cách hò hét "không đóng thuế khi không có đại diện", người định cư từ chối trả thuế khi căng thẳng leo thang vào cuối thập niên 1760 và đầu thập niên 1770.

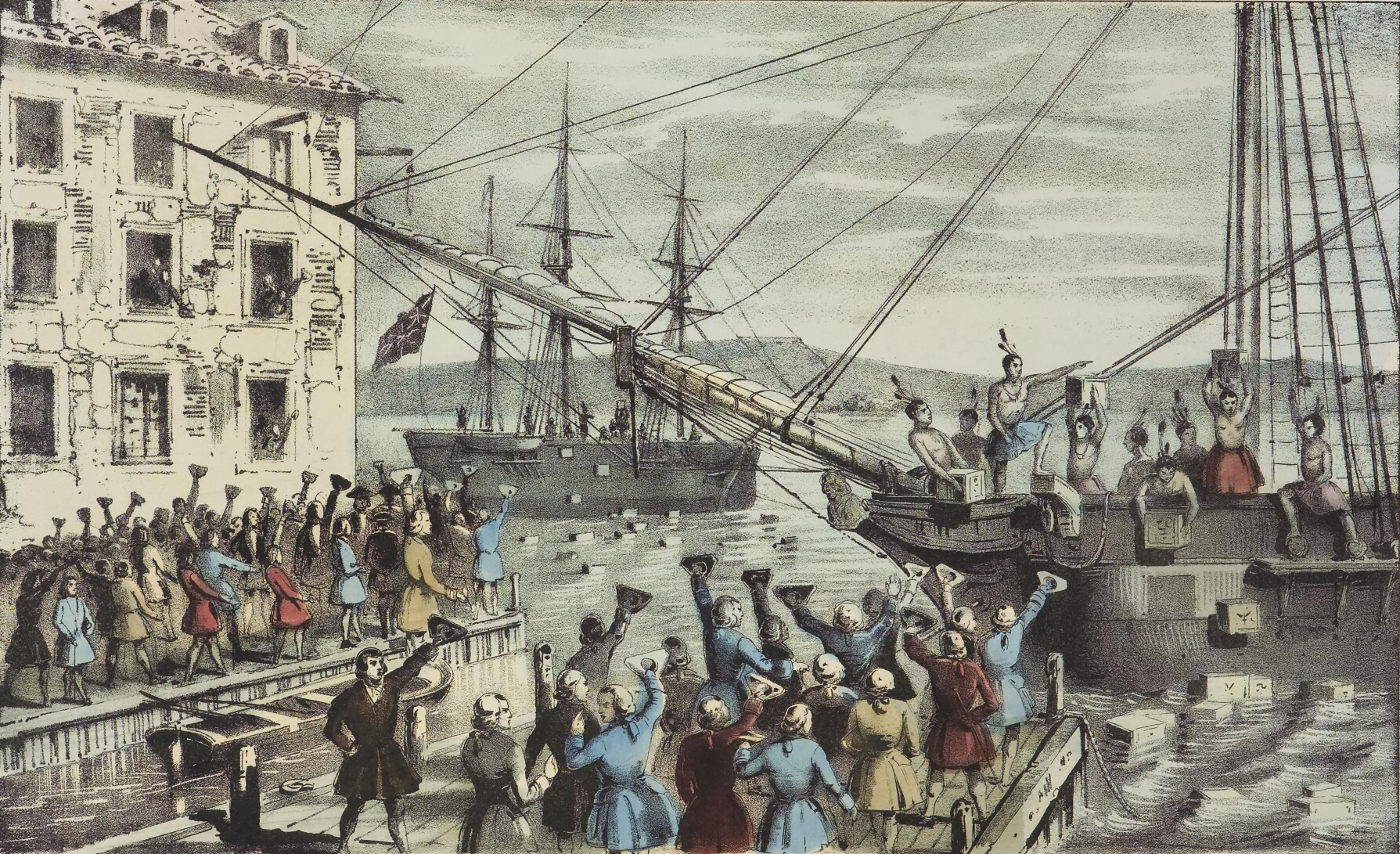
Tranh năm 1846 mô tả Tiệc trà Boston năm 1773.

Sự kiện đổ trà Boston năm 1773 là hành động trực tiếp của những nhà hoạt động tại thị trấn Boston nhằm phản đối thuế mới áp đặt vào trà. Nghị viện Anh Quốc nhanh chóng phản ứng vào năm sau bằng các đạo luật bất khoan dung, tước bỏ quyền tự trị lịch sử của Massachusetts và đặt nó dưới sự cai trị của quân đội. Việc này châm ngòi cho sự giận dữ và phản kháng tại tất cả 13 thuộc địa. Các nhà lãnh đạo nhóm yêu nước từ 13 thuộc địa nhóm họp Đệ nhất Quốc hội Lục địa để điều hợp sự phản kháng chống lại các đạo luật bất khoan dung của Nghị viện Anh Quốc. Quốc hội kêu gọi tẩy chay giao thương với Anh, công bố một danh sách gồm các quyền và các bất bình, và kiến nghị lên quốc vương để khắc phục những bất bình đó. Lời kiến nghị lên quốc vương không có kết quả, và vì vậy Đệ Nhị Quốc hội Lục địa được triệu tập vào năm 1775 để tổ chức phòng vệ các thuộc địa chống lại Quân đội Anh.
Những người dân bình thường trở thành quân nổi dậy chống lại Anh Quốc, mặc dù họ còn xa lạ với những lý thuyết cơ bản về tư tưởng được truyền đạt đến cho họ. Họ giữ một xúc cảm rất mạnh mẽ về "quyền" mà họ cảm thấy bị người Anh cố tình vi phạm - đó là quyền tự trị địa phương, đối xử công bằng, và chính quyền phải hợp lòng dân. Họ rất nhạy cảm với vấn đề độc tài mà họ đã được nhìn thấy khi quân đội Anh đến Boston để trừng phạt người Boston. Điều này đã làm gia tăng cảm giác rằng quyền con người của họ bị vi phạm, dẫn đến bực tức và đòi hỏi trả thù. Họ có niềm tin rằng Thượng đế đang bên phía họ.
Chiến tranh Cách mạng Mỹ bắt đầu tại Concord và Lexington vào tháng 4 năm 1775 khi người Anh tìm cách chiếm kho đạn và bắt các nhà lãnh đạo phe yêu nước.

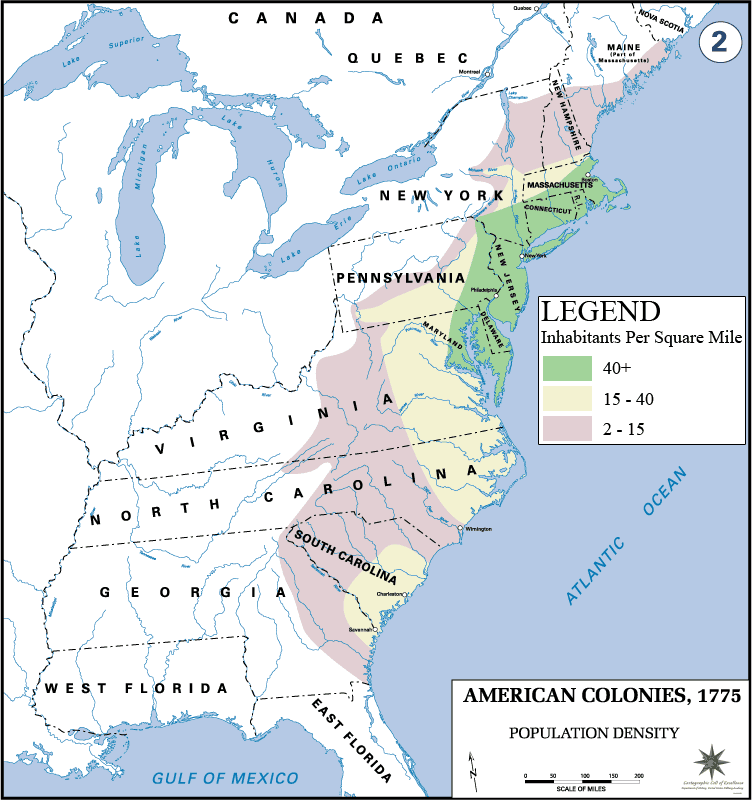
Mật độ dân số tại các thuộc địa Mỹ năm 1775.

## Cách mạng Mỹ

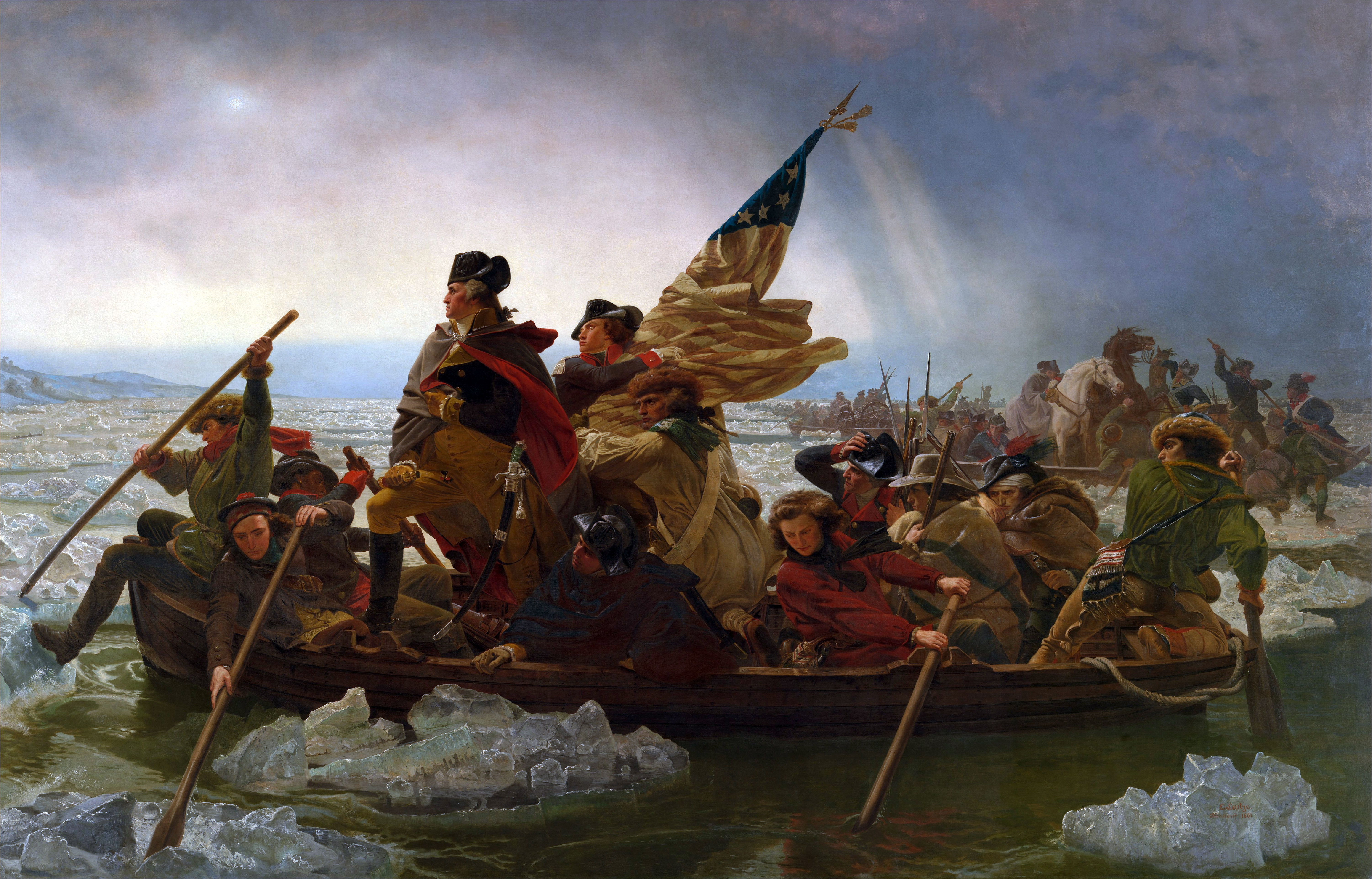
George Washington bất ngờ vượt sông Delaware vào tháng 12 năm 1776 là một sự đổi ngược tình thế lớn sau khi mất Thành phố New York; quân đội của ông đánh bại người Anh tại hai trận và tái chiếm New Jersey.

Mười ba thuộc địa bắt đầu nổi loạn chống lại sự cai trị của người Anh vào năm 1775 và tuyên bố độc lập vào năm 1776 với tên gọi Hợp chúng quốc Hoa Kỳ. Trong Chiến tranh Cách mạng Mỹ (1775–1783), việc người Mỹ bắt giữ đội quân xâm lược Anh tại Saratoga năm 1777 đã củng cố được vùng đông bắc và khuyến khích người Pháp liên minh quân sự với Hoa Kỳ. Pháp lôi kéo Tây Ban Nha và Hà Lan vào liên minh, do đó cân bằng các lực lượng lục quân và hải quân cho mỗi bên do Anh không có đồng minh.
Tướng George Washington (1732–1799) thể hiện là một nhà điều binh và tổ chức xuất sắc. Ông làm việc thành công với Quốc hội Lục địa và các thống đốc tiểu bang, lựa chọn và chỉ dẫn các sĩ quan cao cấp, hỗ trợ và huấn lệnh binh sĩ của mình, và duy trì một quân đội có ý tưởng về một nền cộng hòa. Thử thách to lớn nhất của ông là tiếp vận vì cả Quốc hội Lục địa và các tiểu bang đều không có quỹ để cung cấp đầy đủ trang thiết bị, đạn dược, quân y, tiền lương và thậm chỉ cả nguồn lương thực cho binh sĩ.
Với tư cách là nhà chiến thuật mặt trận, Washington thường bị các vị đồng nhiệm đối thủ người Anh qua mặt với quân số đông hơn. Với tư cách là nhà chiến lược, ông có ý tưởng tốt hơn để làm sao đánh thắng so với họ. Người Anh phái bốn đội quân xâm lược đến. Chiến lược của Washington đã buộc đội quân thứ nhất ra khỏi Boston năm 1776, và buộc đội quân thứ hai và thứ ba đầu hàng tại Saratoga (1777) và Yorktown (1781). Ông giới hạn sự kiểm soát của người Anh đối với Thành phố New York và một vài nơi trong khi đó phe yêu nước kiểm soát phần lớn cư dân.
Phe bảo hoàng mà người Anh trông cậy quá nhiều chiếm khoảng 20 phần trăm dân số nhưng chưa bao giờ được tổ chức tốt. Khi chiến tranh kết thúc, Washington tự hào nhìn thấy đội quân cuối cùng của Anh thầm lặng đi thuyền ra khỏi Thành phố New York vào tháng 11 năm 1783, mang theo giới lãnh đạo phe bảo hoàng cùng với họ. Washington gây sửng sốt cho thế giới khi thay vì chiếm lấy quyền lực cho chính mình, ông đã âm thầm về hưu ở nông trại của mình tại Virginia. Nhà khoa học chính trị Seymour Martin Lipset nhận định rằng "Hoa Kỳ là thuộc địa lớn đầu tiên thành công chống lại sự cai trị của chính quyền thuộc địa. Trong ý nghĩa này, đây là 'quốc gia mới' đầu tiên."

Tranh Tuyên ngôn Độc lập của John Trumbull

Ngày 4 tháng 7 năm 1776, Đệ Nhị Quốc hội Lục địa họp tại thành phố Philadelphia tuyên bố nền độc lập của "Hợp chúng quốc châu Mỹ" bằng bản Tuyên ngôn Độc lập. Ngày 4 tháng 7 được chào mừng như là ngày quốc khánh. Quốc gia mới được thành lập trên cơ sở các ý tưởng khai sáng của chủ nghĩa tự do mà theo Thomas Jefferson được gọi là các quyền không thể chuyển nhượng được đó là "sống, tự do và mưu cầu hạnh phúc" và quốc gia này cống hiến mạnh mẽ cho các nguyên lý cộng hòa. Chủ nghĩa cộng hòa nhấn mạnh rằng nhân dân có chủ quyền (chứ không phải là các quốc vương thế tập), đòi hỏi quyền công dân, lánh xa tham nhũng, và bác bỏ chế độ quý tộc.

### Tôn giáo quốc dân
Cách mạng Mỹ là nguồn động lực chính của tôn giáo quốc dân Mỹ không chia giáo phái mà đã tạo hình cho chủ nghĩa yêu nước, ký ức và ý nghĩa ngày sinh của quốc gia kể từ đó. Các trận chiến không phải là trọng tâm nhưng đúng hơn là các sự kiện và con người đã được chào mừng như những biểu tượng của một số đức tin nào đó. Như các sử gia đã ghi nhận, cuộc cách mạng Mỹ đã sản sinh ra một lãnh tụ được ví như là Moses (George Washington), các nhà tiên tri (Thomas Jefferson, Tom Paine) và các thánh tử đạo (Boston Massacre, Nathan Hale) cũng như những ác quỷ (Benedict Arnold), những nơi thiêng liêng (Valley Forge, Bunker Hill), giáo lý (Tiệc trà Boston), biểu trưng (lá cờ mới), ngày lễ thiêng liêng (4 tháng 7) và một cuốn kinh thánh mà mỗi câu được nghiên cứu và áp dụng cẩn thận vào các trường hợp pháp lý hiện thời (bản Tuyên ngôn Độc lập, Hiến pháp và Đạo luật Nhân quyền).

## Những năm cộng hòa đầu tiên

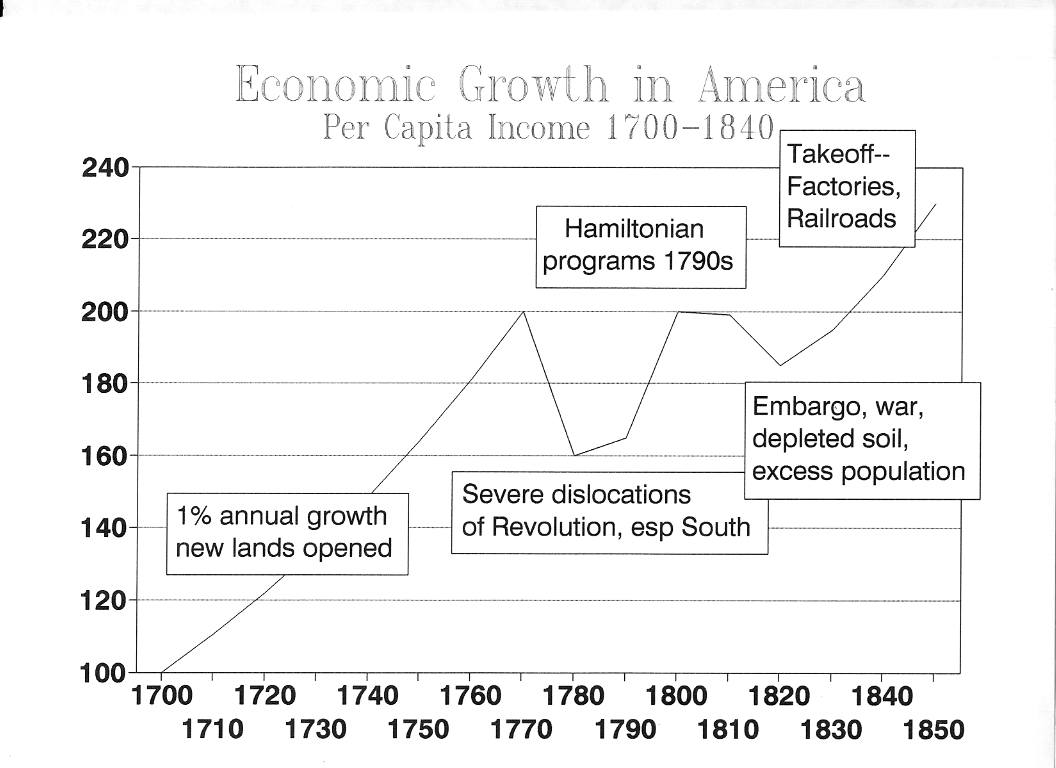
Sự phát triển kinh tế tại Mỹ tính trên đầu người; chỉ số cho năm 1700 được đặt là 100

### Các điều khoản Hợp bang và Hiến pháp
Trong thập niên 1780, chính phủ quốc gia có thể giàn xếp được vấn đề về các lãnh thổ phía tây, chúng được các tiểu bang nhượng lại cho Quốc hội Hoa Kỳ và trở thành các lãnh thổ. Với việc những người định cư di dân đến vùng Tây Bắc (hiện nay là vùng Trung Tây Hoa Kỳ), chẳng bao lâu thì các lãnh thổ này trở thành các tiểu bang. Những người theo chủ nghĩa quốc gia lo sợ rằng quốc gia mới quá yếu không thể chịu đựng được một cuộc chiến tranh quốc tế, hay thậm chí là các cuộc nổi loạn trong nước, thí dụ như cuộc nổi loạn Shays năm 1786 tại Massachusetts. Những người theo chủ nghĩa quốc gia mà đa số là các cựu chiến binh đã tổ chức tại mọi tiểu bang và thuyết phục Quốc hội cho mở Hội nghị Philadelphia năm 1787. Các đại biểu từ mỗi tiểu bang cùng viết ra một bản Hiến pháp mới nhằm thiết lập ra một chính phủ trung ương hữu hiệu và mạnh hơn nhiều. Chính phủ này có một tổng thống mạnh và quyền thu thuế. Chính phủ mới phản ánh những ý tưởng cộng hòa đang thắng thế, bảo đảm quyền tự do cá nhân và kiềm chế quyền lực chính phủ bằng một hệ thống tam quyền phân lập.
Quốc hội được trao quyền cấm chỉ buôn bán nô lệ quốc tế sau 20 năm (được thực hiện vào năm 1807). Phiếu cử tri đoàn của miền Nam được gia tăng nhờ tính 3 phần năm con số người nô lệ trong dân số của mỗi tiểu bang. Khi chủ nghĩa nô lệ mở rộng tại miền Nam trong suốt những thập niên sau đó, điều này làm gia tăng thêm quyền lực chính trị của các đại diện miền Nam tại Quốc hội Hoa Kỳ.
Để giảm bớt mối lo sợ về một chính phủ liên bang quá mạnh từ phía những người chống chủ nghĩa liên bang, quốc gia thông qua Đạo luật Nhân quyền Hoa Kỳ năm 1791. Đạo luật này gồm có mười tu chính án hiến pháp đầu tiên, bảo đảm các quyền tự do cá nhân như tự do ngôn luận, tự do tôn giáo, xét xử có bồi thẩm đoàn, và nói rõ rằng các công dân và tiểu bang có quyền bảo lưu (nhưng quyền này không có nói rõ là gì).

### Lãnh đạo ngành hành pháp mới
George Washington, một anh hùng nổi tiếng của Chiến tranh Cách mạng Mỹ, tổng tư lệnh Lục quân Lục địa, và chủ tịch Hội nghị Hiến pháp trở thành vị tổng thống đầu tiên của Hoa Kỳ dưới Hiến pháp mới năm 1789. Thủ đô quốc gia dời từ New York đến Philadelphia và cuối cùng đặt tại Washington, D.C. năm 1800.
Những thành tựu to lớn của chính phủ George Washington là tạo ra một chính phủ quốc gia mạnh được toàn dân Mỹ công nhận mà không có nghi ngờ. Chính phủ của ông, theo sự lãnh đạo đầy nghị lực của Bộ trưởng Ngân khố Alexander Hamilton, đảm nhận hết số nợ của các tiểu bang (những người cho mượn nợ khi đó sẽ nhận lấy trái phiếu liên bang), thành lập Ngân hàng Hoa Kỳ để cân bằng hệ thống tài chính, và lập ra một hệ thống thu thuế đồng bộ (thuế nhập cảng) và các thứ thuế khác để trả hết nợ và cung cấp một cơ sở hạ tầng tài chính. Để hỗ trợ cho các chương trình của mình, Hamilton thành lập một đảng chính trị mới - đảng đầu tiên trên thế giới dựa vào cử tri - đó là Đảng Liên bang.
Thomas Jefferson và James Madison thành lập một đảng Cộng hòa đối lập (thường được các nhà khoa học chính trị gọi là Đảng Dân chủ-Cộng hòa). Hamilton và Washington đệ trình lên quốc dân Hiệp ước Jay năm 1794, tái thiết lập mối quan hệ hữu hảo với Anh Quốc. Những người theo chủ nghĩa Jefferson kịch liệt phản đối, và các cử trị bỏ phiếu theo ranh giới đảng này hay đảng kia, như thế hình thành nên Hệ thống đảng phái lần thứ nhất. Những người theo chủ nghĩa liên bang khuyến khích thương nghiệp, tài chính và lợi ích thương mại và mong muốn giao thương nhiều hơn với Anh Quốc. Các đảng viên Cộng hòa tố cáo những người theo chủ nghĩa liên bang là đang có kế hoạch thiết lập một chế độ quân chủ, biến người giàu có thành một tầng lớp cai trị, và biến Hoa Kỳ thành một con tốt của Anh Quốc. Hiệp ước được thông qua, song tình hình chính trị nóng lên dữ dội.
Vụ nổi loạn Whiskey xảy ra năm 1794, khi những người định cư ở miền Tây (hiện nay là vùng Trung Tây) phản đối chống lại thuế liên bang đánh vào chất rượu cồn, là thử thách trầm trọng đầu tiên của chính phủ liên bang. Washington cho gọi địa phương quân tiểu bang đi trấn áp và đích thân lãnh đạo quân đội khi cuộc nổi loạn dần dần tan rã và quyền lực của chính phủ quốc gia được thiết lập vững chắc.
Washington từ chối phục vụ hơn hai nhiệm kỳ - đặt ra tiền lệ cho các tổng thống sau này - và trong diễn thuyết cáo biệt nổi tiếng của mình, ông ca ngợi những lợi ích mà chính phủ liên bang làm được và tầm quan trọng của đạo lý trong khi đó cảnh cáo chống lại các liên minh ngoại quốc và sự thành lập các đảng phái chính trị.
John Adams, một người theo chủ nghĩa liên bang, đánh bại Jefferson trong kỳ bầu cử tổng thống năm 1796. Chiến tranh cận kề với Pháp và những người theo chủ nghĩa liên bang đã sử dụng cơ hội này để tìm cách bịt miệng những người theo chủ nghĩa cộng hòa bằng các đạo luật chống nổi loạn và chống người ngoại quốc (gọi chung là "Alien and Sedition Acts"), xây dựng một quân đội lớn mạnh với Hamilton là người đứng đầu, và chuẩn bị đối phó một cuộc xâm nhập của Pháp. Tuy nhiên, những người theo chủ nghĩa liên bang trở nên chia rẽ sau khi Adams phái một phái đoàn hòa bình thành công đến Pháp nhằm kết thúc cuộc chiến nữa mùa năm 1798.

### Chế độ nô lệ
Trong hai thập niên đầu sau Cách mạng Mỹ, có những thay đổi lớn lao về tình trạng chế độ nô lệ trong số các tiểu bang và có sự gia tăng con số người da đen tự do. Cảm hứng từ những ý tưởng cách mạng về quyền bình đẳng của con người và sự phụ thuộc kinh tế nhờ vào chế độ nô lệ ít hơn nên các tiểu bang miền Bắc bãi bỏ chế độ nô lệ mặc dù một số tiểu bang có các giai đoạn giải phóng nô lệ từ từ. Các tiểu bang Thượng Nam Hoa Kỳ tiến hành giải phóng nô lệ dễ dàng hơn, kết quả làm tăng tỉ lệ người da đen tự do tại Thượng Nam Hoa Kỳ từ ít hơn một phần trăm vào năm 1792 lên đến hơn 10% vào năm 1810. Vào thời gian đó, có tổng số 13,5 phần trăm tổng số người da đen tại Hoa Kỳ được tự do. Sau thời gian đó, vì nhu cầu nô lệ gia tăng cùng với sự phát triển trồng bông vải tại Thâm Nam Hoa Kỳ, tốc độ giải phóng nô lệ giảm xuống nhanh chóng. Hoạt động giao thương nô lệ nội địa trở thành một nguồn của cải quan trọng đối với nhiều chủ đồn điền và giới thương buôn.

## Thế kỷ 19

### Thời đại Dân chủ – Cộng hòa

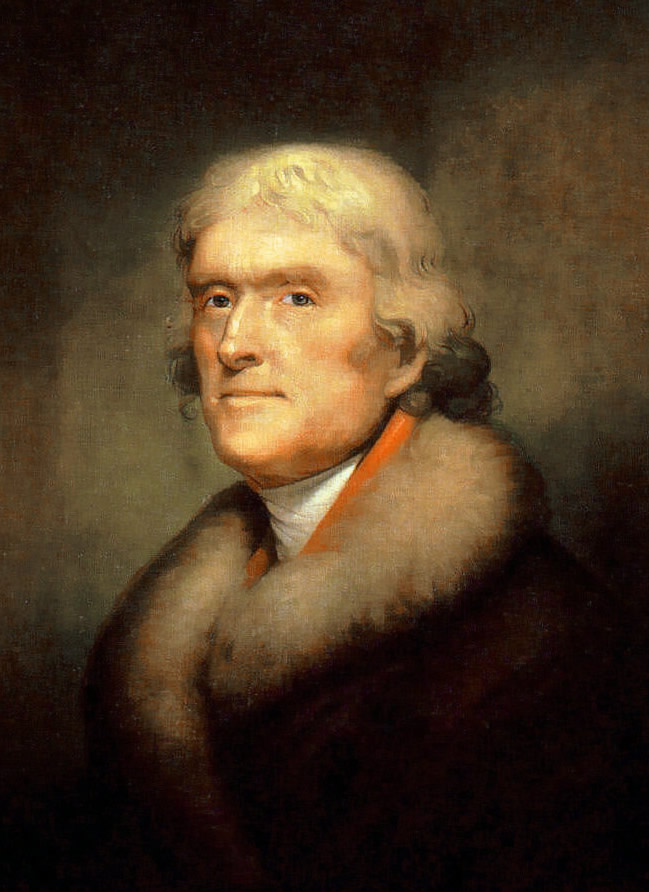
Thomas Jefferson tự coi mình là một người của biên cương và một nhà khoa học. Ông hứng thú sâu sắc về việc mở rộng và khai phá miền Tây.

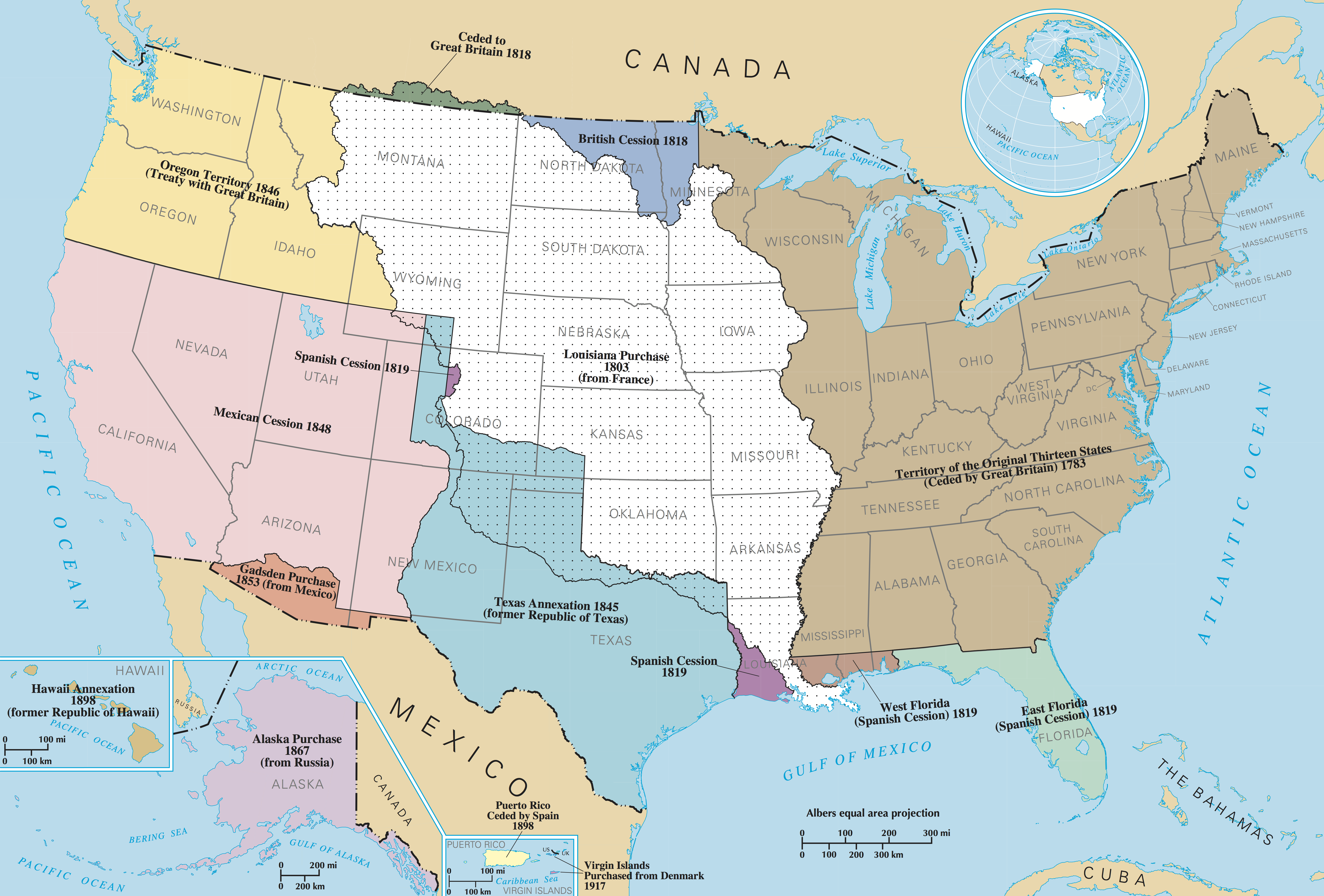
Mở rộng lãnh thổ với Vùng đất mua Louisiana được biểu thị bằng màu trắng.

Thomas Jefferson đánh bại John Adams trong cuộc bầu cử tổng thống năm 1800. Thành tựu lớn của Jefferson trong vai trò tổng thống là vùng đất mua Louisiana năm 1803, cung cấp cho người định cư Hoa Kỳ một vùng tiềm năng rộng lớn để mở rộng về phía tây sông Mississippi.
Bản thân Jefferson là một nhà khoa học, ông ủng hộ các cuộc thám hiểm để khám phá và vẽ bản đồ lãnh thổ mới, nổi bật nhất là Cuộc thám hiểm của Lewis và Clark. Jefferson tin tưởng sâu sắc vào chủ nghĩa cộng hòa và cho rằng nó nên dựa vào chủ đồn điền và nông dân độc lập yeoman. Ông ngờ vực thành thị, nhà máy và ngân hàng. Ông cũng không tin tưởng chính phủ liên bang và các thẩm phán, và tìm cách làm suy yếu ngành tư pháp. Tuy nhiên, ông gặp phải đối thủ tương xứng là John Marshall, một người theo chủ nghĩa liên bang từ Virginia. Mặc dù Hiến pháp Hoa Kỳ gồm có một tòa án tối cao nhưng chức năng của nó rất mơ hồ cho đến khi Marshall làm thẩm phán trưởng (1801–1835). Ông đã định nghĩa các chức năng này, đặc biệt là quyền lực đảo ngược các đạo luật nào của Quốc hội bị cho là vi phạm Hiến pháp. Quyền lực này được tuyên bố vào năm 1803 trong vụ Marbury đối đầu Madison.

### Chiến tranh 1812
Người Mỹ ngày càng tức giận với Anh Quốc vì vi phạm quyền trung lập của các tàu Mỹ nhằm gây tổn thất cho nước Pháp. Anh Quốc đã chặn bắt 10 ngàn thủy thủ Mỹ để phục vụ Hải quân Hoàng gia Anh chống Napoléon và người Anh cũng ủng hộ sự thù địch của người bản địa Mỹ tấn công chống người định cư Mỹ tại vùng trung-tây. Người Mỹ cũng có thể mong sáp nhập tất cả hay một phần Bắc Mỹ thuộc Anh.. Mặc dù có sự chống đối từ các tiểu bang Đông Bắc, đặc biệt là những người theo chủ nghĩa liên bang, những người không muốn làm đứt đoạn giao thương với Anh Quốc nhưng Quốc hội Hoa Kỳ vẫn tuyên chiến với Anh Quốc vào tháng 6 năm 1812.
Cuộc chiến gây thất vọng cho cả hai phía. Cả hai phía đều cố tìm cách xâm lấn bên kia nhưng rồi bị đánh bật trở lại. Bộ tư lệnh cao cấp của Mỹ vẫn bất lực cho đến năm cuối cùng. Địa phương quân Mỹ chứng tỏ kém hiệu quả vì binh sĩ còn do dự phải xa nhà và các cố gắng xâm nhập Canada liên tiếp bị thất bại. Cuộc phong tỏa của người Anh gây thiệt hại cho ngành thương mại Mỹ, phá sản ngân khố, và càng làm cho người Tân Anh buôn lậu đồ tiếp liệu đến Anh Quốc thêm tức giận. Người Mỹ dưới quyền của tướng William Henry Harrison cuối cùng giành được quyền kiểm soát đường thủy trên hồ Erie và đánh bại người bản địa Mỹ dưới quyền chỉ huy của Tecumseh tại Canada, trong khi đó Andrew Jackson chấm dứt mối đe dọa của người bản địa Mỹ tại đông nam. Mối đe dọa lấn chiếm vào vùng trung-tây của người bản địa Mỹ bị kết liễu vĩnh viễn. Người Anh xâm nhập và chiếm đóng phần lớn tiểu bang Maine.
Người Anh đột kích và đốt cháy thủ đô Washington nhưng bị đánh bật tại thành phố Baltimore vào năm 1814 là nơi bài thơ "Star Spangled Banner" được viết để chào mừng sự thành công của người Mỹ. Trên vùng thượng của tiểu bang New York, một cuộc xâm nhập lớn của Anh vào tiểu bang bị đánh bật. Cuối cùng vào đầu năm 1815 Andrew Jackson quyết tâm đánh bại một cuộc xâm nhập lớn của người Anh trong Trận New Orleans và ông đã trở thành một anh hùng chiến tranh lừng danh nhất.
Với sự kiện Napoleon (hình như) đã hết hy vọng, nguyên nhân gây chiến tranh đã tan biến và cả hai phía đồng ý hòa bình với kết quả là các biên giới trước chiến tranh vẫn không thay đổi. Người Mỹ tuyên bố chiến thắng vào đầu năm 1815 khi tin tức truyền đến hầu như ngay lập tức về chiến thắng New Orleans của Jackson và hiệp ước hòa bình. Người Mỹ rất đỗi tự hào về thành công trong "cuộc chiến tranh giành độc lập lần thứ hai". Những người phản đối và chống chiến tranh thuộc Đảng Liên bang bị hổ thẹn và không bao giờ có cơ hội để phục hồi. Người bản địa Mỹ là những người thua thiệt lớn nhất vì họ không bao giờ giành được chủ quyền quốc gia độc lập mà người Anh đã hứa với họ. Họ cũng không còn là một mối đe dọa đáng sợ khi người định cư đổ xô vào vùng trung-tây.

### Thời đại của cảm xúc tốt đẹp
Là phe chống đối mạnh mẽ cuộc chiến tranh 1812, những người theo chủ nghĩa liên bang mở Hội nghị Hartford năm 1814 với ý định ám chỉ là muốn ly khai khỏi liên bang. Tâm trạng phấn khởi vui mừng của quốc gia sau chiến thắng tại New Orleans đã làm tiêu tan uy thế của những người theo chủ nghĩa liên bang và họ không còn đóng vai trò nổi bật nào nữa. Tổng thống Madison và đa số đảng viên Cộng hòa nhận ra rằng họ ngu ngốc khi để Ngân hàng Hoa Kỳ đóng cửa vì sự thiếu vắng của nó đã gây trở ngại lớn cho việc tài trợ chiến tranh. Vì thế họ cho thành lập Đệ nhị Ngân hàng Hoa Kỳ năm 1816.
Các đảng viên Cộng hòa cũng áp đặt quan thuế nhằm bảo vệ các công nghiệp non trẻ, loại thuế được hình thành khi Anh Quốc phong tỏa Hoa Kỳ. Với sự sụp đổ của đảng Liên bang, việc Đảng Cộng hòa áp dụng nhiều nguyên tắc của chủ nghĩa liên bang, và chính sách có hệ thống của Tổng thống James Monroe trong hai nhiệm kỳ (1817–25) để giảm nhẹ tính đảng phái, quốc gia Hoa Kỳ bước vào một thời đại cảm xúc tốt đẹp với rất ít tính đảng phái hơn trước đây (hoặc sau này), và kết thúc hệ thống đảng phái lần thứ nhất.
Học thuyết Monroe, được phát biểu năm 1823, tuyên bố quan điểm của Hoa Kỳ rằng các cường quốc châu Âu không nên thuộc địa hóa hay can thiệp vào châu Mỹ nữa. Đây là yếu tố quan trọng có tính quyết định trong chính sách ngoại giao của Hoa Kỳ. Học thuyết Monroe được áp dụng để đáp lại mối lo sợ của người Anh và người Mỹ về sự bành trướng của người Pháp và người Nga vào Tây Bán cầu.

### Thiên di người bản địa Mỹ

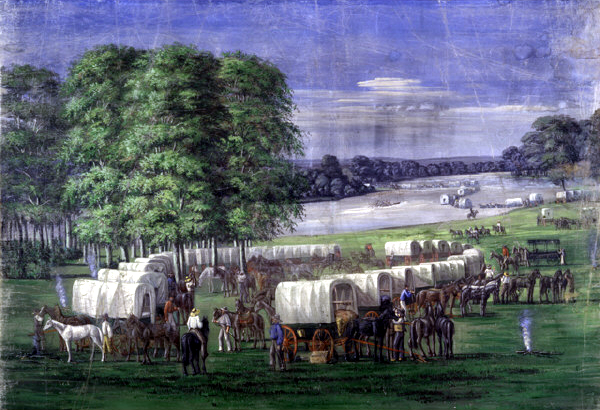
Những người định cư băng qua bình nguyên Nebraska.

Năm 1830, Quốc hội thông qua Đạo luật Thiên di người bản địa Mỹ qua đó cho phép tổng thống thương thuyết các hiệp định nhằm trao đổi đất đai ở phía tây sông Mississippi để lấy đất bộ lạc của người bản địa Mỹ tại các tiểu bang miền Đông Hoa Kỳ. Các đảng viên Dân chủ Jackson đòi hỏi cưỡng chế thiên di đối với sắc dân bản địa Mỹ nào từ chối chấp nhận luật của các tiểu bang để đến các khu dành riêng cho họ tại miền Tây. Những lãnh tụ tôn giáo và đảng Whigs chống đối hành động này vì vô nhân đạo như họ đã được thấy qua trong sự kiện đường mòn nước mắt. Nhiều người bản địa Seminole tại Florida từ chối di chuyển về phía tây. Họ đã chiến đấu chống lại quân đội nhiều năm trong các cuộc chiến tranh Seminole.

### Đại thức tỉnh lần thứ hai
Đại thức tỉnh lần thứ hai là một phong trào phục hưng Tin Lành gây ảnh hưởng đến toàn quốc gia Hoa Kỳ trong đầu thế kỷ 19 và dẫn đến sự phát triển nhà thờ một cách nhanh chóng. Phong trào bắt đầu khoảng năm 1790, đạt được đà vào năm 1800, và sau năm 1820 con số thành viên tăng vọt trong số các giáo đoàn Báp-tít và Giám Lý vì các giáo đoàn này có nhiều nhà truyền giáo lãnh đạo phong trào. Phong trào lên đến điểm đỉnh vào thập niên 1840.
Phong trào này ghi danh thêm hàng triệu thành viên mới trong các giáo phái phúc âm hiện hữu và dẫn đến việc thành lập các giáo phái mới. Nhiều người cải đạo tin tưởng rằng Đại thức tỉnh báo hiệu một thời đại ngàn năm mới. Đại thức tỉnh lần thứ hai khơi động sự thành lập nhiều phong trào cải cách trong đó có chủ nghĩa bãi nô và phong trào vận động hạn chế rượu cồn nhằm loại bỏ tệ nạn xã hội trước sự trở lại lần thứ hai (theo dự đoán) của Giê-su.

### Chủ nghĩa bãi nô
Sau năm 1840 phong trào bãi nô phát triển đã tự tái định nghĩa nó như một cuộc thánh chiến chống lại tội lỗi của chủ nô. Phong trào vận động sự ủng hộ (đặc biệt là các phụ nữ ngoan đạo tại miền Đông Bắc bị ảnh hưởng bởi phong trào đại thức tỉnh lần thứ hai). William Lloyd Garrison xuất bản nhật báo có ảnh hưởng nhất trong số nhiều nhật báo chống chủ nghĩa nô lệ, đó là tờ The Liberator trong khi đó Frederick Douglass, một cựu nô lệ, bắt đầu viết cho tờ báo này vào khoảng năm 1840 và khởi sự tờ báo chống chủ nghĩa nô lệ của chính mình, đó là tờ North Star năm 1847. Phần đông những nhà hoạt động chống chủ nghĩa nô lệ như Abraham Lincoln bác bỏ lý thuyết thần học của Garrison và giữ quan điểm rằng chủ nghĩa nô lệ là một tệ nạn xã hội chẳng may chứ không phải là tội lỗi.

### Mở rộng về phía tây và Vận mệnh hiển nhiên (Manifest Destiny)
Các thuộc địa Mỹ và quốc gia mới phát triển nhanh chóng về dân số và diện tích khi những người tiên phong đổ xô đến biên cương khu định cư phía tây. Tiến trình này cuối cùng cũng chấm dứt vào khoảng năm 1890 đến năm 1910 khi các vùng đất nông nghiệp và đất nông trại chính yếu cuối cùng có người định cư. Các bộ lạc người bản địa Mỹ tại một số nơi chống đối bằng vũ lực nhưng họ bị người định cư và quân đội tràn ngập và sau năm 1830 họ bị di dời đến các khu dành riêng tại miền tây. "Thuyết đề Biên cương" có ảnh hưởng cao cho rằng biên cương đã tạo nên tính cách quốc gia cùng với sự táo bạo của nó là bạo lực, sáng kiến, chủ nghĩa cá nhân và dân chủ.
Các sử gia hiện nay đã và đang nhấn mạnh về bản tính đa văn hóa của biên cương Mỹ. Sự chú tâm rộng rãi và lớn lao của giới truyền thông tập trung vào "Miền Tây hoang dã" của nửa cuối thế kỷ 19. Như Hine và Faragher định nghĩa, "lịch sử biên cương kể câu chuyện về sự thành lập và bảo vệ các cộng đồng, sử dụng đất đai, phát triển thị trường, và thành lập các tiểu bang". Họ giải thích rằng "Đây là một câu chuyện về sự thu phục thôn tính, nhưng cũng là một câu chuyện về sự sống còn, sự bền bỉ, cũng như sự hội nhập các dân tộc và nền văn hóa mà đã xuất hiện và tiếp tục cuộc sống tại Mỹ."
Qua chiến tranh và hiệp ước, thiết lập luật và trật tự, xây dựng nông trại và thị trấn, làm đường mòn và đào quặng mỏ cũng như lôi cuốn vô số di dân ngoại quốc, Hoa Kỳ đã mở rộng lãnh thổ từ bờ biển phía đông sang bờ biển phía tây để hoàn thành giấc mơ về vận mệnh hiển nhiên. Khi biên cương Mỹ đi vào lịch sử, những huyền thoại về miền tây trong các tiểu thuyết và phim ảnh có chỗ đứng vững chắc trong trí tưởng tượng của người Mỹ cũng như người ngoại quốc. Nước Mỹ đặc biệt đã chọn cho mình một hình ảnh biểu tượng. "Không quốc gia nào khác" như David Murdoch đã nói "đã lấy một thời điểm và địa điểm từ quá khứ của mình để tạo lập ra một cấu trúc dành cho trí tưởng tượng mà tương xứng với sự tạo lập ra miền Tây của nước Mỹ."
Từ đầu thập niên 1830 đến năm 1869, đường mòn Oregon và nhiều con đường mòn con khác đã được trên 300 ngàn dân định cư sử dụng. Các nông gia, chủ nông trại và chủ doanh nghiệp tư nhân cùng gia đình của họ hướng về California, Oregon, và các điểm khác trong vùng viễn tây. Các cỗ xe ngựa phải đi đường bộ từ năm đến sáu tháng. Sau năm 1869, chuyến đi chỉ mất 6 ngày bằng đường xe lửa.

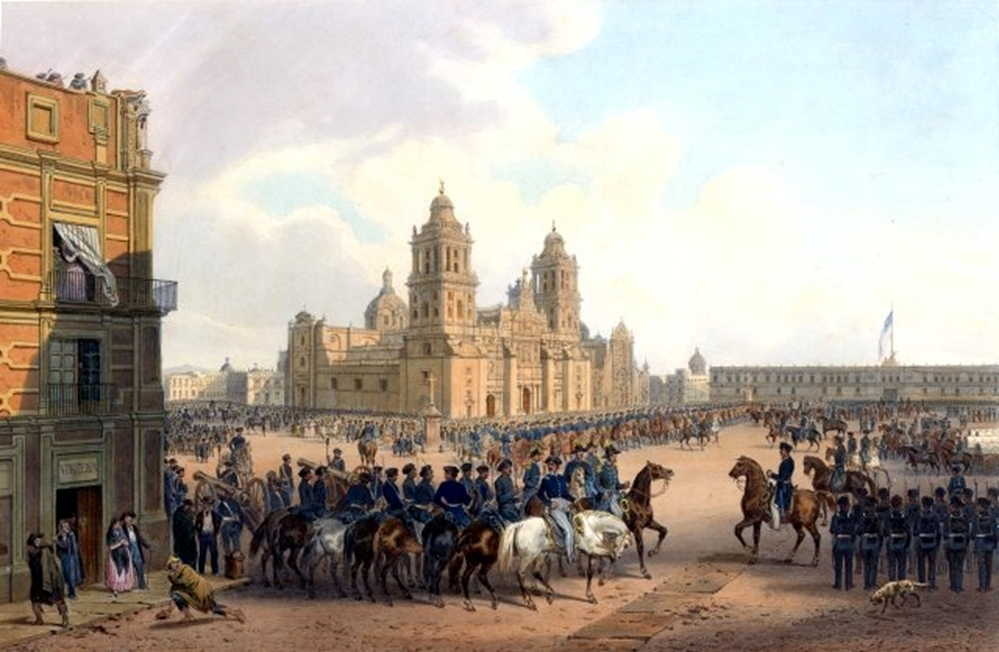
Mỹ chiếm thành phố México trong cuộc chiến tranh Hoa Kỳ – México.

Vận mệnh hiển nhiên là niềm tin rằng người định cư Mỹ có vận mệnh mở rộng lãnh thổ ngang qua lục địa Bắc Mỹ. Khái niệm này được sinh ra từ "một ý thức trách nhiệm nhằm cứu rỗi Cựu Thế giới bằng hình mẫu đỉnh cao... được tạo ra bởi những tiềm năng của một vùng đất mới để xây dựng một thiên đường mới." Bản thân cụm từ này có nhiều ý nghĩa khác nhau đối với nhiều nhóm dân khác nhau nhưng đã bị những người cổ vũ hiện đại hóa bác bỏ. Những người cổ vũ hiện đại hóa muốn xây dựng các thành phố và nhà máy chứ không phải là tạo ra thêm nhiều nông trại. Daniel Walker Howe cho rằng "Dẫu thế, chủ nghĩa đế quốc Mỹ đã không đại diện sự đồng thuận của người Mỹ. Nó gây ra bất đồng cay đắng bên trong cộng đồng quốc gia." Thực tế là Đảng Dân chủ ủng hộ sự mở rộng lãnh thổ mà đa số đảng viên Whig thì chống đối. Tuy nhiên, vận mệnh hiển nhiên đã tạo ra luận điệu hùng biện cho việc mua hay chiếm được phần lãnh thổ lớn nhất mà Hoa Kỳ có được. Sau tranh cãi gay gắt tại Quốc hội, Cộng hòa Texas bị sáp nhập vào Hoa Kỳ năm 1845 mặc cho Mexico cảnh cáo việc này đồng nghĩa với chiến tranh. Chiến tranh bùng nổ vào năm 1846 trong khi hậu phương chia rẽ với đảng Whig chống đối và đảng Dân chủ ủng hộ cuộc chiến. Lục quân Hoa Kỳ, sử dụng quân chính quy và số lượng lớn quân tình nguyện, đã dễ dàng chiến thắng trong cuộc Chiến tranh Hoa Kỳ – México (1846–48). Tình cảm của công chúng tại Hoa Kỳ bị chia rẽ khi đảng Whig và những thành phần chống chủ nghĩa nô lệ phản đối chiến tranh. Hiệp ước Guadalupe Hidalgo nhượng California, New Mexico, Arizona, Nevada, và những khu vực lân cận cho Hoa Kỳ trong khi đó những người sinh sống trong những vùng này được trao quyền công dân Mỹ đầy đủ. Ngay sau khi vàng được tìm thấy tại Bắc California, trên 100.000 người đã đổ xô đến đây chỉ trong vòng mấy tháng. Sự kiện này trong lịch sử được gọi là cơn sốt vàng California.

### Chia rẽ giữa miền Bắc và miền Nam

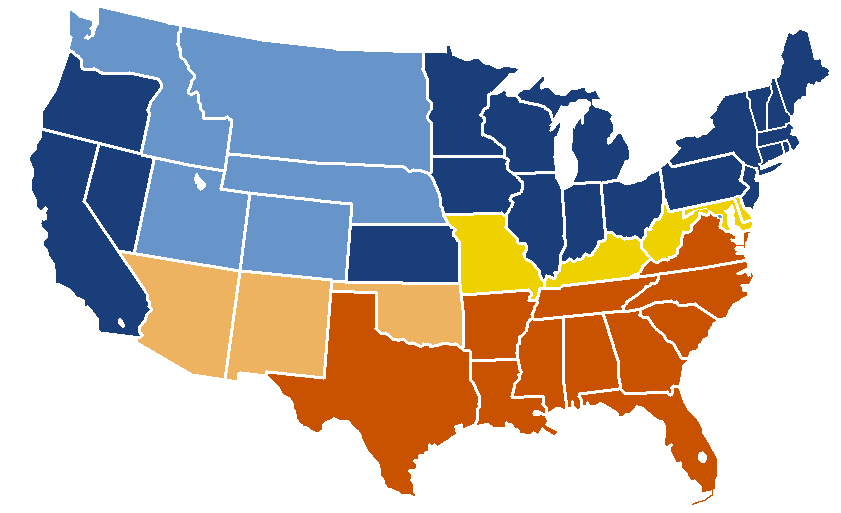
Liên bang miền Bắc: xanh dương (tự do), vàng (nô lệ);
Liên minh miền Nam: màu nâu
- các lãnh thổ được tô màu nhạt

Vấn đề trung tâm sau năm 1848 là sự mở rộng chủ nghĩa nô lệ. Sự việc này gây ra sự đối đầu giữa những thành phần chống chế độ nô lệ mà chiếm đa số tại miền Bắc với những thành phần ủng hộ chế độ nô lệ mà chiếm số đông tại miền Nam. Một con số nhỏ những người miền Bắc rất tích cực là những người theo chủ nghĩa bãi nô, tuyên bố rằng sở hữu nô lệ là một tội lỗi (nói theo thuyết thần học Kháng Cách) và đòi bãi bỏ chủ nghĩa nô lệ ngay lập tức. Con số đông hơn nhiều chống đối việc mở rộng chủ nghĩa nô lệ đã tìm cách xếp đặt thời gian cho nó biến mất để nước Mỹ thực hiện trở thành đất tự do, lao động tự do (không nô lệ), và tự do ngôn luận (đối ngược với sự kiểm duyệt gắt gao ở miền Nam). Người da trắng ở miền Nam khăng khăng rằng chủ nghĩa nô lệ là lợi ích văn hóa và xã hội kinh tế đối với tất cả người da trắng (và thậm chí đối với chính người nô lệ) và họ lên án tất cả những phát ngôn viên chống chủ nghĩa nô lệ là "abolitionists."
Các nhà hoạt động tôn giáo cũng chia rẽ về chủ nghĩa nô lệ với người theo giáo phái Giám Lý và Báp-tít phân chia thành các hệ phái miền Bắc và miền Nam. Tại miền Bắc, người theo giáo phái Giám Lý, giáo đoàn, và Quaker có đông người theo chủ nghĩa bãi nô, đặc biệt trong số các nhà hoạt động nữ. Các giáo phái công giáo, Episcopal và Luther phần nhiều làm ngơ với vấn đề chủ nghĩa nô lệ.
Vấn đề chủ nghĩa nô lệ tại các lãnh thổ mới gần như được giải quyết theo thỏa hiệp năm 1850 dưới sự điều đình của đảng viên Whig Henry Clay và đảng viên Dân chủ Stephen A. Douglas. Thỏa hiệp gồm có việc thu nhận California thành một tiểu bang tự do (không theo chế độ nô lệ). Điểm nhức nhối là đạo luật chống nô lệ bỏ trốn (Fugitive Slave Act) giúp cho chủ nô lệ dễ dàng nhận lại những nô lệ bỏ trốn của mình. Những người theo chủ nghĩa bãi nô bám sát vào đạo luật này để tấn công chủ nghĩa nô lệ như trong tác phẩm Uncle Tom's Cabin của Harriet Beecher Stowe.
Thỏa hiệp năm 1820 bị bãi bỏ năm 1854 bằng Đạo luật Kansas-Nebraska do thượng nghị sĩ Douglas bảo trợ dưới danh nghĩa "chủ quyền toàn dân" và dân chủ. Đạo luật này cho phép người định cư quyết định về chế độ nô lệ tại mỗi lãnh thổ, và cho phép Douglas nói rằng ông trung lập về vấn đề chủ nghĩa nô lệ. Các lực lượng chống chủ nghĩa nô lệ càng thêm giận dữ và báo động. Họ thành lập đảng Cộng hòa mới. Các lực lượng ủng hộ và chống đối đổ xô đến Kansas để biểu quyết về vấn đề bãi bỏ hay duy trì chủ nghĩa nô lệ, khiến xảy ra một cuộc nội chiến nhỏ, được gọi là "Bleeding Kansas" (đổ máu ở Kansas). Đến cuối thập niên 1850, đảng Cộng hòa non trẻ thống trị tất cả các tiểu bang miền bắc và vì thế cũng thống trị luôn cả đại cử tri đoàn và luôn nhấn mạnh rằng chủ nghĩa nô lệ sẽ không bao giờ dược cho phép mở rộng (và như thế là nó sẽ dần dần biến mất).
Các hội đoàn theo chủ nghĩa nô lệ miền Nam trở nên giàu có nhờ vào bông vải của họ và những sản phẩm tiêu dùng khác. Đặc biệt một số kiếm lợi từ việc buôn nô lệ trong nước. Họ có mối liên hệ với các thành phố ở miền bắc như Boston và Thành phố New York qua hệ thống ngân hàng, hàng hải, và sản xuất. Đến năm 1860, có bốn triệu nô lệ tại miền Nam, nhiều hơn gần như tám lần tổng số nô lệ toàn quốc của năm 1790. Các đồn điền có mức lợi tức cao nhờ vào nhu cầu lớn từ châu Âu về bông vải thô. Phần lớn lợi nhuận được đầu tư vào đất mới và nô lệ mới mua được từ những vùng trồng cây thuốc lá đang suy thoái. 50 năm trong số 72 năm đầu tiên khai sinh Hoa Kỳ, chức vụ tổng thống Hoa Kỳ thuộc về một chủ nô. Trong suốt thời kỳ này, chỉ những tổng thống có giữ nô lệ mới được tái đắc cử nhiệm kỳ hai. In addition, southern states benefited by their increased apportionment in Congress due to the partial counting of slaves in their populations.
Các vụ nổi loạn của người nô lệ, đã được dự định hay thực sự đã xảy ra đều bị thất bại trong số đó có vụ Gabriel Prosser (1800), Denmark Vesey (1822), Nat Turner (1831), và John Brown (1859). Các cuộc nổi loạn này dẫn đến việc các tiểu bang miền Nam thiết lập việc trông coi nô lệ chặt chẽ hơn cũng như giảm quyền của những người da đen tự do. Phán quyết của tối cao pháp viện vào năm 1857 trong vụ Dred Scott đối đầu Sandford chấp nhận lập trường của miền Nam rằng chủ nghĩa nô lệ là hợp pháp ở bất cứ nơi đâu trên toàn quốc, khiến cho người miền Bắc tức giận.

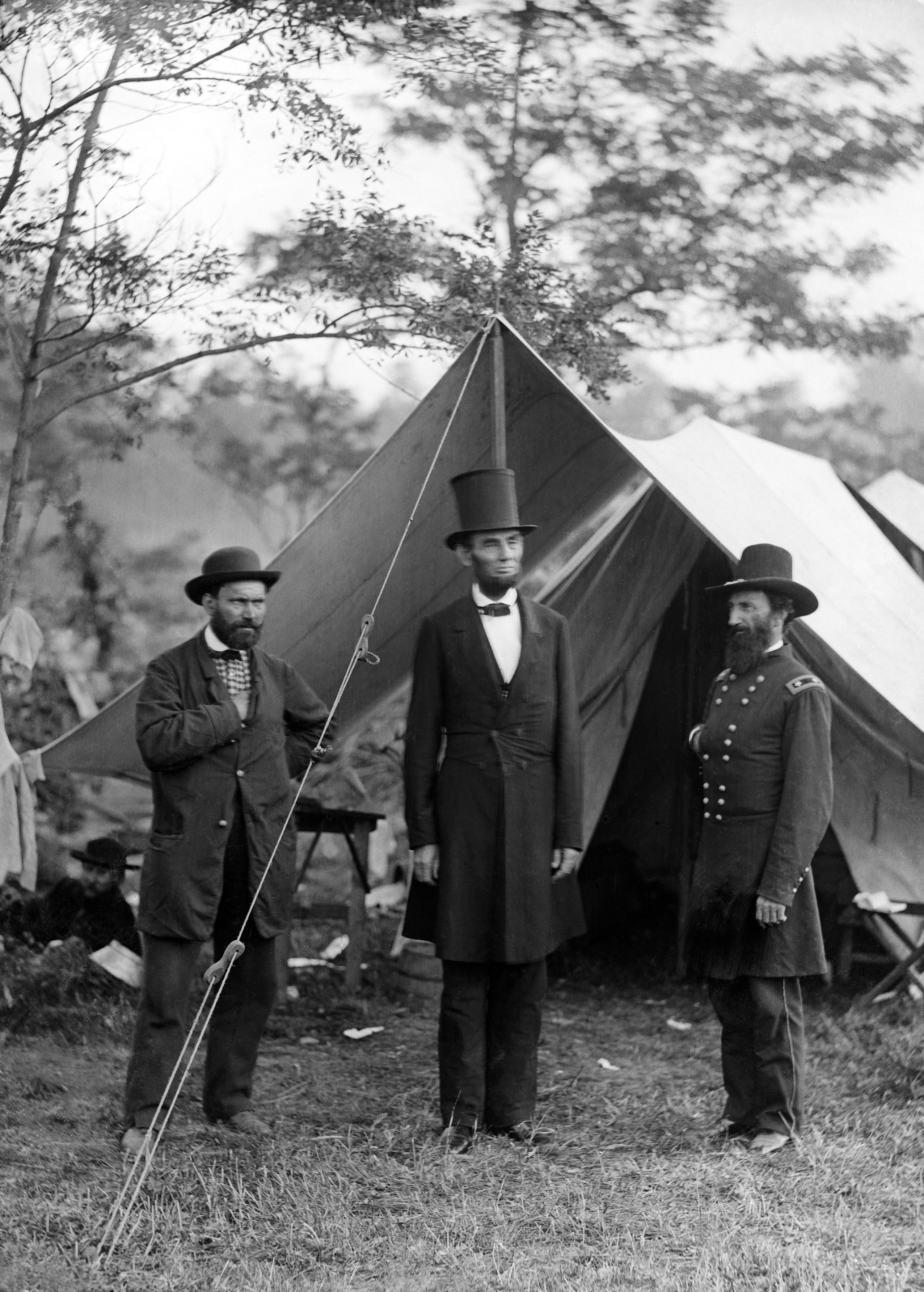
Abraham Lincoln cùng với Allan Pinkerton và thiếu tướng John Alexander McClernand tại trận Antietam.

Sau khi Abraham Lincoln thắng bầu cử tổng thống năm 1860, bảy tiểu bang miền Nam ly khai khỏi liên bang giữa cuối năm 1860 và năm 1861, thành lập một chính phủ mới, Liên minh miền Nam Hoa Kỳ vào ngày 8 tháng 2 năm 1861. Khi Lincoln ra lệnh cho quân đội trấn áp Liên minh miền Nam vào tháng 4 năm 1861, thêm bốn tiểu bang nữa ly khai và gia nhập Liên minh miền Nam. Cùng với phần đất phía tây bắc của tiểu bang Virginia mà sau đó trở thành Tây Virginia, bốn trong số năm tiểu bang "nô lệ" (chủ nghĩa nô lệ được hợp pháp hóa) cận bắc nhất đã không ly khai và trở thành "các tiểu bang biên giới".

### Nội chiến
Nội chiến Hoa Kỳ bắt đầu vào ngày 12 tháng 4 năm 1861 khi quân đội Liên minh miền Nam tấn công căn cứ quân sự Hoa Kỳ ở đồn Sumter tại Nam Carolina. Để đáp trả cuộc tấn công, ngày 15 tháng 4, Lincoln ra lệnh cho các tiểu bang phái lực lượng với tổng số 75 ngàn quân tái chiếm các đồn, bảo vệ thủ đô, và "giữ vững liên bang" mà theo quan điểm của ông vẫn còn tồn tại, không thay đổi cho dù các hành động của các tiểu bang ly khai. Hai quân đội có các vụ đụng độ lớn đầu tiên tại Trận Bull Run thứ nhất mà kết thúc bằng một sự thảm bại bất ngờ của phe Liên bang. Tuy nhiên điều quan trọng là trận đánh đã cho cả hai phía Liên bang và Liên minh thấy rằng cuộc chiến vẫn tiếp diễn dài hơn và đẫm máu hơn là ban đầu được dự liệu.
Chẳng bao lâu cuộc chiến được phân thành hai mặt trận: mặt trận miền Đông và mặt trận miền Tây. Tại mặt trận miền Tây, Liên bang khá thành công với các trận đánh lớn như trận Perryville và trận Shiloh, tạo ra các chiến thắng mang tính chiến lược của Liên bang và đập tan các chiến dịch lớn của Liên minh miền Nam.
Chiến sự tại mặt trận miền Đông khởi sự thật tệ đối với phe Liên bang miền Bắc khi quân Liên minh miền Nam chiến thắng tại Manassas Junction (Bull Run), nằm ngay bên ngoài Washington. Thiếu tướng George B. McClellan được giao chỉ huy toàn thể các đơn vị lục quân của Liên bang. Sau khi tái tổ chức Lục quân Potomac mới, McClellan thất bại trong việc chiếm thủ đô của phe miền Nam là Richmond, Virginia trong Chiến dịch Bán đảo và rút lui sau khi bị tấn công bởi tướng mới được bổ nhiệm của Liên minh miền Nam là Robert E. Lee.
Cảm thấy tự tin với lục quân của mình sau khi đánh bại phe Liên bang tại trận Bull Run thứ hai, Lee bắt tay vào một cuộc xâm chiếm miền Bắc nhưng bị chặn đứng bởi tướng McClellan tại trận Antietam đẫm máu. Dù vậy, McClellan bị tước quyền tư lệnh vì từ chối đuổi theo tàn quân của Lee. Tư lệnh kế tiếp, tướng Ambrose Burnside, bị thảm bại trước lục quân ít quân số hơn của Lee tại trận Fredericksburg vào cuối năm 1862, khiến phải thêm một lần thay đổi tư lệnh. Lee lại chiến thắng tại trận Chancellorsville vào tháng 5 năm 1863 nhưng mất đi vị phụ tá hàng đầu của mình là Stonewall Jackson. Nhưng Lee tấn công rất mạnh và coi thường mối đe dọa của phe Liên bang tại miền Tây. Lee xâm chiếm Pennsylvania để tìm nguồn tiếp tế và để gây tiêu hao tại miền Bắc. Có lẽ điểm quay của cuộc chiến là khi lục quân của Lee bị đánh bại thảm hại tại trận Gettysburg vào ngày 1 đến ngày 3 tháng 7 năm 1863.

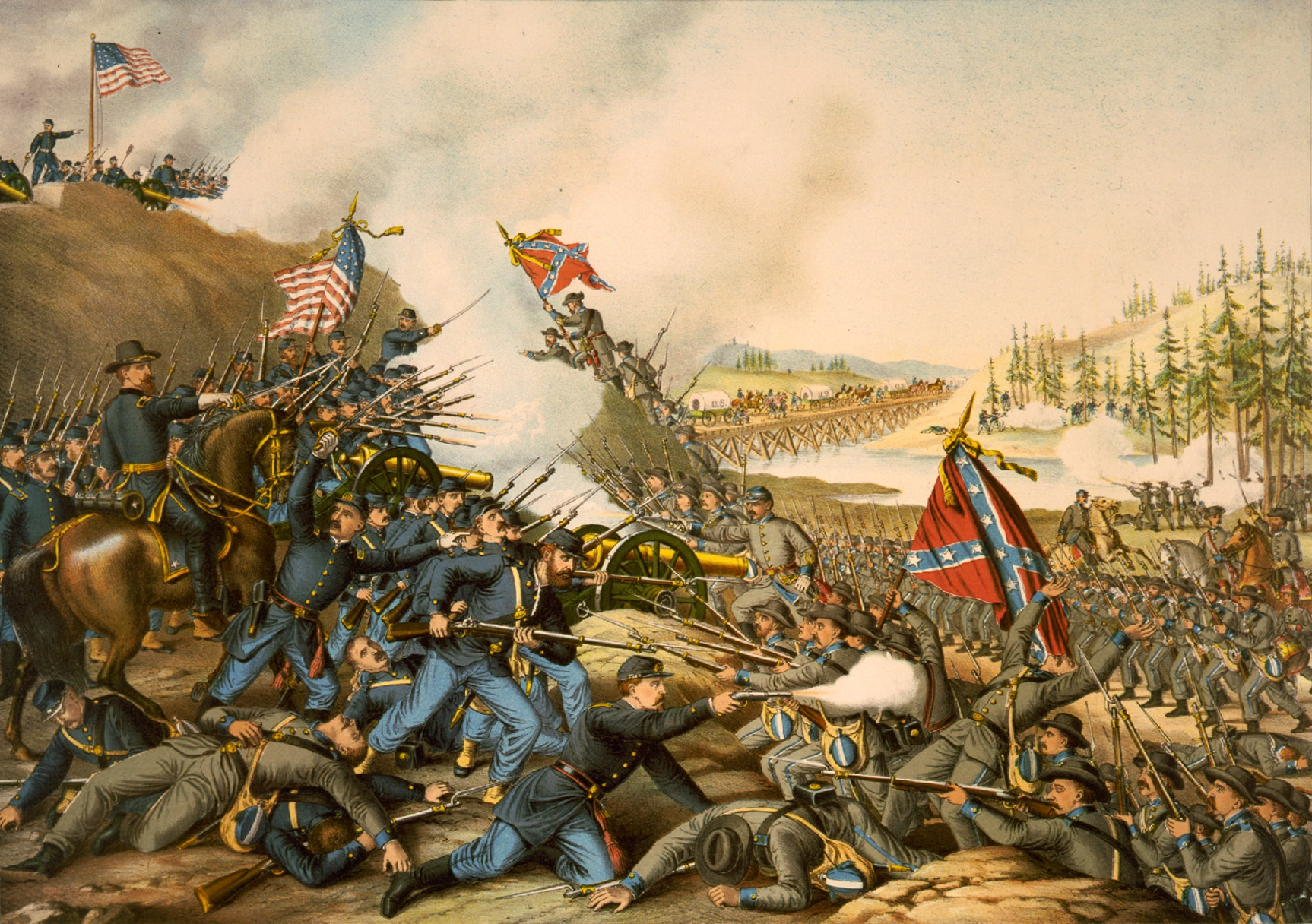
Trận Franklin ngày 30 tháng 11 năm 1864

Đồng thời vào ngày 4 tháng 7 năm 1863, các lực lượng Liên bang dưới quyền chỉ huy của tướng Ulysses S. Grant giành được kiểm soát sông Mississippi tại trận Vicksburg, vì thế xé đôi phe Liên minh miền Nam. Lincoln phong cho tướng Grant làm tư lệnh toàn thể các đơn vị lục quân Liên bang.
Hai năm cuối cùng của cuộc chiến diễn ra đẫm máu đối với cả hai phía với việc tướng Grant mở chiến tranh tiêu hao chống Lục quân Bắc Virginia của tướng Lee. Chiến tranh tiêu hao này được chia thành ba chiến dịch lớn. Đầu tiên là Chiến dịch Overland buộc tướng Lee rút lui vào thành phố Petersburg, nơi tướng Grant lại mở một cuộc công kích lớn thứ hai của mình trong Chiến dịch Richmond-Petersburg bao vây Petersburg. Sau khi bao vây gần mười tháng, Petersburg đầu hàng. Tuy nhiên, quân phòng vệ Đồn Gregg cho phép Lee đưa lục quân của mình ra khỏi Petersburg. Grant đuổi theo và mở chiến dịch cuối cùng, Chiến dịch Appomattox với kết quả là Lee ra lệnh cho Lục quân Bắc Virginia đầu hàng vào ngày 9 tháng 4 năm 1865 tại tòa án quận Appomattox. Các lục quân khác của Liên minh miền Nam theo bước đầu hàng và chiến tranh kết thúc mà không có quân nổi dậy sau chiến tranh.
Dựa theo dữ liệu điều tra dân số Hoa Kỳ năm 1860, khoảng 8% toàn thể nam giới da trắng tuổi 13 đến 43 chết trong cuộc chiến này trong số đó có 6% của miền Bắc và 18% của miền Nam khiến cho Nội chiến trở thành cuộc chiến chết chóc nhất trong lịch sử Hoa Kỳ. Di sản của nó bao gồm việc chấm dứt chế độ nô lệ tại Hoa Kỳ, phục hồi Liên bang, và tăng cường vai trò của chính phủ trung ương.

### Tái thiết và Thời đại mạ hóa

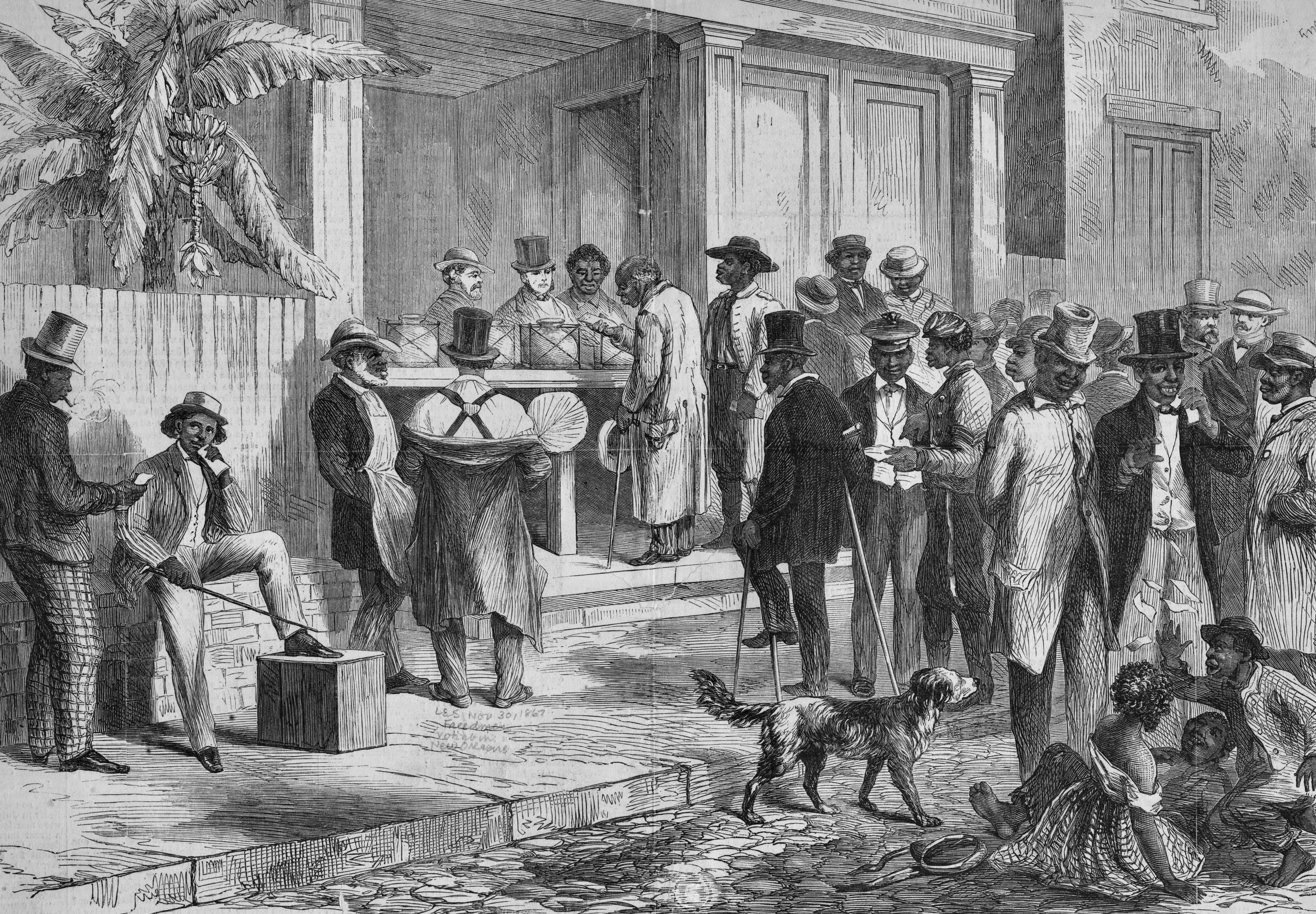
Những người da đen "tự do" đầu phiếu tại New Orleans, 1867

Thời đại tái thiết kéo dài từ khi Lincoln tuyên ngôn giải phóng nô lệ ngày 1 tháng 1 năm 1863 đến Thỏa hiệp 1877.
Các vấn đề chính mà Lincoln phải đối mặt là địa vị của những cựu nô lệ (được gọi là "Freedmen", tạm dịch là người được giải phóng), sự trung thành và dân quyền của các cựu binh phe phản loạn, địa vị của 11 cựu tiểu bang Liên minh miền Nam, quyền lực của chính phủ liên bang cần thiết để ngăn chặn một cuộc nội chiến trong tương lại, và câu hỏi liệu Quốc hội hay tổng thống sẽ ra các quyết định lớn.
Những mối đe dọa nghiêm trọng về nạn đói và mất nơi cư ngụ của những cựu nô lệ thất nghiệp được giải quyết qua cơ quan cứu trợ liên bang chính đầu tiên là "Freedman's Bureau" (văn phòng đặc trách người được giải phóng) do Lục quân Hoa Kỳ điều hành.
Ba "tu chính án tái thiết" được thông qua để nới rộng dân quyền cho người Mỹ da đen: Tu chính án 13 đặt chế độ nô lệ ra khỏi vòng pháp luật; Tu chính án 14 bảo đảm quyền bình đẳng cho tất cả và quyền công dân cho người da đen; Tu chính án 15 ngăn cấm dùng lý do chủng tộc để tước quyền công dân của một người.
Mặc dù những người cựu nổi loạn vẫn còn nắm giữ phần lớn các tiểu bang miền Nam khoảng trên hai năm, điều đó đã thay đổi khi các đảng viên Cộng hòa cấp tiến giành quyền kiểm soát hữu hiệu Quốc hội Hoa Kỳ trong các cuộc bầu cử năm 1866. Tổng thống Andrew Johnson, người tìm cách dễ dãi để tái thống nhất với những cựu nổi loạn, gần như không còn quyền lực. Bản thân ông thoát bị truất phế chỉ bởi một lá phiếu trong cuộc luận tội. Quốc hội ban quyền đầu phiếu cho người da đen và tước bỏ quyền nắm giữ chức vụ chính quyền của nhiều cựu quan chức Liên minh miền Nam. Các chính phủ Cộng hòa lên nắm quyền nhờ vào liên minh với nhóm "người được giải phóng" (Freedmen, tức cựu nô lệ da đen), Carpetbagger (người mới đến miền Nam từ miền Bắc), và Scalawag (người da trắng bản địa miền Nam ủng hộ tái thiết). Họ được Lục quân Hoa Kỳ hậu thuẫn. Những người chống đối nói rằng những nhóm người này là tham nhũng và vi phạm quyền của người da trắng. Về sau, Liên minh Cộng hòa mới bị mất quyền lực từng tiểu bang một về tay liên minh Dân chủ bảo thủ. Liên minh này cuối cùng giành được kiểm soát toàn bộ miền Nam vào năm 1877. Để đáp trả chống tiến trình tái thiết cấp tiến, Ku Klux Klan (KKK) ra đời vào năm 1867. Đây là một tổ chức theo thuyết da trắng siêu đẳng, chống đối sự cai trị của đảng Cộng hòa và chống dân quyền dành cho người da đen. Tổng thống Ulysses Grant thực thi mạnh mẽ Đạo luật Ku Klux Klan năm 1870 để dập tắt nhóm này. Kết quả là nhóm này phải giải tán. Tuy nhiên, những nhóm bán quân sự khác như Liên đoàn Da trắng (White League) và Áo đỏ cố gắng giành lại quyền lực chính trị cho người da trắng tại các tiểu bang khắp miền Nam trong thập niên 1870.
Tái thiết kết thúc sau cuộc bầu cử năm 1876 với kết quả bị tranh cãi giữa ứng cử viên Cộng hòa Rutherford B. Hayes và ứng cử viên Dân chủ Samuel J. Tilden. Sau khi thỏa hiệp, Hayes thắng cử tổng thống. Chính phủ liên bang rút quân khỏi miền Nam và đảng Dân chủ tại miền Nam tái tham gia vào vũ đài chính trị quốc gia. Sau năm 1890, các tiểu bang miền Nam hoàn toàn tước bỏ quyền đầu phiếu của cử tri da đen. Người da đen bị tách ly tại nơi công cộng và vẫn là công dân hạng hai trong một hệ thống được gọi là Jim Crow cho đến khi phong trào dân quyền đạt được những thắng lợi vào năm 1964-65.

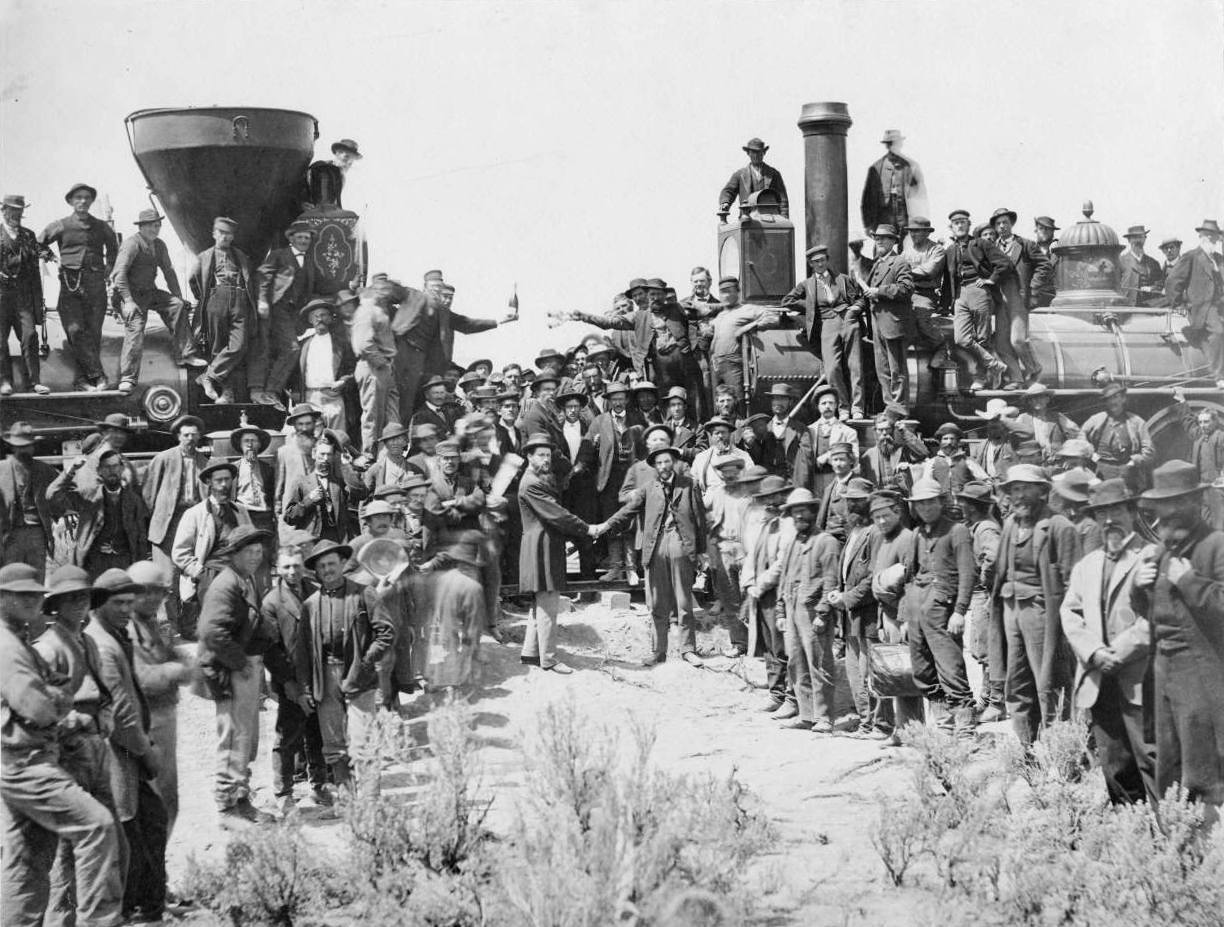
Hoàn tất đường sắt xuyên lục địa (1869), hình chụp của Andrew J. Russell.

Nửa cuối thế kỷ 19 được đánh dấu bởi sự phát triển và định cư miền Tây của Hoa Kỳ. Đầu tiên là các cỗ xe ngựa kéo và rồi sau đó được trợ lực với việc hoàn thành tuyến đường sắt xuyên lục địa và chiến tranh thường xuyên với người bản địa Mỹ khi người định cư lấn chiếm đất đai truyền thống của người bản địa. Dần dần Hoa Kỳ mua đất của họ và xóa bỏ tuyên bố chủ quyền của họ, cưỡng bách phần lớn bộ lạc vào các khu dành riêng có giới hạn. Theo Cục điều tra dân số Hoa Kỳ (1894),
Các cuộc chiến tranh giữa người bản địa và chính phủ Hoa Kỳ có tổng số hơn 40 lần. Chúng gây thiệt hại nhân mạng của khoảng 19 ngàn người kể cả phụ nữ và trẻ em người da trắng và khoảng 30 ngàn người bản địa.
"Thời đại mạ hóa" là thuật ngữ được Mark Twain sử dụng để mô tả một thời kỳ cuối thế kỷ 19 khi sự giàu có và thịnh vượng của người Mỹ gia tăng đáng kể. Sự cãi cách của thời đại này gồm có Đạo luật Công chức (Civil Service Act) bắt buộc những người làm đơn xin việc làm với chính quyền phải cạnh tranh về năng lực với nhau. Các luật quan trọng khác gồm có Đạo luật Thương mại Liên tiểu bang nhằm kết thúc sự phân biệt đối xử của các công ty đường sắt đối với các công ty vận tải nhỏ, và Đạo luật Chống độc quyền Sherman cấm đoán độc quyền trong thương nghiệp. Mark Twain tin rằng thời đại này bị lũng đoạn bởi các thành phần như những người đầu cơ đất đai, nền chính trị xấu xa, và hoạt động thương nghiệp vô đạo đức.
Đến năm 1890, sản lượng công nghiệp Mỹ và thu nhập tính theo đầu người vượt xa tất cả các quốc gia khác trên thế giới. Để đối phó với nợ nần chồng chất và giảm giá thành nông nghiệp, các nông gia trồng bông vải và lúa mì gia nhập đảng Nhân dân. Làn sóng di dân đột ngột từ châu Âu đến đã giúp cả việc cung cấp lao động cho ngành công nghiệp Mỹ và tạo ra các cộng đồng đa chủng tộc tại các khu vực trước đây chưa phát triển. Từ năm 1880 đến 1914, những năm di dân đỉnh điểm, trên 22 triệu người đã di cư đến Hoa Kỳ. Sự đòi hỏi của công nhân muốn kiểm soát nơi làm việc của họ đã dẫn đến tình trạng thường hay bạo động tại các thành phố và trại khai thác mỏ. Các nhà lãnh đạo công nghiệp gồm có John D. Rockefeller về dầu hỏa và Andrew Carnegie về thép. Cả hai trở thành các nhà lãnh đạo từ thiện, trao tặng tài sản tiền bạc của họ để xây dựng hệ thống hiện đại gồm các bệnh viện, đại học, thư viện và quỹ hội.

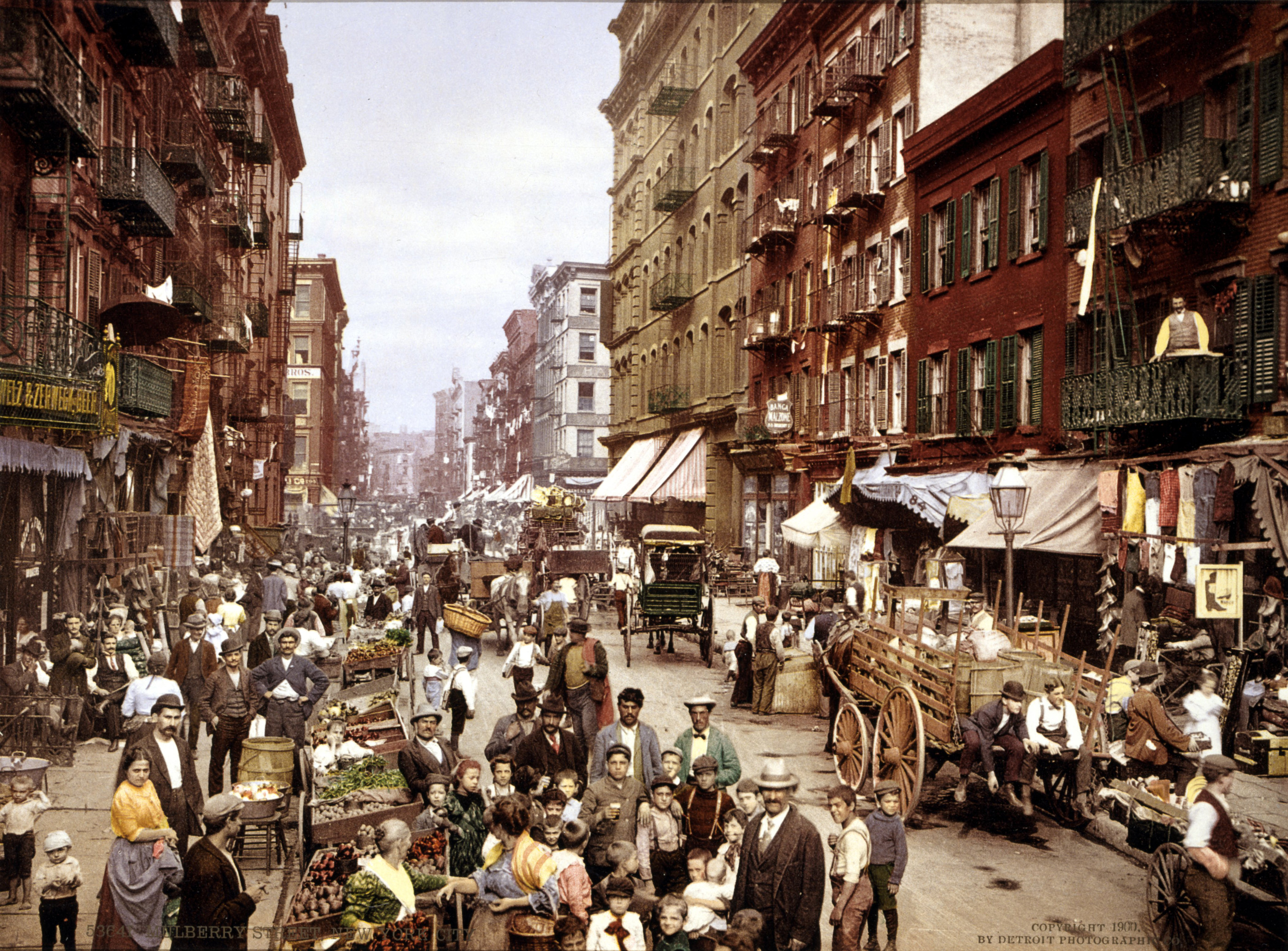
Phố Mulberry với Tiểu Ý của Manhattan nằm ở đoạn giữa. Khu Lower East Side khoảng năm 1900. Hầu như 97% cư dân của 10 thành phố lớn nhất nước Mỹ vào năm 1900 là người da trắng không nói tiếng Tây Ban Nha.

Một cuộc khủng hoảng kinh tế toàn quốc trầm trọng bùng phát vào năm 1893. Cuộc khủng hoảng này được gọi là "Panic of 1893"" làm ảnh hưởng đến các nông gia, công nhân, và giới thương mại với giá cả, tiền lương và lợi nhuận bị rớt. Nhiều công ty đường sắt bị phá sản. Phản ứng chính trị đối với cuộc khủng hoảng này rơi vào đảng Dân chủ và vị tổng thống thuộc đảng Dân chủ, Grover Cleveland, gánh vác phần lớn lời chỉ trích về trách nhiệm. Bất ổn lao động gồm có vô số các cuộc đình công. Nổi bật nhất là vụ đình công Pullman gây ra bạo động năm 1894, bị binh sĩ liên bang dập tắt theo lệnh của tổng thống Cleveland. Đảng Nhân dân được thêm sức mạnh trong số giới nông gia bông vải và lúa mì cũng như những công nhân mỏ than nhưng sau đó bị phong trào "free silver" (bạc tự do) đại chúng hơn qua mặt. Phong trào "free silver" đòi hỏi dùng bạc để tăng nguồn cung cấp tiền tệ, dẫn đến tình trạng lạm phát mà theo những người phát động trong trào tin rằng sẽ kết thúc khủng hoảng.
Cộng đồng tài chính, đường sắt và thương nghiệp phản bác mạnh khi cho rằng chỉ bản vị vàng mới cứu được nền kinh tế. Trong cuộc bầu cử căng thẳng nhất trong lịch sử quốc gia, đảng viên Cộng hòa bảo thủ William McKinley đánh bại người chủ trương "bạc tự do" William Jennings Bryan. Bryan thắng tại miền Nam và miền Tây nhưng McKinley giành thắng lợi lớn trong tầng lớp trung lưu, công nhân, thành phố và nông gia lớn tại vùng Trung-Tây.
Thịnh vượng trở lại dưới thời tổng thống McKinley. Bản vị vàng được chấp thuận và quan thuế được nâng lên. Đến năm 1900, Hoa Kỳ có nền kinh tế mạnh nhất trên địa cầu. Ngoài hai lần khủng hoảng kinh tế ngắn ngủi (vào năm 1907 và 1920) nền kinh tế tổng thể vẫn thịnh vượng và phát triển cho đến năm 1929. Đảng Cộng hòa qua các chính sách của McKinley ghi được công trạng.

## Thế kỷ 20

### Thời đại tiến bộ
Sự bất mãn của giới trung lưu đối với tham nhũng và bất hiệu quả trong nền chính trị cùng với sự thất bại trong việc đối phó với các vấn đến công nghiệp và đô thị quan trọng ngày càng gia tăng đã dẫn đến sự hình thành phong trào tiến bộ năng động, bắt đầu vào thập niên 1890. Tại mọi thành phố, tiểu bang, và cũng như ở cấp bậc quốc gia, giáo dục, y tế và công nghiệp, những người tiến bộ kêu gọi hiện đại hóa và cải cách các cơ quan ban ngành yếu kém, loại bỏ tham nhũng trong nền chính trị, và giới thiệu tính năng hữu hiệu như một điều kiện ưu tiên cho sự thay đổi. Những chính trị gia hàng đầu của cả hai đảng, nổi bật nhất là Theodore Roosevelt, Charles Evans Hughes, và Robert LaFollette bên phía đảng Cộng hòa, và William Jennings Bryan bên phía đảng Dân chủ chấp nhận con đường cải cách tiến bộ. Đặc biệt phụ nữ trở nên tích cực đòi hỏi quyền đầu phiếu, đòi cấm rượu, và đòi giáo dục tốt hơn. Người lãnh đạo nổi tiếng nhất của phụ nữ là Jane Addams của thành phố Chicago. Những người tiến bộ áp dụng các luật lệ chống độc quyền và đặt ra các quy định luật lệ cho các ngành như công cộng đóng gói thịt, thuốc men, và đường sắt. Bốn tu chính án hiến pháp mới - Tu chính án 16 đến Tu chính án 19 - là kết quả của các hoạt động của phong trào tiến bộ đưa đến sự ra đời của thuế thu nhập liên bang, bầu cử trực tiếp thượng nghị sĩ, cấm chất rượu cồn, và cho phép phụ nữ quyền đầu phiếu. The Progressive Movement lasted through the 1920s; the most active period was 1900–1918.

### Chủ nghĩa đế quốc
Hoa Kỳ trở thành một cường quốc quân sự và kinh tế thế giới sau năm 1890. Tình tiết chính yếu là Chiến tranh Tây Ban Nha-Mỹ bắt đầu khi Tây Ban Nha từ chối đòi hỏi của Mỹ về việc sửa đổi các chính sách đàn áp của họ tại Cuba. "Chiến tranh nhỏ hùng tráng" như một giới chức gọi nó gồm có một loạt các chiến thắng nhanh của Mỹ trên đất liền và ngoài biển. Tại hội nghị hòa bình Hiệp ước Paris, Hoa Kỳ lấy được Philippines, Puerto Rico, và Guam.
Cuba trở thành một quốc gia độc lập dưới sự giám hộ chặt chẽ của Mỹ. Mặc dù chiến tranh được ủng hộ phổ biến nhưng những điều khoản của hiệp ước hòa bình gây ra tranh cãi. William Jennings Bryan lãnh đạo đảng Dân chủ chống đối Hoa Kỳ kiểm soát Philippines. Ông lên án việc kiểm soát Philippines là hành động của chủ nghĩa đế quốc, không phù hợp với nền dân chủ Mỹ. Tổng thống William McKinley bênh vực hành động của Mỹ. Ông gặp thuận lợi cao khi nước Mỹ trở lại thời kỳ thịnh vượng và cảm giác đắc thắng trong chiến tranh. McKinley dễ dàng đánh bại Bryan trong cuộc tái đối đầu trong cuộc bầu cử tổng thống năm 1900.
Sau khi đánh bại một cuộc nổi dậy của người theo chủ nghĩa dân tộc tại Philippines, Hoa Kỳ bắt tay vào một chương trình hiện đại hóa trên diện rộng nền kinh tế Philippines và nâng cấp đáng kể các cơ sở y tế công cộng. Tuy nhiên vào năm 1908, người Mỹ không còn hứng thú vào một nước Mỹ đế quốc nữa và chuyển quan tâm quốc tế của họ vào vùng Caribe, đặc biệt là xây dựng kênh đào Panama. Năm 1912 khi Arizona trở thành tiểu bang cuối cùng tại chính địa Mỹ thì Biên cương Mỹ chấm dứt. Kênh đào mở cửa năm 1914 và làm tăng hoạt động mậu dịch với Nhật Bản và phần còn lại của Viễn Đông. Một sáng kiến canh tân chủ lực là chính sách mở cửa mà qua đó các cường quốc đế quốc được phép trao đổi mậu dịch công bằng tại Trung Quốc nhưng không một nước nào được phép chiếm giữ Trung Quốc.

### Chiến tranh thế giới thứ nhất

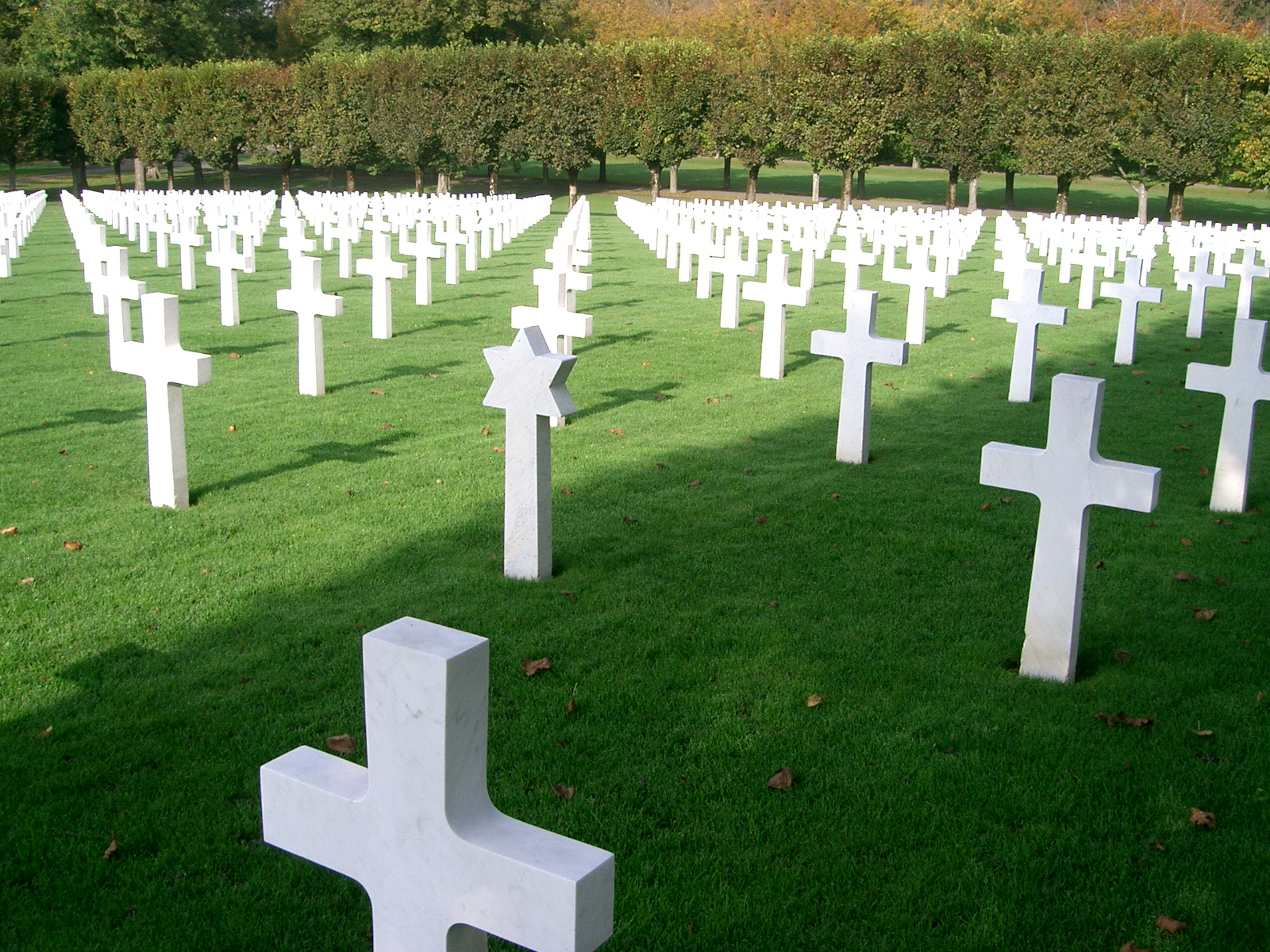
Nghĩa trang Mỹ tại Romagne-sous-Montfaucon

Khi Chiến tranh thế giới thứ nhất diễn ra tại châu Âu từ năm 1914, Tổng thống Woodrow Wilson nắm giữ hoàn toàn chính sách đối ngoại. Ông tuyên bố trung lập nhưng cảnh cáo Đức rằng nếu tiếp tục chiến tranh bằng tàu ngầm không giới hạn chống tàu thuyền Mỹ cung cấp đồ tiếp liệu cho các quốc gia đồng minh thì đồng nghĩa với chiến tranh. Đức quyết định đối mặt rủi ro và tìm cách chiến thắng bằng cách cắt nguồn tiếp liệu đến Anh Quốc. Hoa Kỳ tuyên chiến vào tháng 4 năm 1917. Tiền, thực phẩm và đạn dược Mỹ đến nhanh chóng nhưng binh sĩ phải được tuyển mộ và huấn luyện. Đến mùa hè 1918, binh sĩ Mỹ dưới quyền của tướng John J. Pershing đến với tốc độ 10 ngàn mỗi ngày trong khi Đức không thể thay thế số binh sĩ thiệt mạng.
Kết quả là phe đồng minh chiến thắng vào tháng 11 năm 1918. Tổng thống Wilson đòi hỏi Đức truất phế hoàng đế Đức và chấp thuận các điều khoản của ông, được biết là "mười bốn điểm". Wilson chi phối Hội nghị Hòa bình Paris năm 1919 nhưng Đức bị phe đồng minh đối xử nặng tay trong Hiệp ước Versailles (1919) khi Wilson đặt hết hy vọng của mình vào Hội Quốc Liên vừa thành lập. Wilson không chịu thỏa hiệp với các thượng nghị sĩ Cộng hòa về vấn đề quyền lực tuyên chiến của Quốc hội Hoa Kỳ. Kết quả là Thượng viện Hoa Kỳ bác bỏ hiệp ước và Hội Quốc Liên.

### Quyền bầu phiếu của phụ nữ

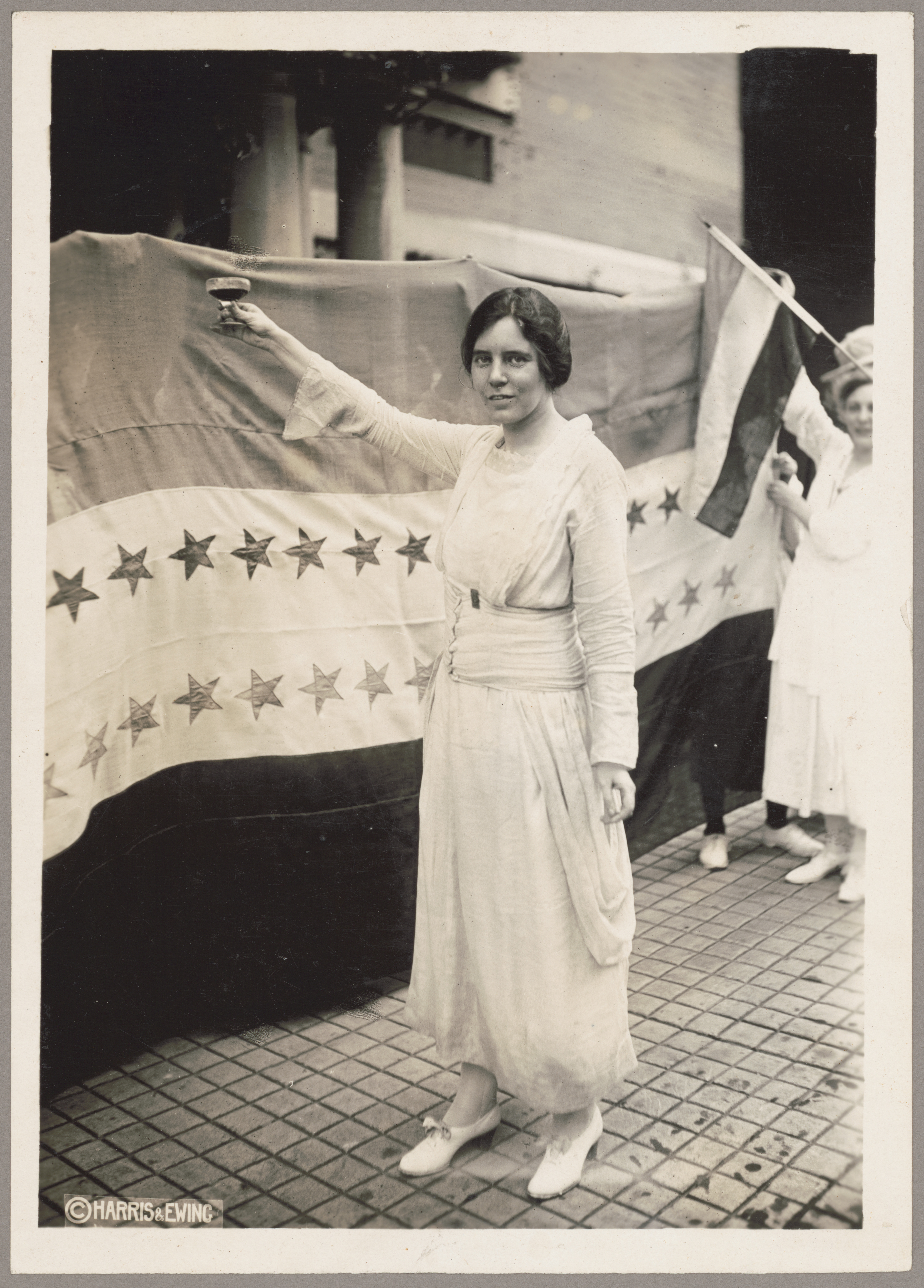
Alice Paul viết ra Tu chính án về quyền bình đẳng nhưng nó không được thông qua và trở thành một mục tiêu chưa đạt được của phong trào nữ quyền của thập niên 1970

Phong trào quyền đầu phiếu của phụ nữ bắt đầu bằng Hội nghị Seneca Falls năm 1848 do Elizabeth Cady Stanton và Lucretia Mott tổ chức. Trong hội nghị này, văn kiện tuyên ngôn cảm xúc (Declaration of Sentiments) ra đời và lên tiếng đòi hỏi quyền bình đẳng dành cho phụ nữ. Nhiều nhà hoạt động trở nên tích cự quan tâm về chính trị trong suốt phong trào bãi nô. Chiến dịch vận động quyền đầu phiếu cho phụ nữ trong thời "làn sóng nữ quyền đầu tiên" do Mott, Stanton, và Susan B. Anthony lãnh đạo trong số nhiều người khác nữa. Phong trào tái tổ chức sau nội chiến, có thêm nhiều nhà vận động kinh nghiệm. Nhiều người trong số này làm việc tích cực để vận động cấm chất rượu cồn. Vào cuối thế kỷ 19, chỉ có vài tiểu bang miền Tây cho phép phụ nữ quyền đầu phiếu toàn phần, mặc dù phụ nữ đạt được nhiều chiến thắng về mặt pháp lý đáng kể trong các lãnh vực như bất động sản và quyền nuôi dưỡng trẻ em.
Khoảng năm 1912, phong trào nữ quyền, trước đó phát triển thiếu sinh lực, bắt đầu tái thức tỉnh, nhấn mạnh đòi hỏi của họ về quyền bình đẳng và cho rằng nạn quan liêu chính trị Mỹ cần phải được phụ nữ thanh tẩy bởi vì đàn ông không thể làm được việc đó. Các cuộc phản đối bắt đầu gia tăng một cách phổ biến khi nhà vận động quyền đầu phiếu cho phụ nữ là Alice Paul dẫn dắt các cuộc tuần hành qua thủ đô và các thành phố lớn. Paul tách khỏi Hội Quyền đầu phiếu Phụ nữ Quốc gia Mỹ (NAWSA) vì hội này muốn một đường lối ôn hòa hơn, ủng hộ đảng Dân chủ và tổng thống Woodrow Wilson do Carrie Chapman Catt lãnh đạo. Paul thành lập Hội Phụ nữ Quốc gia có thiên hướng quân phiệt hơn. Những nhà tranh đấu cho quyền đầu phiếu của phụ nữ bị bắt trong các cuộc dựng biểu ngữ "Những người đứng gác âm thầm" tại Tòa Bạch Ốc. Đây là lần đầu tiên chiến thuật như thế này được sử dụng và những người bị bắt trở thành các tù nhân chính trị.
Lý lẽ của những người chống đối quyền đầu phiếu của phụ nữ rằng chỉ có đàn ông mới có thể chiến đấu trong một cuộc chiến tranh và vì thế chỉ có đàn ông mới có quyền bầu cử bị hàng chục ngàn phụ nữ Mỹ bác bỏ tại hậu phương trong thời Chiến tranh thế giới thứ nhất. Khắp thế giới, các quốc gia dễ dãi đã cho phép phụ nữ bầu cử. Hơn nữa, phần lớn các tiểu bang miền Tây Hoa Kỳ đã cho phép phụ nữ quyền bầu cử tại các cuộc bầu cử quốc gia và tiểu bang. Các dân biểu từ các tiểu bang này trong đó có người phụ nữ đầu tiên là Jeannette Rankin của Montana đã chứng tỏ rằng quyền đầu phiếu của phụ nữ là một sự thành công. Sự chống đối chủ yếu là từ miền Nam Hoa Kỳ nơi các nhà lãnh đạo da trắng lo ngại về mối đe dọa từ các cử tri phụ nữ da đen. Quốc hội thông qua Tu chính án 19 năm 1919, and women could vote in 1920.
NAWSA trở thành Liên đoàn Cử tri Phụ nữ, và Hội Phụ nữ Quốc gia bắt đầu vận động hành lang cho quyền bình đẳng và cho Tu chính án về quyền bình đẳng. Tu chính án này được thông qua tại Quốc hội khi có làn sóng thứ hai của phong trào phụ nữ vào năm 1972. Tuy nhiên nó hết thời hạn chờ đợi khi chưa được tất cả các tiểu bang thông qua. Các chính trị gia đáp ứng đòi hỏi của đại cử tri đoàn mới bằng cách tập trung vào các vấn đề về mà nữ đặc biệt quan tâm, nhất là việc cấm chất rượu cồn, y tế trẻ em, và hòa bình thế giới. Hoạt động đầu phiếu của phụ nữ dâng lên thành cao trào đã xảy ra vào năm 1928 khi các cỗ máy chính trị tại các thành phố lớn nhận thấy rằng họ cần sự ủng hộ của phụ nữ để bầu Al Smith, một người Công giáo từ Thành phố New York. Trong khi đó giới Kháng Cách qui tựu phụ nữ để ủng hộ việc cấm rượu cồn và bầu cho đảng viên Cộng hòa Herbert Hoover.

### Những năm 20 ồn ào và đại khủng hoảng

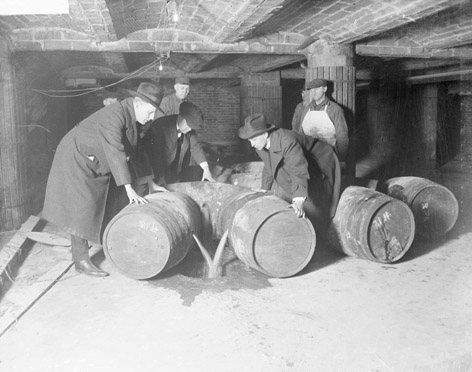
Các đặc vụ Cấm rượu đang thiêu hủy các thùng rượu tại Chicago, 1921

Vào thập niên 1920, Hoa Kỳ phát triển tầm vóc một cách đều đặn trong tư cách của một cường quốc quân sự và kinh tế của thế giới. Thượng viện Hoa Kỳ thông qua Hiệp ước Versailles mà phe đồng minh đã áp đặt đối với phe bại trận là Liên minh Trung tâm. Thay vào đó, Hoa Kỳ chọn theo đuổi chính sách đơn phương. Dư chấn của cuộc Cách mạng Tháng Mười mang đến nổi lo sợ thật sự về chủ nghĩa cộng sản tại Hoa Kỳ, kéo theo hiện tượng "mối đe dọa đỏ" và việc trục xuất người ngoại quốc nào bị tình nghi là có ý đồ lật đổ.
Mặc dù các cơ sở y tế công cộng phát triển nhanh chóng trong thời đại tiến bộ, các bệnh viện và trường y khoa được hiện đại hóa, nhưng nước Mỹ mất đi khoảng 675.000 sinh mạng vào năm 1918 vì dịch cúm Tây Ban Nha.
Năm 1920, việc sản xuất, mua bán, xuất nhập khẩu chất rượu cồn bị nghiêm cấm bởi Tu chính án 18 và lệnh cấm rượu. Kết quả là tại các thành phố rượu lậu trở thành ngành thương mại lớn mà phần lớn do các tay buôn lậu kiểm soát. Làn sóng thứ hai của KKK phát triển nhanh chóng trong khoảng thời gian 1922-25, rồi sau đó sụp đổ. Luật di dân được thông qua nhằm áp đặt hạn chế số người mới đến. Thập niên 1920 được gọi là "những năm 20 ồn ào" vì có sự thịnh vượng kinh tế vĩ đại trong thời kỳ này. Nhạc Jazz trở nên phổ biến trong số thế hệ trẻ hơn, và vì thế thập niên cũng được gọi là "thời đại nhạc Jazz".

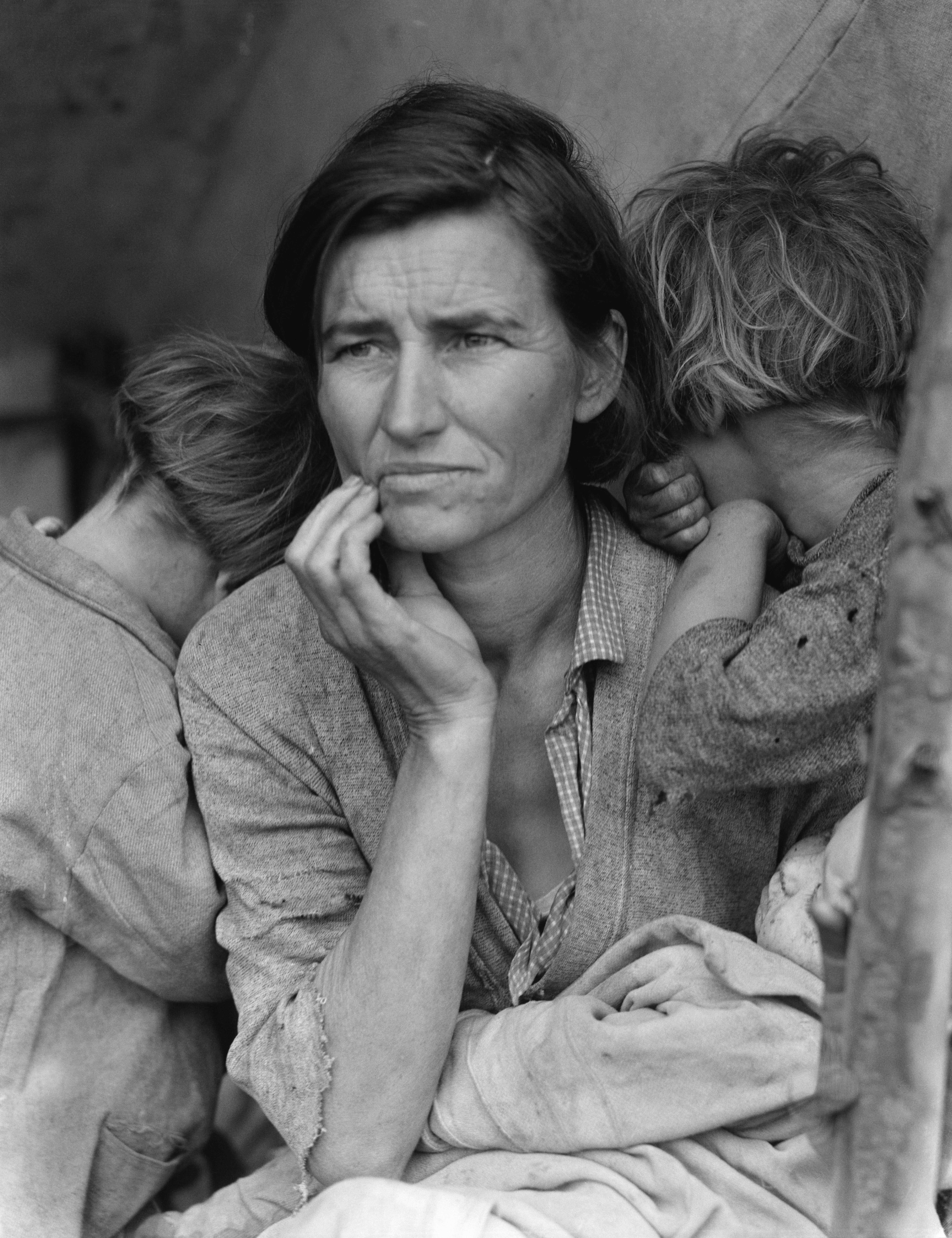
Người mẹ di cư của nhiếp ảnh gia báo chí Dorothea Lange mô tả những người hái đậu cơ cực tại California, trọng tâm là Florence Owens Thompson, một người mẹ của bãy đứa con, 32 tuổi tại Nipomo, California vào tháng 3 năm 1936.

Đại khủng hoảng (1929–39) và chương trình New Deal (1933–36) là những khoảnh khắc có tính quyết định trong lịch sử xã hội, kinh tế và chính trị Mỹ mà tái định hình nên nước Mỹ.
Trong thập niên 1920, nước Mỹ hưởng sự thịnh vượng ở khắp nơi, dẫu có yếu kém về nông nghiệp. Bong bóng tài chính bị thổi phòng bởi thị trường chứng khoán lạm phát mà sau đó dẫn đến sự sụp đổ thị trường chứng khoán vào ngày 29 tháng 10 năm 1929. Sự kiện này cùng với nhiều nhân tố kinh tế khác đã châm ngòi cho một cuộc khủng hoảng kinh tế toàn cầu, được biết là đại khủng hoảng. Trong thời kỳ này, Hoa Kỳ trải qua thời kỳ giảm phát khi giá cả rớt, thất nghiệp lên cao từ 3% năm 1929 đến 25% năm 1933, giá cả nông phẩm rớt một nửa, sản lượng sản xuất rớt một phần ba.
Năm 1932, ứng cử viên tổng thống thuộc đảng Dân chủ Franklin D. Roosevelt hứa hẹn "một đối sách mới (hay tiếng Anh là "New Deal") cho nhân dân Mỹ". Đây là nhãn mác lâu dài để chỉ chung các chính sách đối nội của ông. Tình hình kinh tế tuyệt vọng cùng với các chiến thắng đáng kể của đảng Dân chủ trong các cuộc bầu cử năm 1932 đã cho phép Roosevelt có sức ảnh hưởng dị thường đối với Quốc hội Hoa Kỳ trong một trăm ngày đầu tiên của nhiệm kỳ tổng thống. Ông dùng ảnh hưởng của mình để thông qua nhanh chóng một loạt các đối sách để lập ra các chương trình phúc lợi và áp đặt các quy định vào hệ thống ngân hàng, thị trường chứng khoán, công nghiệp và nông nghiệp cùng với nhiều nỗ lực khác của chính phủ để kết thúc đại khủng hoảng và cải cách nền kinh tế Mỹ. New Deal áp đặt nhiều luật lệ vào nền kinh tế, đặc biệt là ngành tài chính. Nó trợ giúp những người thất nghiệp qua vô số chương trình như Cơ quan Quản trị Tiến triển Công chánh (WPA) và Đoàn Bảo tồn Dân sự (Civilian Conservation Corps). Các dự án chi tiêu trên diện rộng, được trù tính nhằm cung cấp việc làm lương cao và xây dựng cơ sở hạ tầng, thì nằm dưới tầm phạm vi hoạt động của Cơ quan Quản trị Tiến triển Công chánh. Roosevelt ngả sang cánh tả vào năm 1935–36, hình thành các công đoàn bằng Đạo luật Wagner. Các công đoàn trở thành một nhân tố mạnh của liên minh New Deal mới hình thành. Liên minh này đã giúp tổng thống Roosevelt tái đắc cử vào năm 1936, 1940, và 1944 bằng cách vận động toàn thể thành viên của các công đoàn, giới công nhân lao động, những người nhận trợ cấp, các cỗ máy chính trị thành phố, các nhóm chủng tộc và tôn giáo (đặc biệt là người Công giáo và Do Thái), người da trắng miền Nam cùng với người da đen miền Bắc (nơi người da đen có quyền đầu phiếu). Một số chương trình bị loại bỏ trong thập niên 1940 khi nhóm bảo thủ giành được quyền lực tại Quốc hội bằng Liên minh Bảo thủ. Quan trọng đặc biệt là chương trình An sinh Xã hội, bắt đầu vào năm 1935.

### Chiến tranh thế giới thứ hai

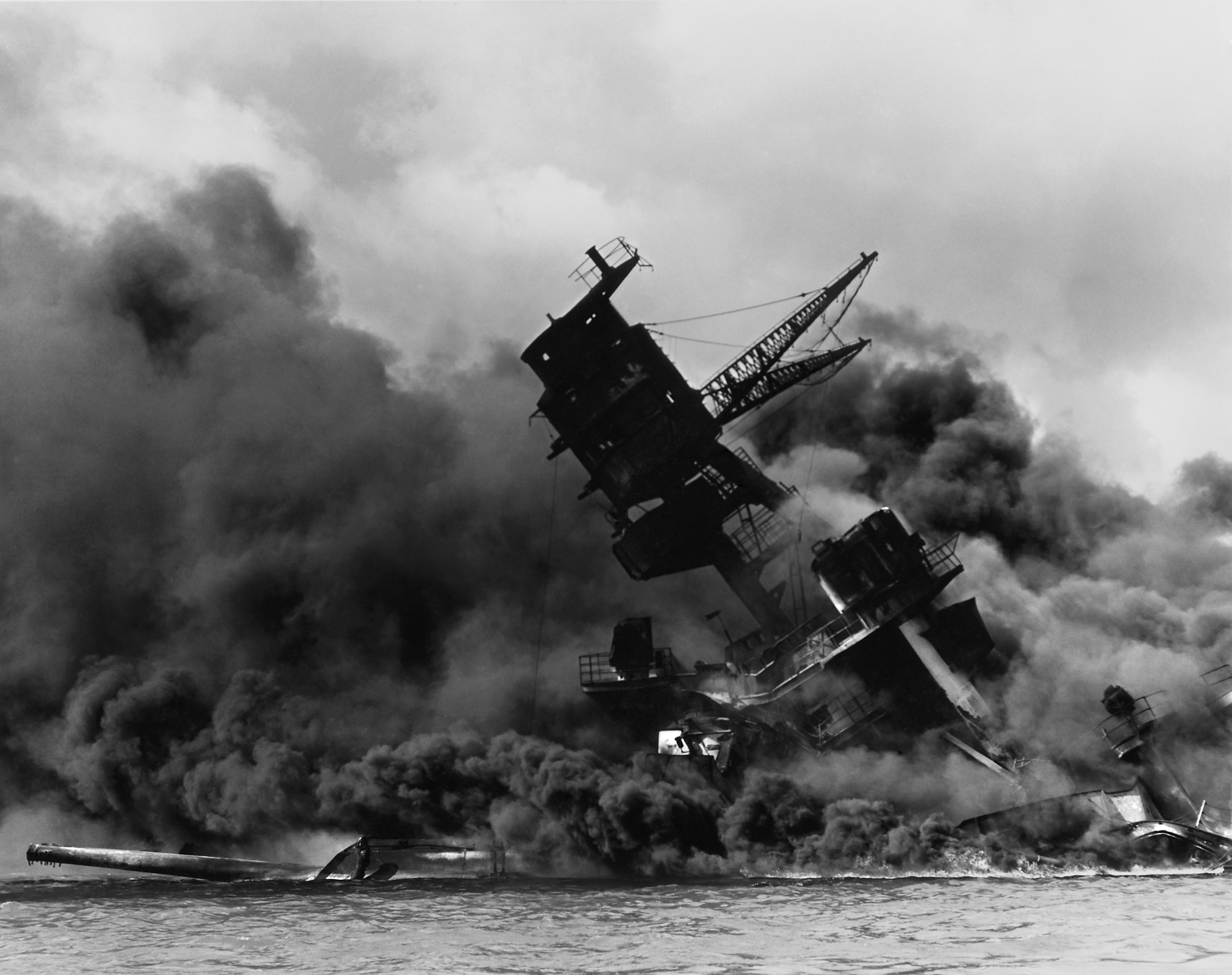
Nhận Bản làm tê liệt hải lực Mỹ bằng trận tấn công Trân Châu Cảng, hạ gục tất cả các thiết giáp hạm

Trong những năm đại khủng hoảng, Hoa Kỳ vẫn tập trung vào các mối quan tâm quốc nội trong khi đó dân chủ xuống thấp tại khắp nơi trên thế giới. Nhiều quốc gia rơi vào tay của những kẻ độc tài. Đế quốc Nhật Bản khẳng định quyền thống trị tại Đông Á và Thái Bình Dương. Đức Quốc xã và Phát xít Ý quân phiệt hóa và đe dọa xâm lấn trong khi đó Anh Quốc và Pháp cố nhân nhượng để tránh một cuộc chiến tranh tại châu Âu. Luật Hoa Kỳ trong các đạo luật trung lập tìm cách tránh các cuộc xung đột ở ngoại quốc. Tuy nhiên, chính sách này mâu thuẫn với thái độ bài-Quốc xã sau khi Đức xâm chiếm Ba Lan vào tháng 9 năm 1939 khởi sự Chiến tranh thế giới thứ hai. Roosevelt định hướng Hoa Kỳ như là "Kho vũ khí Dân chủ", cam kết hỗ trợ đạn dược và tài chính một cách toàn diện cho phe đồng minh nhưng không cung cấp bất cứ binh sĩ nào. Nhật Bản tìm cách vô hiệu hóa lực lượng Mỹ tại Thái Bình Dương bằng cách tấn công Trân Châu Cảng vào ngày 7 tháng 12 năm 1941. Sự kiện này đẩy Hoa Kỳ tham chiến và tìm cách trả đũa.
Những đóng góp chính của Hoa Kỳ cho nỗ lực chiến tranh của phe phe đồng minh gồm có tiền bạc, sản lượng công nghiệp, thực phẩm, dầu hỏa, phát minh kỹ thuật, và (đặc biệt từ năm 1944-1945) binh sĩ. Phần lớn sự tập trung của Washington là tăng tối đa sản lượng kinh tế quốc gia. Kết quả tổng thể là sự gia tăng ngoạn mục trong tổng sản lượng quốc gia, số lượng xuất khẩu khổng lồ hàng tiếp tế đến phe đồng minh và đến các lực lượng Mỹ ở ngoại quốc, kết thúc tình trạng thất nghiệp, và sự gia tăng tiêu thụ trong nước mặc dù 40% tổng sản lượng quốc gia đã được sử dụng cho nỗ lực chiến tranh. Điều này đạt được nhờ vào hàng chục triệu công nhân chuyển dịch từ các nghề nghiệp có năng suất thấp đến các việc làm hiệu quả cao, nhờ các cải tiến trong sản xuất dưới hệ thống quản lý và kỹ thuật tốt hơn, nhờ sự tham gia vào trong lực lượng lao động của các học sinh, người hồi hưu, phụ nữ nội trợ, và người thất nghiệp, và nhờ sự gia tăng số lượng giờ làm việc. Tất cả dốc sức. Các hoạt động vui chơi giải trí giảm mạnh. Mọi người không ngại làm thêm việc thêm giờ vì lòng yêu nước, vì tiền lương, và lòng tự tin rằng đây chỉ "là một khoản thời gian" và rồi cuộc sống sẽ trở về bình thường ngay sau khi chiến thắng cuộc chiến. Đa số hàng hóa lâu bền (durable goods) trở nên khan hiếm. Thịt, quần áo, và xăng bị hạn chế gắt gao. Tại các khu công nghiệp, nhà ở không đủ cung cấp vì số lượng người gia tăng gấp đôi và sống trong các khu chật hẹp. Giá và tiền lương bị kiểm soát. Người Mỹ tiết kiệm phần lớn tiền thu nhập của họ nên kinh tế tiếp tục phát triển sau chiến tranh thay vì quay về khủng hoảng.

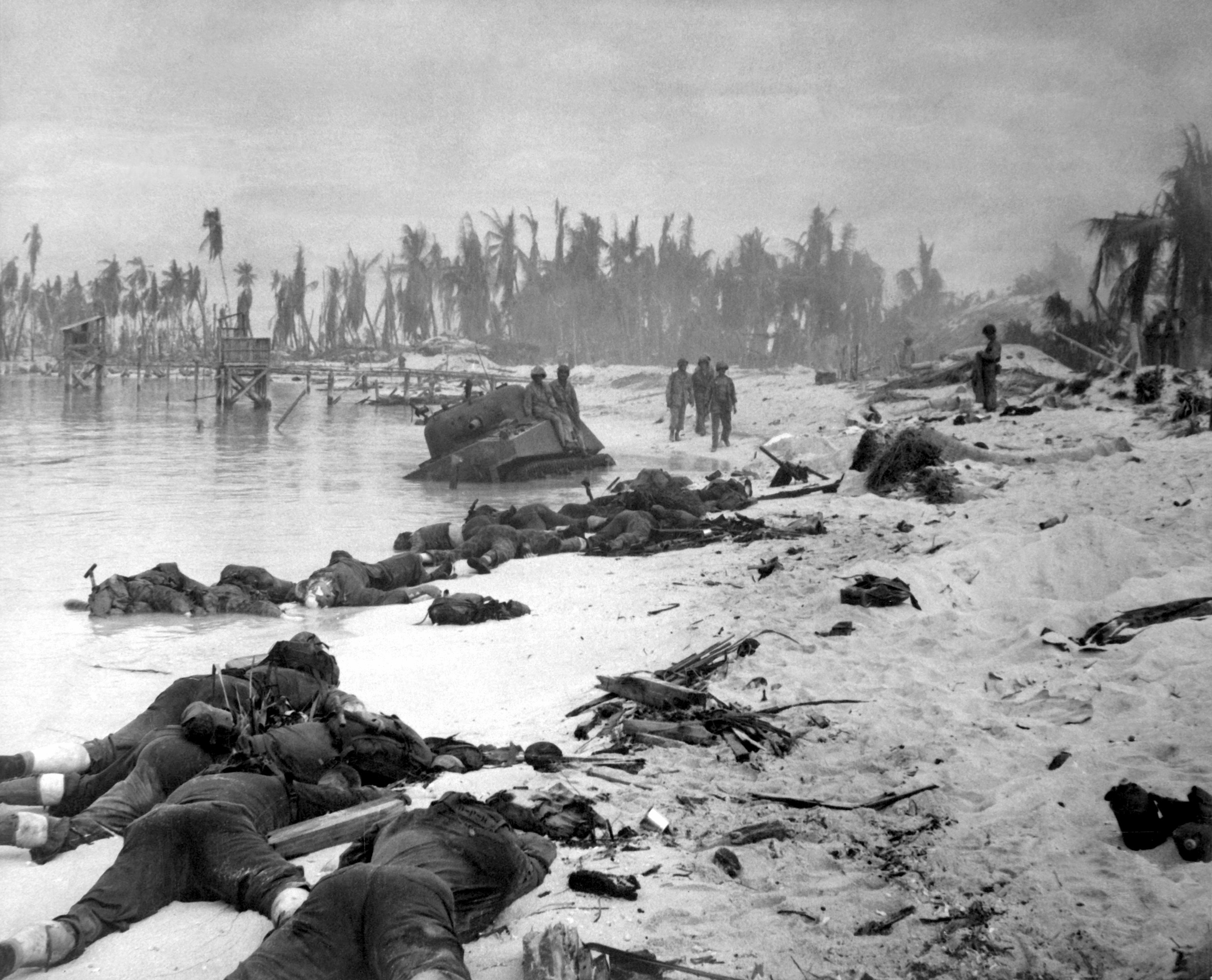
Xác quân đội Mỹ nằm trải dài trên bờ biển tại Tarawa, tháng 11 năm 1943.

Phe đồng minh gồm Hoa Kỳ, Anh, và Liên Xô cũng như Trung Quốc, Canada và các quốc gia khác đánh nhau với Phe Trục gồm Đức, Ý và Nhật Bản. Đồng minh xem Đức là mối đe dọa chính nên tập trung ưu tiên cao nhất cho chiến trường tại châu Âu. Hoa Kỳ đảm nhận gần như toàn bộ cuộc chiến chống Nhật Bản và ngăn chặn sự bành trướng của Nhật Bản tại Thái Bình Dương năm 1942. Sau khi thua trận tại Trân Châu Cảng và tại Philippines cho Nhật Bản và bị lôi cuốn vào trận biển Coral (tháng 5 năm 1942), Hải quân Hoa Kỳ gây thiệt hại mang tính quyết định cho Nhật Bản tại Midway (tháng 6 năm 1942). Lực lượng bộ binh của Mỹ trợ giúp cho Chiến dịch Bắc Phi. Chiến dịch này cuối cùng kết thúc cùng với sự sụp đổ của chính phủ phát xít Ý năm 1943 khi Ý chuyển đổi về phe đồng minh. Một mặt trận nổi bật hơn tại châu Âu được mở ra vào Ngày-D ngày 6 tháng 6 năm 1944. Tại mặt trận này các lực lượng Mỹ và đồng minh từ Anh Quốc xâm nhập vào nước Pháp đang bị Đức chiếm đóng.

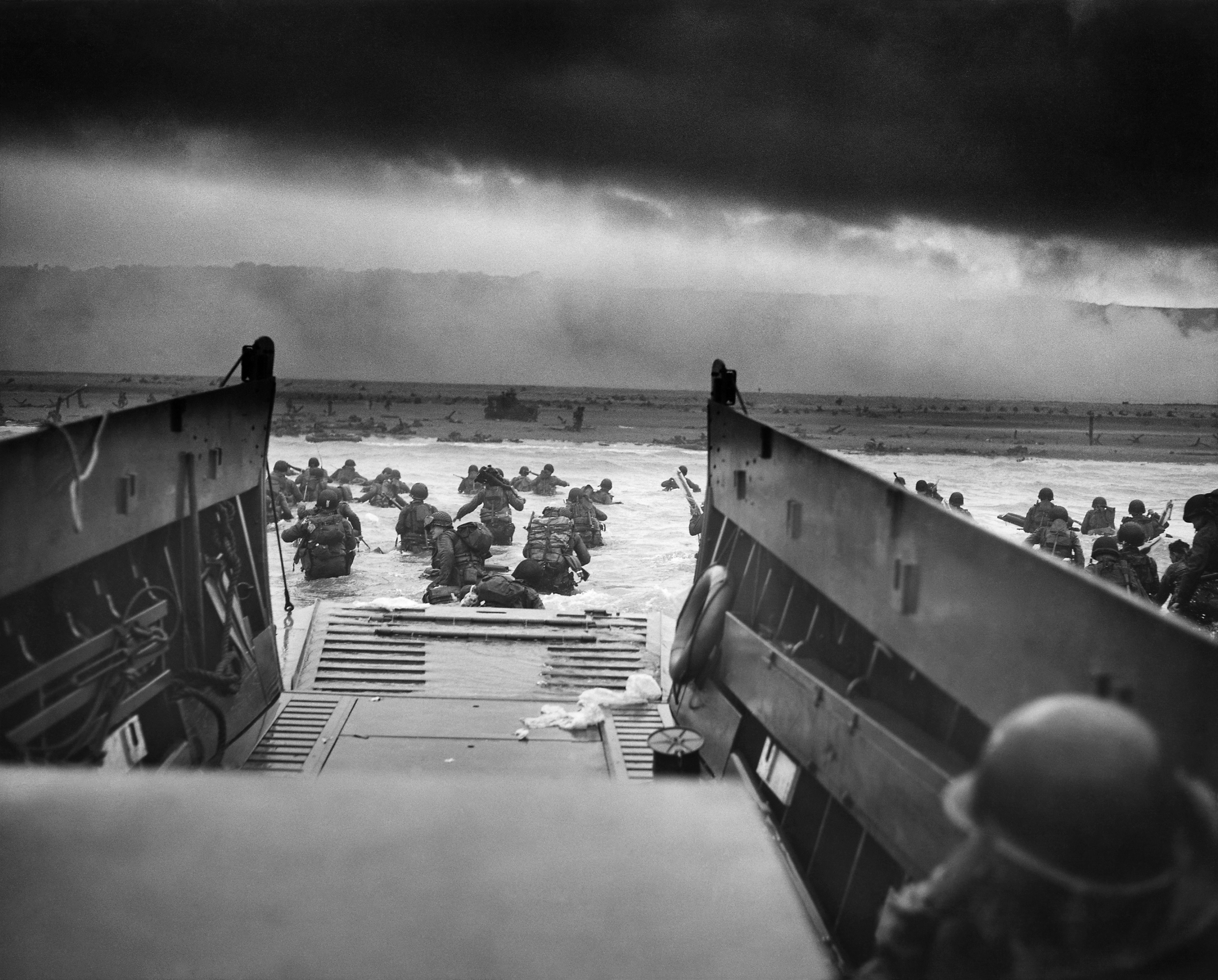
Ảnh chụp "Vào hàm thần chết": Cuộc đổ bộ Normandy là giai đoạn mở đầu cuộc tiến công của đồng minh về phía nước Đức từ hướng tây.

Trên mặt trận hậu phương, cuộc tổng động viên toàn lực nền kinh tế của Hoa Kỳ được Ban Sản xuất Thời chiến của tổng thống Roosevelt điều hành. Sự bùng nổ sản xuất thời chiến dẫn đến sự phục hồi hoàn toàn khỏi nạn thất nghiệp, xóa bỏ hẳn vết tích của đại khủng hoảng. Thực tế, sự thiếu hụt lao động đã khuyến khích ngành công nghiệp tìm kiếm nguồn công nhân mới và vì thế mang đến những vai trò mới cho phụ nữ và người da đen.
Tuy nhiên, sự nổi đóa cũng gây ra thái độ chống Nhật Bản mà theo đó tất cả người gốc Nhật Bản bị ép buộc rời bỏ chỗ ở của họ khỏi vùng chiến tranh tại Tây Duyên hải Hoa Kỳ. Nhiên cứu cứu và phát triển cũng lên cao, nổi bật nhất là dự án Manhattan, một nỗ lực bí mật nhằm sử dụng phản ứng phân hạch hạt nhân để chế tạo ra bom nguyên tử có sức tàn phá cao.
Đồng minh đẩy lui Đức ra khỏi nước Pháp nhưng đối mặt với một cuộc phản công bất ngờ tại trận Bulge vào tháng 12. Nỗ lực cuối cùng của Đức thất bại khi các lực lượng bộ binh của đồng minh tại mặt trận phía đông và mặt trận phía tây cùng tiến về Berlin. Đức Quốc xã vội vã tìm cách giết chết số người Do Thái còn lại. Mặt trận phía tây ngừng lại đột ngột, để Berlin lọt vào tay Liên Xô khi chế độ Quốc xã chính thức cáo chung vào tháng 5 năm 1945, kết thúc chiến tranh tại châu Âu. Trên Thái Bình Dương, Hoa Kỳ triển khai chiến thuật nhảy đảo (chiếm dần từng đảo) về hướng Tokyo, thiết lập các đường băng cho các cuộc không kích bằng phi cơ chống lại chính địa Nhật Bản từ Quần đảo Mariana và giành được nhiều chiến thắng vất vã tại Iwo Jima và Okinawa năm 1945. Sau trận đánh đẫm máu tại Okinawa, Hoa Kỳ chuẩn bị xâm nhập các đảo quốc nội của Nhật Bản trong khi đó phi cơ B-29 thả hai quả bom nguyên tử xuống hai thành phố Nhật Bản, buộc đế quốc Nhật Bản đầu hàng vô điều kiện và kết thúcChiến tranh thế giới thứ hai. Hoa Kỳ chiếm đóng Nhật Bản (và một phần nước Đức), phái Douglas MacArthur đến tái thiết hệ thống chính trị và nền kinh tế Nhật Bản theo đường hướng của Mỹ.
Mặc dù Hoa Kỳ mất 400.000 binh sĩ, nhưng chính địa Hoa Kỳ thịnh vượng vì không bị chiến tranh tàn phá như đã xảy ra tại châu Âu và châu Á.
Sự tham gia của Hoa Kỳ vào các vấn đề ngoại giao hậu chiến tranh đánh dấu sự kết thúc chủ nghĩa biệt lập Mỹ. Mối đe dọa khủng khiếp của vũ khí hạt nhân làm tăng thêm cả sự lạc quan và lo sợ. Vũ khí hạt nhân đã không còn được dùng tới kể từ năm 1945 khi cả hai phe của Chiến tranh Lạnh biết dừng lại để tránh khỏi bờ vực chiến tranh. Một thời kỳ "hòa bình lâu dài" là đặc điểm của những năm tháng Chiến tranh lạnh từ năm 1947–1991. Tuy nhiên có các cuộc chiến tranh vùng tại Triều Tiên và Việt Nam.

### Chiến tranh lạnh, phản văn hóa, và dân quyền

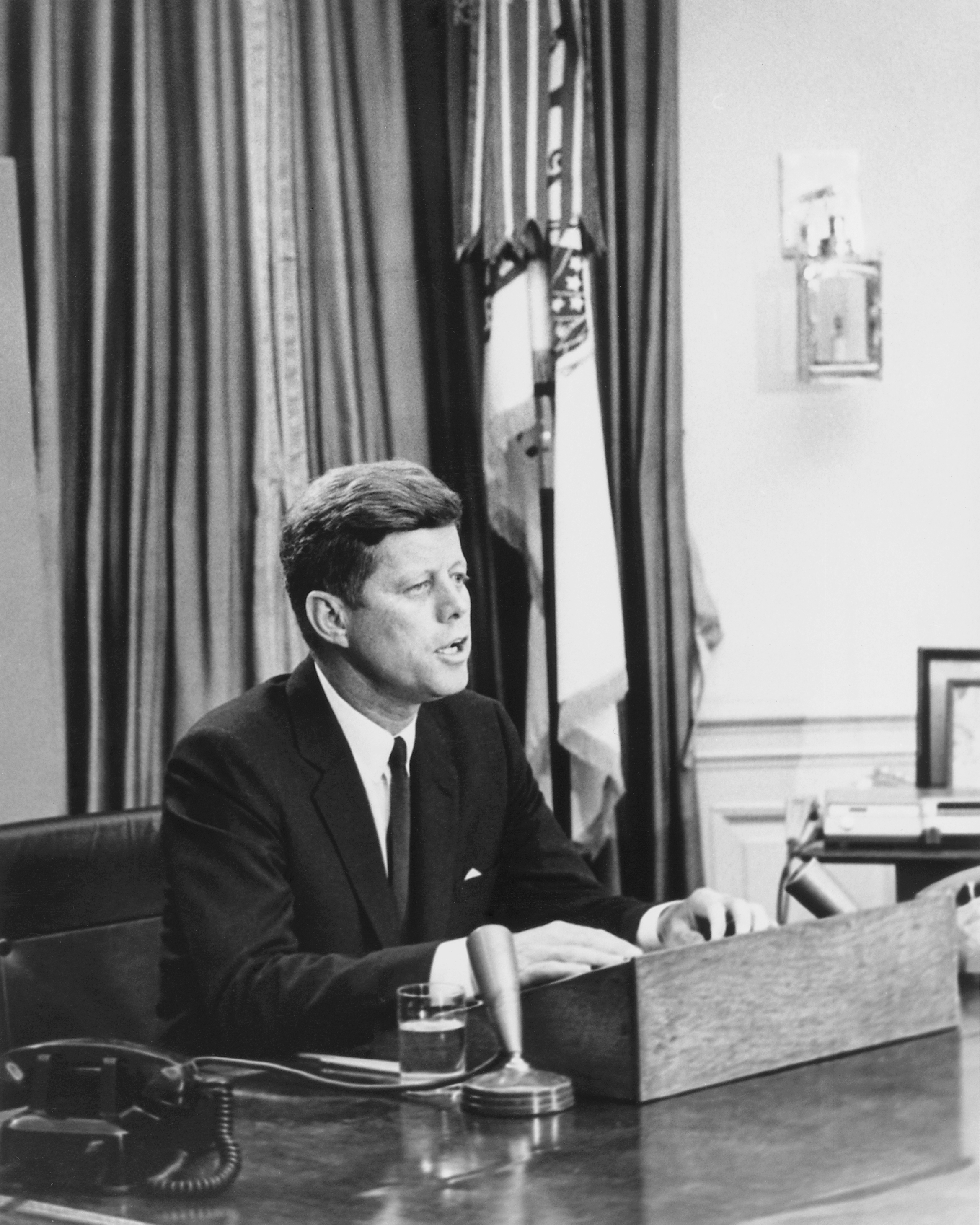
Diễn văn dân quyền của Tổng thống Kennedy, ngày 11 tháng 6 năm 1963.

Sau Chiến tranh thế giới thứ hai, Hoa Kỳ trở thành một trong hai cường quốc vượt trội với quốc gia kia là Liên Xô. Lưỡng đảng trong Thượng viện Hoa Kỳ bỏ phiếu chấp thuận cho phép Hoa Kỳ tham gia vào Liên Hợp Quốc. Đây là sự kiện đánh dấu sự quay lưng từ bỏ chủ nghĩa biệt lập truyền thống của Hoa Kỳ và hướng tới việc tham gia vào các vấn đề quốc tế ngày càng nhiều.
Mục đích chính yếu của Mỹ từ năm 1945–48 là cứu giúp châu Âu thoát khỏi tình trạng tàn phá của Chiến tranh thế giới thứ hai và ngăn chặn sự bành trướng của chủ nghĩa cộng sản mà Liên Xô là đại diện. Học thuyết Truman năm 1947 tạo điều kiện viện trợ kinh tế và quân sự cho Hy Lạp và Thổ Nhĩ Kỳ để phản ứng đối phó mối đe dọa bành trướng của cộng sản tại vùng Balkan. Năm 1948, Hoa Kỳ thay thế các chương trình viện trợ tài chính từng phần bằng kế hoạch Marshall toàn diện, bơm tiền vào nền kinh tế Tây Âu, và tháo vỡ các hàng rào mậu dịch trong khi đó hiện đại hóa các phương thức điều hành trong thương nghiệp và chính quyền.
Ngân sách của kế hoạch là 13 tỷ đô la trong lúc tổng sản lượng nội địa của Hoa Kỳ khi đó là 258 tỷ đô la vào năm 1948. Ngoài ra còn có 12 tỷ đô la viện trợ của Mỹ dành cho châu Âu giữa thời gian kết thúc chiến tranh và bắt đầu kế hoạch Marshall. Nhà lãnh đạo Liên Xô là Joseph Stalin ngăn chặn các quốc gia vệ tinh của mình tham dự vào kế hoạch này. Từ điểm đó, với các nền kinh tế tập quyền vô hiệu quả, Đông Âu rơi lại ngày càng xa Tây Âu về phương diện thịnh vượng và phát triển kinh tế. Năm 1949, Hoa Kỳ từ bỏ chính sách lâu đời không liên minh quân sự trong thời bình khi đứng ra thành lập liên minh Tổ chức Hiệp ước Bắc Đại Tây Dương (gọi tắt là NATO). Để đối phó, Liên Xô thành lập Khối Warszawa gồm các quốc gia cộng sản.
Tháng 8 năm 1949, Liên Xô thử nghiệm vũ khí hạt nhân đầu tiên của mình, vì thế leo thang mối nguy cơ chiến tranh. Thực tế, mối đe dọa hủy diệt cả hai phía đã ngăn ngừa hai cường quốc tránh xa đối đầu trực tiếp. Kết quả là xảy ra những cuộc chiến tranh thay thế (proxy war), đặc biệt là Chiến tranh Triều Tiên và Chiến tranh Việt Nam mà theo đó hai cường quốc không trực diện đối đầu nhau. Bên trong quốc nội Hoa Kỳ, Chiến tranh lạnh gây ra những quan ngại về ảnh hưởng của cộng sản. Liên Xô bất ngờ qua mặt Hoa Kỳ về mặt kỹ thuật với Sputnik, một vệ tinh nhân tạo đầu tiên của thế giới vào năm 1957. Sự kiện này khởi sự cuộc chạy đua vào không gian mà sau cùng Hoa Kỳ giành thắng lợi khi phi thuyền Apollo 11 đưa các phi hành gia đặt chân lên Mặt Trăng vào năm 1969. Lo ngại về sự yếu kém của nền giáo dục Hoa Kỳ dẫn đến việc chính phủ liên bang hỗ trợ nền giáo dục Mỹ trên diện rộng về giáo dục và nghiên cứu khoa học.
Trong những thập niên sauChiến tranh thế giới thứ hai, Hoa Kỳ trở nên có ảnh hưởng toàn cầu về các vấn đề kỹ thuật, quân sự, chính trị và kinh tế. Người Mỹ da trắng chiếm gần 90% dân số vào năm 1950.
Trong cuộc bầu cử tổng thống năm 1960, chính trị gia đầy lôi cuốn là John F. Kennedy đắc cử tổng thống và trở thành vị tổng thống người Công giáo đầu tiên và duy nhất cho đến bây giờ của Hoa Kỳ. Thời gian tại chức của ông được đánh dấu bằng những sự kiện nổi bật như việc tăng tốc vai trò của Hoa Kỳ trong cuộc chạy đua vào không gian, leo thang vai trò của Mỹ trong Chiến tranh Việt Nam, khủng hoảng tên lửa Cuba, Sự kiện Vịnh Con Lợn, Martin Luther King, Jr. bị giam giữ trong cuộc vận động chống tách ly chủng tộc tại Birmingham, và việc bổ nhiệm em trai ông Robert F. Kennedy vào nội các trong chức vụ Bộ trưởng Tư pháp Hoa Kỳ. Kennedy bị ám sát tại Dallas, Texas vào ngày 22 tháng 11 năm 1963, khiến cho quốc gia bị một cú sốc lớn.

#### Cao trào của chủ nghĩa tự do
Cao trào của chủ nghĩa tự do xảy ra vào giữa thập niên 1960 bởi sự thành công của tổng thống Lyndon B. Johnson (1963–69) nhận được sự ủng hộ của Quốc hội để thông qua các chương trình xã hội vĩ đại của ông. Chúng gồm có dân quyền, kết thúc tách ly chủng tộc, Chương trình bảo hiểm y tế, mở rộng phúc lợi, hỗ trợ liên bang dành cho giáo dục ở mọi cấp bậc, trợ giúp phát triển các chương trình về nghệ thuật và nhân văn, hoạt động vì môi trường, và một loạt các chương trình xóa đói giảm nghèo. Như các sử gia hiện thời đã giải thích như sau:
Dần dần, giới trí thức theo chủ nghĩa tự do đã phát họa ra một tầm nhìn mới với mục tiêu đạt được sự công bằng xã hội và kinh tế. Chủ nghĩa tự do vào đầu thập niên 1960 không biểu lộ tính chủ nghĩa cấp tiến, có chút ít thiên hướng làm sống lại "các cuộc thập tự chinh" thời New Deal để chống thế lực kinh tế tập trung, và không có ý định gây cảm xúc mạnh mẽ về giai cấp hay tái phân phối sự thịnh vượng hay tái tổ chức lại các cơ cấu chính quyền hiện hữu. Về mặt quốc tế, nó chống chủ nghĩa cộng sản một cách mạnh mẽ. Nó nhắm mục tiêu bảo vệ thế giới tự do, khuyến khích phát triển kinh tế trong nước, và muốn chắc rằng sự phong phú đạt được sẽ được phân phối một cách công bằng. Chương trình nghị sự của họ bị ảnh hưởng nhiều bởi thuyết kinh tế Keynes-hình dung rằng sự chi tiêu công cộng khổng lồ sẽ làm gia tăng sự phát triển kinh tế, như thế tạo ra nguồn vốn công để tài trợ các chương trình phúc lợi, nhà ở, y tế và giáo dục lớn hơn.

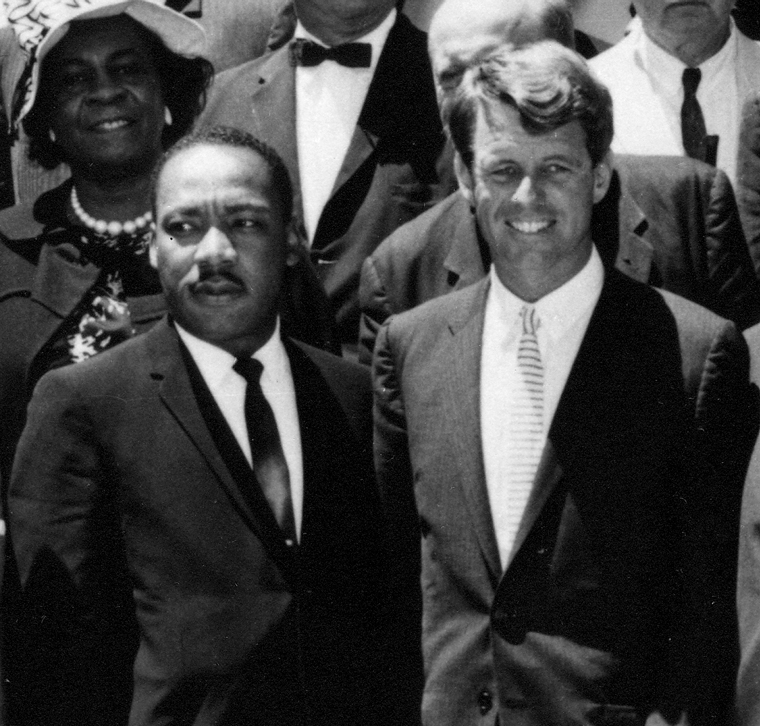
Robert F. Kennedy và Martin Luther King, Jr. tại Washington, D.C. ngày 22 tháng 6 năm 1963

Johnson được tưởng thưởng bằng chiến thắng vẻ vang trong cuộc tái đắc cử tổng thống vào năm 1964 trước đối thủ bảo thủ Barry Goldwater, phá vỡ sự kiểm soát Quốc hội của liên minh Bảo thủ kéo dài trong nhiều thập niên. Tuy nhiên, đảng Cộng hòa lấy lại thế cờ vào năm 1966 và đưa Richard Nixon đắc cử tổng thống vào năm 1968. Nixon phần nhiều tiếp tục các chương trình New Deal và xã hội vĩ đại mà ông kế thừa. Chủ nghĩa bảo thủ lại thắng thế với sự kiện Ronald Reagan được bầu làm tổng thống vào năm 1980. Trong khi đó, nhân dân Mỹ đã hoàn thành một cuộc di cư vĩ đại từ các nông trại vào trong các thành phố và trải qua một thời kỳ kinh tế phát triển kéo dài.

#### Phong trào dân quyền
Bắt đầu vào cuối thập niên 1950, chủ nghĩa phân biệt chủng tộc trong chính quyền khắp nơi tại Hoa Kỳ, đặc biệt là tại miền Nam, ngày càng bị thách thức bởi phong trào dân quyền đang lên cao. Các nhà lãnh đạo người Mỹ gốc châu Phi như Rosa Parks và Martin Luther King, Jr. lãnh đạo cuộc tẩy chay xe buýt tại thành phố Montgomery, mở màn cho phong trào. Trong nhiều năm, người Mỹ gốc châu Phi phải đối mặt với bạo động chống lại họ nhưng họ đạt được những bước vĩ đại về công bằng xã hội qua các phán quyết của tối cao pháp viện trong đó có các vụ án như Brown đối đầu Ban Giáo dục và Loving đối đầu Virginia, Đạo luật Dân quyền 1964, Đạo luật Quyền đầu phiếu 1965, và Đạo luật Nhà ở Công bằng 1968 mà qua đó kết thúc luật Jim Crow từng hợp thức hóa tách ly chủng tộc giữa người da trắng và người da đen.

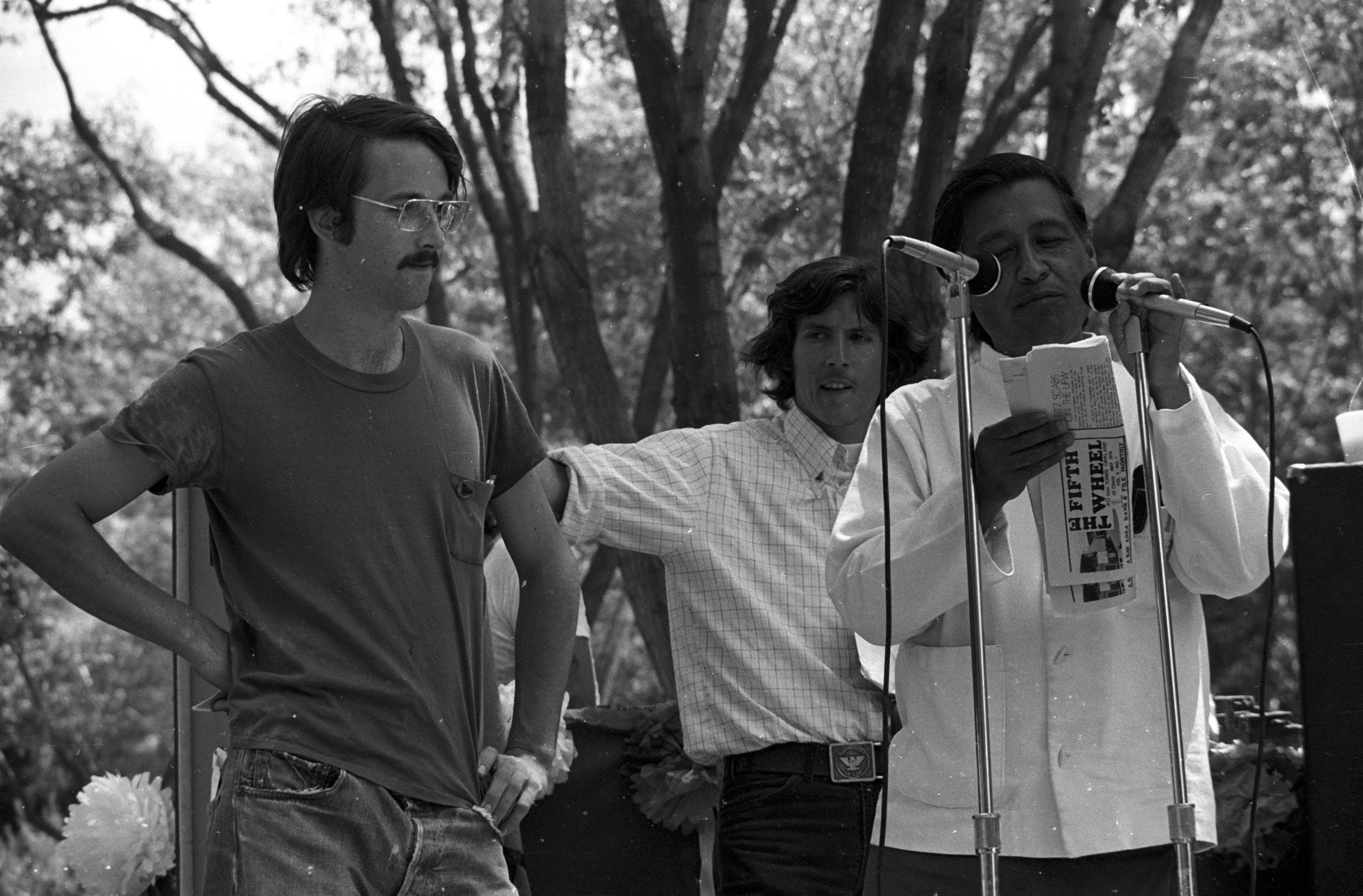
Duncan West nói chuyện với Cesar Chavez. Duncan đại diên cho công đoàn Teamsters.

Martin Luther King, Jr., người từng giành giải Nobel Hòa bình vì những đóng góp của ông cho sự công bằng chủng tộc, bị ám sát vào năm 1968. Sau khi ông mất, những người khác tiếp tục lãnh đạo phong trào, nổi bật nhất là quả phụ của ông là Coretta Scott King. Bà cũng hoạt động chống Chiến tranh Việt Nam như chồng bà và có mặt trong phong trào giải phóng phụ nữ. Trong thời gian 9 tháng đầu của năm 1967, 128 thành phố Mỹ chịu đựng 164 vụ bạo loạn. Phong trào "Black Power" (sức mạnh người da đen) xuất hiện vào cuối thập niên 1960 và đầu thập niên 1970. Thập niên này sau cùng mang lại kết quả tích cực về hướng hòa đồng chủng tộc, đặc biệt là trong các dịch vụ thuộc chính quyền, thể thao và giải trí. Người bản địa Mỹ quay sang tòa án để đòi quyền về đất đai của họ. Họ tổ chức các cuộc phản đối nhằm vạch rõ sự thất bại của chính phủ liên bang trong việc thi hành các hiệp ước. Một trong số các nhóm người bản địa Mỹ tích cực nhất là Phong trào Người bản địa Mỹ (AIM). Trong thập niên 1960, Cesar Chavez bắt đầu tổ chức các nhân công nông trại người Mỹ gốc Mexico có mức lương thấp tại California. Ông lãnh đạo một cuộc đình công của người hái nho kéo dài 5 năm. Sau đó, Chávez thành lập công đoàn nhân công nông trại thành công đầu tiên của quốc gia. Sau này nó trở thành liên đoàn Nhân công Nông trại Mỹ Thống nhất (UFW).

#### Phong trào phụ nữ

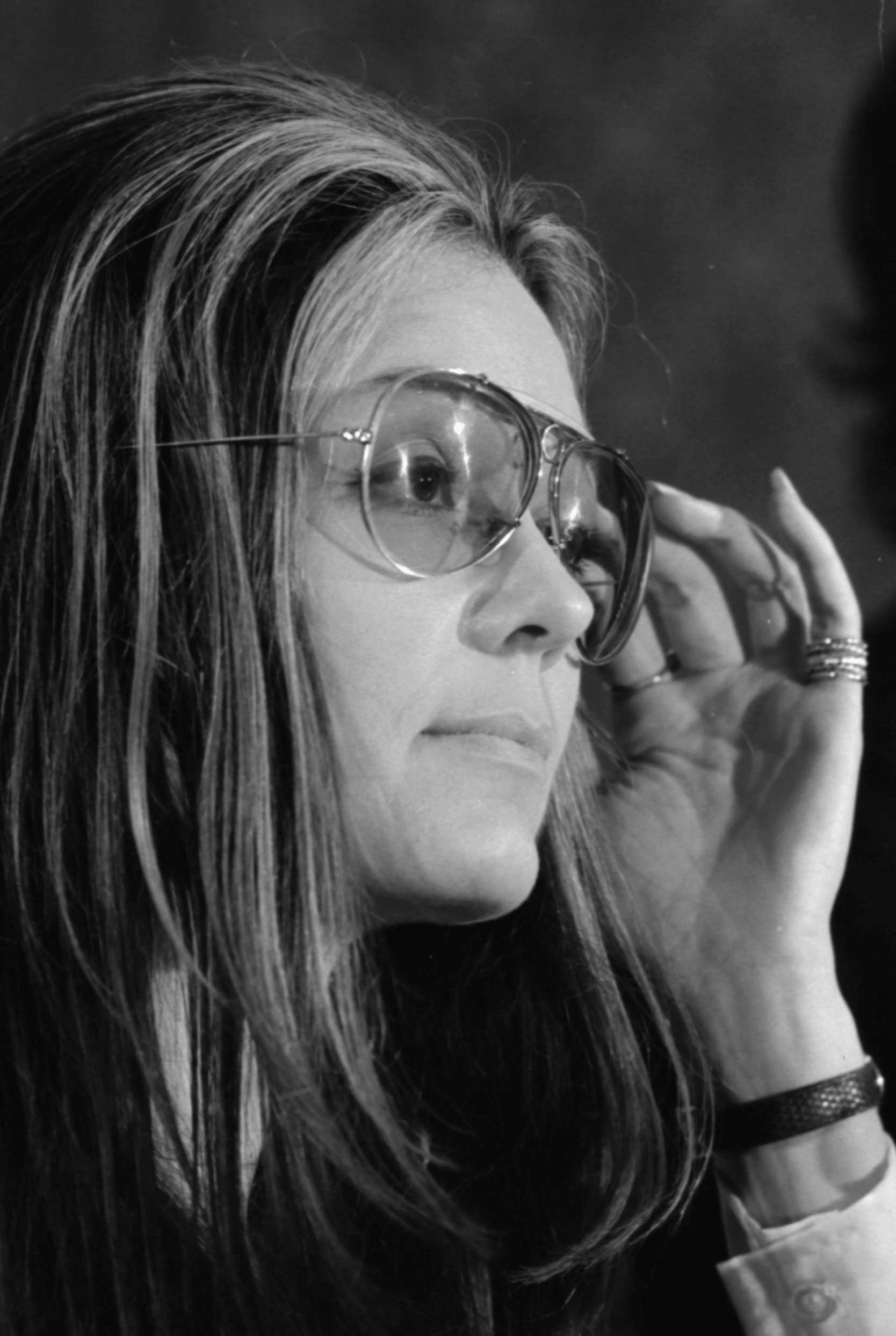
Gloria Steinem tại một cuộc họp của Liên minh Hành động của Phụ nữ, 1972.

Một ý thức mới về sự bất bình đẳng của phụ nữ Mỹ bắt đầu lướt qua quốc gia với khởi đầu là sự kiện cuốn sách bán chạy nhất của Betty Friedan được xuất bản vào năm 1963. Cuốn sách có tựa đề The Feminine Mystique (huyền bí nữ giới) giải thích vì sao nhiều phụ nữ nội trợ cảm thấy bị cô lập và không toại nguyện, đã công kích nền văn hóa Mỹ vì nó đã tạo ra cái khái niệm rằng phụ nữ chỉ có thể tìm thấy sự toại nguyện qua vai trò làm vợ, làm mẹ và người gánh vác việc nhà, và cho rằng phụ nữ cũng có thể như nam giới làm được mọi thứ công việc. Năm 1966 Friedan và những người khác thành lập Tổ chức Phụ nữ Quốc gia (NOW) để hành động vì phụ nữ như NAACP đã làm cho người Mỹ gốc châu Phi.
Các cuộc phản đối bắt đầu. Phong trào Giải phóng Phụ nữ phát triển nhanh về số lượng và sức mạnh, giành được nhiều chú ý của giới truyền thông. Đến năm 1968, phong trào đã thay thế Phong trào Dân quyền trong vai trò là cuộc cách mạng xã hội chính của Hoa Kỳ. Các cuộc tuần hành, diễu hành, tựu tập phản đối, tẩy chay, và cắm biểu ngữ đã qui tựu hàng ngàn, đôi khi hàng triệu người tham gia. Phụ nữ đạt được số lượng đáng khích lệ trong các ngành nghề y tế, luật pháp, và thương nghiệp nhưng chỉ có một ít người được bầu vào các chức vụ dân cử. Tuy nhiên, phong trào bị tách thành các nhóm theo tư tưởng chính trị từ sớm (Tổ chức Phụ nữ Quốc gia theo tả phái, Liên đoàn Hành động vì Công bằng Phụ nữ theo hữu phái, Đảng Chính trị Phụ nữ Quốc gia trung phái, và các nhóm cấp tiến hơn được thành lập bởi những phụ nữ trẻ theo cực tả). Tu chính án Quyền công bằng được đề nghị vào Hiến pháp Hoa Kỳ được Quốc hội thông qua năm 1972 nhưng liên minh bảo thủ do Phyllis Schlafly lãnh đạo đã vận động toàn lực để đánh bại nó tại cấp bậc tiểu bang (một tu chính án phải được 2/3 số tiểu bang phê chuẩn trước khi có hiệu lực). Những người bảo thủ cho rằng tu chính án này làm xuống cấp địa vị nội trợ và làm cho phụ nữ trẻ dễ bị tuyển mộ thi hành quân dịch.
Tuy nhiên, nhiều luật liên bang, luật tiểu bang, các phán quyết của Tối cao Pháp viện đã tạo ra địa vị bình đẳng cho phụ nữ dưới luật pháp. Thói quen và ý thức xã hội bắt đầu thay đổi để chấp nhận quyền bình đẳng của phụ nữ. Vấn đề phá thai gây tranh cãi mà theo Tối cao Pháp viện là quyền cơ bản trong vụ án Roe đối đầu Wade (1973) vẫn còn là một điểm tranh luận cho đến nay.

#### Cách mạng phản văn hóa và Chính sách giảm căng thẳng thời Chiến tranh lạnh
Vào lúc Chiến tranh lạnh, Hoa Kỳ bước vào Chiến tranh Việt Nam là cuộc chiến ngày càng bị người Mỹ phản đối. Cuộc chiến này châm thêm lửa vào các phong trào xã hội đang tồn tại: phong trào phụ nữ, người thiểu số và giới trẻ. Các chương trình xã hội vĩ đại của Lyndon B. Johnson cùng với vô số các phán quyết của tối cao pháp viện đã giúp gia tăng tầm mức lớn rộng các cãi cách xã hội trong suốt thập niên 1960 và thập niên 1970. Chủ nghĩa nữ quyền và phong trào môi trường trở thành các lực lượng chính trị. Tiến triển vẫn tiếp tục về hướng dân quyến cho tất cả mọi người Mỹ. Cuộc cách mạng phản-văn hóa quét qua đất nước và phần lớn các quốc gia phương Tây trong cuối thập niên 1960 và đầu thập niên 1970, càng chia rẽ người Mỹ hơn trong một cuộc "chiến tranh văn hóa" nhưng cũng mang lại những quan điểm xã hội cởi mở và tự do hơn.

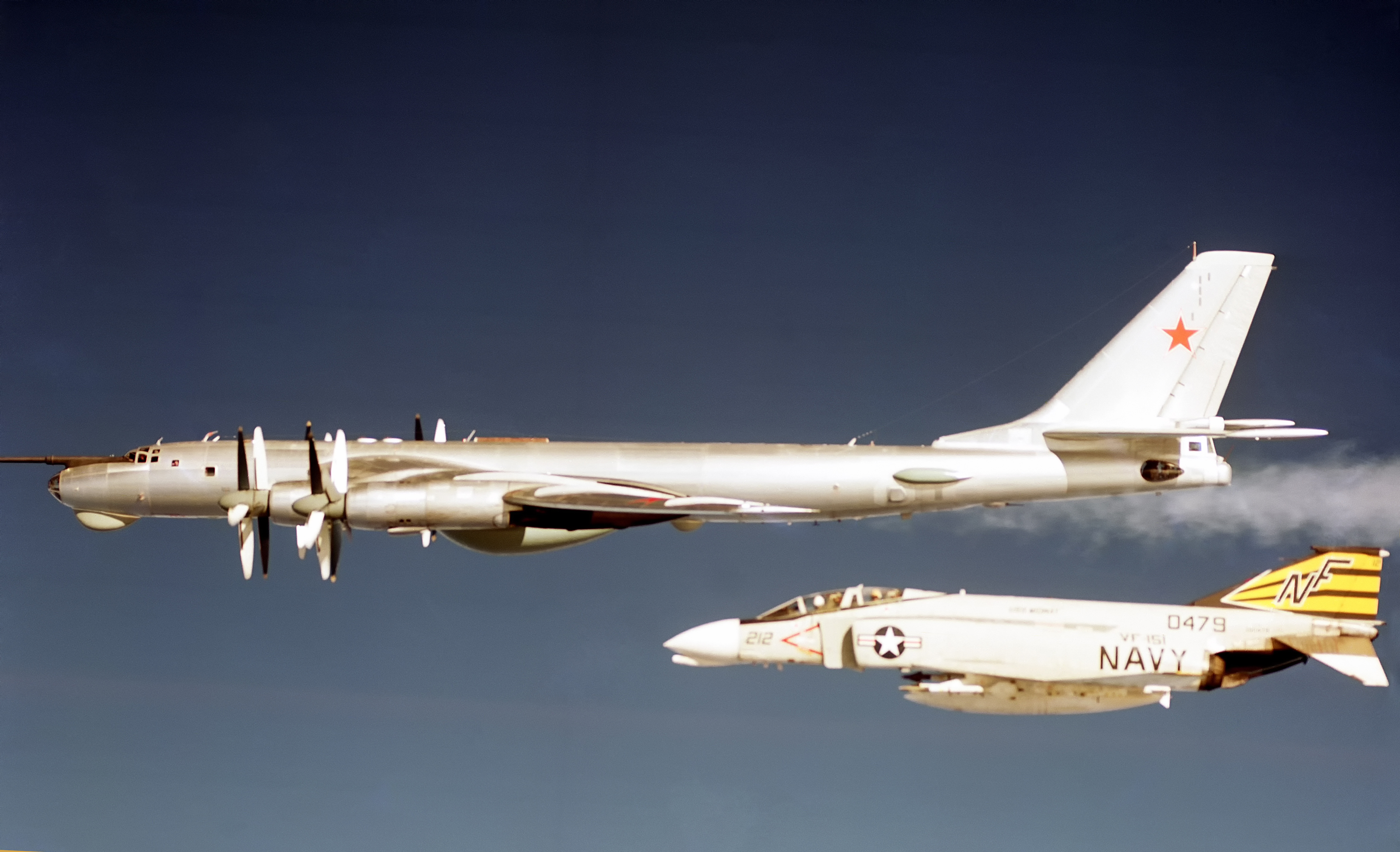
Chiếc F-4 Phantom II của Hải quân Hoa Kỳ theo dõi một phi cơ Tu-95 Bear D của Liên Xô vào đầu thập niên 1970

Đảng viên Cộng hòa Richard Nixon kế nhiệm Lyndon B. Johnson vào năm 1960. Nixon trao trách nhiệm chiến tranh cho các lực lượng Nam Việt Nam và kết thúc vai trò tác chiến của Mỹ. Ông thương thuyết Hiệp định Paris 1973, đạt được sự đồng ý về việc trao trả tù binh, và kết thúc cưỡng bách quân dịch. Chiến tranh làm thiệt mạng 58 ngàn binh sĩ Mỹ. Nixon tạo sự nghi kỵ ác liệt giữa Liên Xô và Trung Quốc để giành lợi thế cho Hoa Kỳ, đạt được sự giảm căng thẳng (được gọi là chiến lược "détente") với cả hai nước.
Vụ tai tiếng Watergate có dính líu đến việc Nixon che giấu vụ đột nhập của nhân viên dưới quyền vào tổng hành dinh của Ủy ban Quốc gia Đảng Dân chủ nằm bên trong tòa nhà phức hợp Watergate, đã hủy hoại căn cứ địa chính trị của ông, khiến một số trợ tá vào tù, và buộc ông từ chức tổng thống vào ngày 9 tháng 8 năm 1974. Phó tổng thống Gerald Ford lên thay nhưng cuối cùng trở nên bất lực không ngăn chặn được sự sụp đổ của chính phủ Sài Gòn khi Cộng hòa Miền Nam Việt Nam tiến vào Sài Gòn năm 1975 cũng như các chiến thắng của cộng sản tại các quốc gia lân bang là Campuchia và Lào trong cùng năm đó.
Sự kiên cấm vận dầu của OPEC đánh dấu một thời kỳ chuyển tiếp kéo dài vì, đây là lần đầu tiên, giá dầu mỏ đột ngột tăng cao. Các nhà máy sản xuất của Mỹ đối mặt với sự cạnh tranh khắc nghiệt từ hàng hóa tiêu thụ, điện tử, và xe hơi ngoại quốc. Đến cuối thập niên 1970 nền kinh tế trải qua một cuộc khủng hoảng năng lượng, tăng trưởng kinh tế chậm, thất nghiệp cao, và lạm phát rất cao đi kèm với tỉ lệ tính lời cao. Vì các kinh tế gia đồng ý về sự khôn ngoan của việc xóa bỏ luật lệ ràng buộc kinh tế nên nhiều luật lệ ràng buộc của thời New Deal bị chấm dứt, thí dụ như trong giao thông, ngân hàng và viễn thông.
Jimmy Carter, một người không thuộc một thành phần nào trong giới chính trị tại Washington, được bầu làm tổng thống vào năm 1976. Trên sân khấu thế giới, Carter làm trung gian cho Hòa ước Trại David giữa Israel và Ai Cập. Năm 1979, nhóm sinh viên Iran xông vào tòa đại sứ Hoa Kỳ tại Tehran và bắt 66 người Mỹ làm con tin, gây ra khủng hoảng con tin Iran. Vì cuộc khủng hoảng con tin và sự trì trệ kinh tế kéo dài đi đôi với lạm phát khiến cho Carter thua bầu cử tổng thống năm 1980 về tay đảng viên Cộng hòa là Ronald Reagan. Ngày 20 tháng 1 năm 1981, vài phút sau khi nhiệm kỳ của Carter chấm dứt, những con tin Mỹ còn bị giam giữ trong tòa đại sứ Hoa Kỳ tại Iran được phóng thích, kết thúc 444 ngày khủng hoảng con tin.

### Khép lại thế kỷ 20

Ronald Reagan tại cổng Brandenburg thách thức Gorbachev phá đổ bức tường Berlin vào năm 1987, chẳng bao lâu trước khi kết thúc Chiến tranh lạnh

Ronald Reagan đã tạo ra một sự thay đổi chính trị lớn lao qua hai lần thắng cử tổng thống vang dội vào năm 1980 và năm 1984. Các chính sách kinh tế của Reagan (được gọi là "Reaganomics") cùng với việc thi hành Đạo luật Cải cách Thuế và Phục hồi Kinh tế 1981 đã hạ thấp thuế thu nhập từ 70% xuống 28% trong khoảng thời gian 7 năm. Reagan tiếp tục giảm thiểu các luật lệ kiểm soát và thu thuế của chính phủ. Hoa Kỳ trải qua một cuộc khủng hoảng kinh tế ngắn hạn vào năm 1982 nhưng các chỉ số âm bị đảo ngược khi tỉ lệ lạm phát giảm từ 11% xuống còn 2%, tỉ lệ thất nghiệp giảm từ 10,8% vào tháng 12 năm 1982 xuống còn 7,5% vào tháng 11 năm 1984, và tỉ lệ phát triển kinh tế tăng từ 4,5% lên đến 7,2%.
Reagan ra lệnh tăng cường xây dựng lực lượng quân sự Hoa Kỳ, khiến tăng thêm sự thâm hụt ngân sách. Reagan giới thiệu một hệ thống phòng thủ tên lửa phức tạp, được biết với cái tên Sáng kiến Phòng thủ Chiến lược (những người phản đối gán cho nó biệt danh là "Chiến tranh giữa các vì sao") mà theo lý thuyết Hoa Kỳ có thể bắn hạ các tên lửa bằng hệ thống tia laser đặt trong không gian. Mặc dù hệ thống này chưa bao giờ được phát triển toàn diện hay được triển khai nhưng Liên Xô đặc biệt quan tâm về sự hiệu quả có thể có của chương trình này và trở nên sẵn sàng hơn để thương thuyết.
Chính sách "quay ngược dần" của Reagan nhằm làm suy yếu các quốc gia cộng sản tại các vùng trọng yếu gồm có việc hỗ trợ và tài trợ bí mật cho các phong trào kháng chiến chống cộng sản trên toàn thế giới. Sự can thiệp của Reagan chống Grenada và Libya được sự ủng hộ tại Hoa Kỳ mặc dù sự hậu thuẫn của ông dành cho phiến quân Contra b5i sa vào vụ tai tiếng Iran–Contra mà qua dó biểu lộ kiểu cách quản lý kém cỏi của Reagan.
Reagan gặp nhà lãnh đạo Liên Xô là Mikhail Gorbachev bốn lần. Các hội nghị thượng đỉnh của họ dẫn đến việc ký kết Hiệp ước Lực lượng Hạt nhân Tầm trung. Gorbachev cố tìm cách cứu chủ nghĩa cộng sản tại Liên Xô trước tiên bằng cách chấm dứt cuộc chạy đua vũ trang quá tốn kém với Mỹ, sau đó là thu nhỏ đế quốc Đông Âu vào năm 1989. Liên Xô sụp đổ vào năm 1991, kết thúc Chiến tranh lạnh giữa Hoa Kỳ và Liên Xô.

Chỉ số NASDAQ Composite phồng lên cùng bong bóng dot-com trong "Nền Kinh tế Mới" đầy lạch quan. Bong bóng dot-com xẹp vào năm 2000.

Hoa Kỳ trở thành siêu cường duy nhất còn lại của thế giới và tiếp tục can thiệp vào các sự việc quốc tế trong thập niên 1990 trong đó có Chiến tranh vùng Vịnh năm 1991 chống Iraq. Sau khi được bầu làm tổng thống năm 1992, Bill Clinton tiếp quản một trong những thời kỳ kinh tế phát triển dài nhất và giá trị chứng khoán tăng vọt chưa từng có trước đây. Đây là phản ứng phụ của cuộc cách mạng số và các cơ hội làm ăn mới được tạo ra nhờ Internet. Ông cũng làm việc với Quốc hội Hoa Kỳ do đảng Cộng hòa kiểm soát để thông qua ngân sách liên bang quân bình (thu và chi ngang bằng nhau) lần đầu tiên trong vòng 30 năm.
Năm 1998, Clinton bị Hạ viện Hoa Kỳ luận tội với các cáo buộc nói dối về quan hệ tình dục với thực tập sinh tại Tòa Bạch Ốc là Monica Lewinsky nhưng sau đó được Thượng viện Hoa Kỳ tha bổng. Thất bại trong việc luận tội Clinton và đảng Dân chủ đạt thêm nhiều ghế tại Quốc hội trong cuộc bầu cử năm 1998 buộc chủ tịch Hạ viện Newt Gingrich, một đảng viên Cộng hòa, từ chức khỏi Quốc hội.
Cuộc bầu cử tổng thống năm 2000 giữa George W. Bush và Al Gore là một trong số các cuộc bầu cử tổng thống khít khao nhất trong lịch sử Hoa Kỳ và giúp gieo mầm cho sự phân cực chính trị sắp tới. Cuộc bầu cử tại tiểu bang Florida có tính quyết định thì cực kỳ khít khao và gây ra một cuộc tranh chấp ngoạn mục về việc kiểm phiếu. Tối cao Pháp viện Hoa Kỳ phải can thiệp cuộc tranh chấp qua vụ Bush đối đầu Gore để kết thúc việc tái kiểm phiếu với kết quả 5–4. Điều đó có nghĩa Bush, lúc đó đang dẫn đầu, thắng cử Florida và cuộc bầu cử tổng thống.

## Thế kỷ 21

### Sự kiện 11 tháng 9 và chiến tranh chống khủng bố

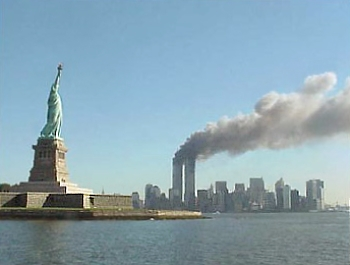
Các cuộc tấn công khủng bố ngày 11 tháng 9 dẫn đến cuộc chiến tranh chống khủng bố.

Ngày 11 tháng 9 năm 2001, Hoa Kỳ bị một cuộc tấn công khủng bố khi 19 tên cướp máy bay thuộc nhóm chiến binh hồi giáo al-Qaeda cầm lái 4 máy bay hành khách và cố tình đâm vào hai tòa tháp của Trung tâm Thương mại Thế giới và vào Ngũ Giác Đài, giết chết gần 3.000 người, đa số là dân sự. Để trả đũa, ngày 20 tháng 9, Tổng thống George W. Bush tuyên bố một cuộc "Chiến tranh chống khủng bố". Ngày 7 tháng 10 năm 2001, Hoa Kỳ và NATO xâm chiếm Afghanistan để lật đổ chế độ Taliban vì đã cung cấp nơi ẩn nấp cho nhóm chiến binh hồi giáo al-Qaeda và lãnh tụ của chúng là Osama bin Laden.
Chính phủ liên bang thiết lập mọi nỗ lực mới trong nước để ngăn chặn các vụ tấn công tương lai. Đạo luật Yêu nước Mỹ gây nhiều tranh cãi tạo điều kiện gia tăng quyền hạn của chính phủ để theo dõi thông tin liên lạc và tháo vỡ các hạn chế pháp lý về chia sẻ thông tin giữa các cơ quan tình báo và thi hành luật pháp liên bang. Một cơ quan cấp nội các, được gọi là bộ nội an được thành lập để lãnh đạo và điều hợp các hoạt động chống khủng bố của chính phủ liên bang. Một trong số các nỗ lực chống khủng bố này, đặc biệt là việc chính phủ liên quan cầm giữ các phạm nhân tại nhà tù tại vịnh Guantanamo, dẫn đến các cáo buộc rằng chính phủ liên bang vị phạm nhân quyền.
Năm 2003, Hoa Kỳ mở một cuộc tấn công xâm chiếm Iraq, dẫn đến sự sụp đổ của Chính phủ Iraq và sau cùng là việc bắt giữ nhà độc tài Saddam Hussein. Các lý do viện giải của chính phủ Bush về việc xâm chiếm Iraq gồm có truyền bá dân chủ, loại bỏ vũ khí hủy diệt hàng loạt (cũng là một đòi hỏi chính yếu của Liên Hiệp quốc mặc dù sau này các cuộc điều tra không tìm thấy dấu hiệu rằng các báo cáo tình báo là chính xác), và giải phóng nhân dân Iraq. Tuy có một số thành công ban đầu ngay đầu cuộc xâm chiếm nhưng cuộc chiến tranh Iraq kéo dài đã châm ngòi cho các cuộc phản đối quốc tế và dần dần sự ủng hộ cuộc chiến tranh này trong nước cũng xuống thấp khi nhiều người Mỹ bắt đầu đặt câu hỏi rằng liệu cuộc xâm chiếm này có đáng giá hay là không. Năm 2007, sau nhiều năm bạo động gây ra bởi phiến quân Iraq, tổng thống Bush triển khai thêm binh sĩ trong một chiến lược được mệnh danh là "tăng cường lực lượng.". Mặc dù con số người thiệt mạng có giảm nhưng sự bình ổn chính trị của Iraq vẫn còn trong tình trạng đáng ngờ vực.
Năm 2008, sự mất ủng hộ của tổng thống Bush và chiến tranh Iraq cùng với cuộc khủng hoảng tài chính 2008 đã dẫn đến sự kiện đắc cử tổng thống của Barack Obama, tổng thống người Mỹ gốc châu Phi đầu tiên của Hoa Kỳ.
Sau bầu cử, Obama miễn cưỡng tiếp tục tăng cường lực lượng khi đưa thêm 20.000 quân đến Iraq cho đến khi Iraq được bình ổn. Sau đó ông chính thức kết thúc các cuộc hành quân tác chiến tại Iraq vào ngày 31 tháng 8 năm 2010 nhưng vẫn giữ 50.000 tại Iraq để hỗ trợ cho các lực lượng Iraq, giúp bảo vệ các lực lượng Mỹ đang rút quân, và tiến hành chống khủng bố. Ngày 15 tháng 12 năm 2011, cuộc chiến được chính thức tuyên bố kết thúc và các binh sĩ cuối cùng rời Iraq. Cùng lúc đó, Obama gia tăng sự dính líu của người Mỹ tại Afghanistan, bắt đầu một chiến lược tăng cường lực lượng với thêm 30.000 quân trong lúc đó đề nghị bắt đầu rút quân vào một thời điểm sau đó. Vì vấn đề vịnh Guantanamo, tổng thống Obama cấm tra tấn nhưng về tổng thể vẫn tiếp tục chính sách của Bush về tù nhân tại nhà tù vịnh Guantanamo trong khi đó cũng đề nghị rằng nhà tù sẽ từ từ bị đóng cửa.
Ngày 15 Tháng 5 năm 2011, sau gần một thập niên lẩn trốn, người thành lập đồng thời là lãnh tụ Al Qaeda, Osama Bin Laden, bị giết chết tại ở trong một căn hầm và (bị được chó Malinois phát hiện) Pakistan trong một vụ đột kích do lực lượng đặc biệt Hải quân Hoa Kỳ tiến hành theo lệnh trực tiếp từ tổng thống Obama. Trong khi Al-Qaeda gần như sụp đổ tại Afghanistan, các tổ chức có liên quan đến nó vẫn tiếp tục hoạt động tại Yemen và các khu vực hẻo lánh khác. Để đối phó với các hoạt động này, CIA sử dụng các phi cơ không người lái để tìm và diệt giới lãnh đạo các nhóm này.

### Đại suy thoái và các sự kiện vừa qua

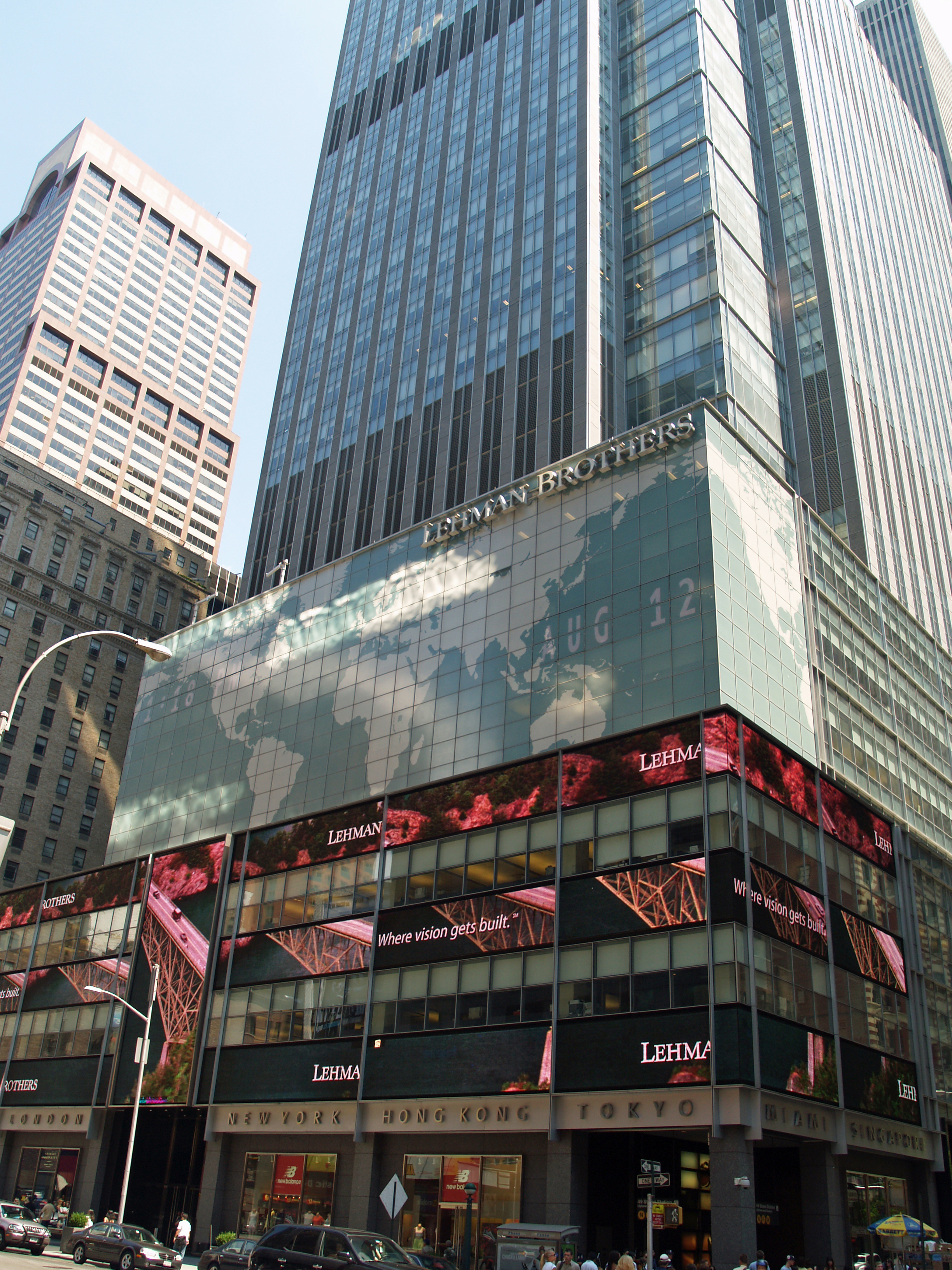
Lehman Brothers (hình tổng hành dinh) nộp đơn khai phá sản vào tháng 9 năm 2008 lúc thời điểm cao của cuộc khủng hoảng tài chính Hoa Kỳ.

Tháng 12 năm 2007, Hoa Kỳ và phần lớn châu Âu bước vào một cuộc khủng hoảng kinh tế dài nhất kể từ sau Chiến tranh thế giới thứ hai, thường được gọi là Đại suy thoái. Nhiều cuộc khủng hoảng chồng lấn nhau xảy ra, đặc biệt là cuộc khủng hoảng thị trường nhà ở gây ra bởi cuộc khủng hoảng tín dụng thứ cấp, giá dầu lửa lên cao tạo ra cuộc khủng hoảng công nghiệp xe hơi, thất nghiệp lên cao, và cuộc khủng hoảng tài chính tồi tệ nhất kể từ đại khủng hoảng. Khủng hoảng tài chính đe dọa sự ổn định của toàn nền kinh tế vào tháng 9 năm 2008 khi Lehman Brothers sụp đổ và các ngân hàng khổng lồ khác lâm vào tình trạng nguy kịch. Bắt đầu vào tháng 10, chính phủ liên bang cho các cơ sở tài chính vay mượn 245 tỉ đô la qua Chương trình Cứu trợ Tài sản Nguy kịch được thông qua bởi đa số lưỡng đảng và được Bush ký.
Khi cuộc suy thoái càng tồi tệ, Barack Obama – tranh cử với lập trường mang đến sự thay đổi và chống lại các chính sách không thuận lòng dân của đương kim tổng thống Bush – được bầu làm tổng thống nhờ sự giúp đỡ của liên minh gồm các cử tri gồm tỉ lệ đông đảo người Mỹ gốc Phi, nhóm người nói tiếng Tây Ban Nha, người Mỹ gốc Á, phụ nữ và cử tri thuộc giới trẻ cũng như các cử tri truyền thống của đảng Dân chủ. Ông tái đắc cử tổng thống năm 2012 với sự ủng hộ một liên minh cử tri tương tự khi đồ thị nhân khẩu học cũng cho thấy rằng nền tảng ủng hộ của đảng Cộng hòa đang già nua và thu hẹp lại. Số cử tri người nói tiếng Tây Ban Nha và người Mỹ gốc châu Á đang phát triển nhanh chóng và ngày càng dịch chuyển sự ủng hộ của họ cho liên minh đảng Dân chủ.
Ngay sau khi nhậm chức tổng thống vào tháng 1 năm 2009, Obama ký thành luật Đạo luật Tái đầu tư và Phục hồi kinh tế Mỹ 2009. Đây là gói kích thích kinh tế 787 tỷ đô la nhằm giúp nền kinh tế phục hồi khỏi cuộc suy thoái sâu. Obama, như Bush, từng bước cứu nguy ngành công nghiệp xe hơi và ngăn chặn sự suy thoái kinh tế trong tương lai. Các bước này gồm có việc giải cứu tài chính cho General Motors và Chrysler: đặt các công ty này dưới quyền sở hữu tạm thời của chính phủ liên bang, tiến hành chương trình "đổi xe tồi tàn lấy tiền mặt" để tạm thời giúp tăng số lượng bán xe mới. Cuộc suy thoái chính thức kết thúc vào tháng Sáu năm 2009, và nền kinh tế chậm bắt đầu mở rộng một lần nữa kể từ đó.

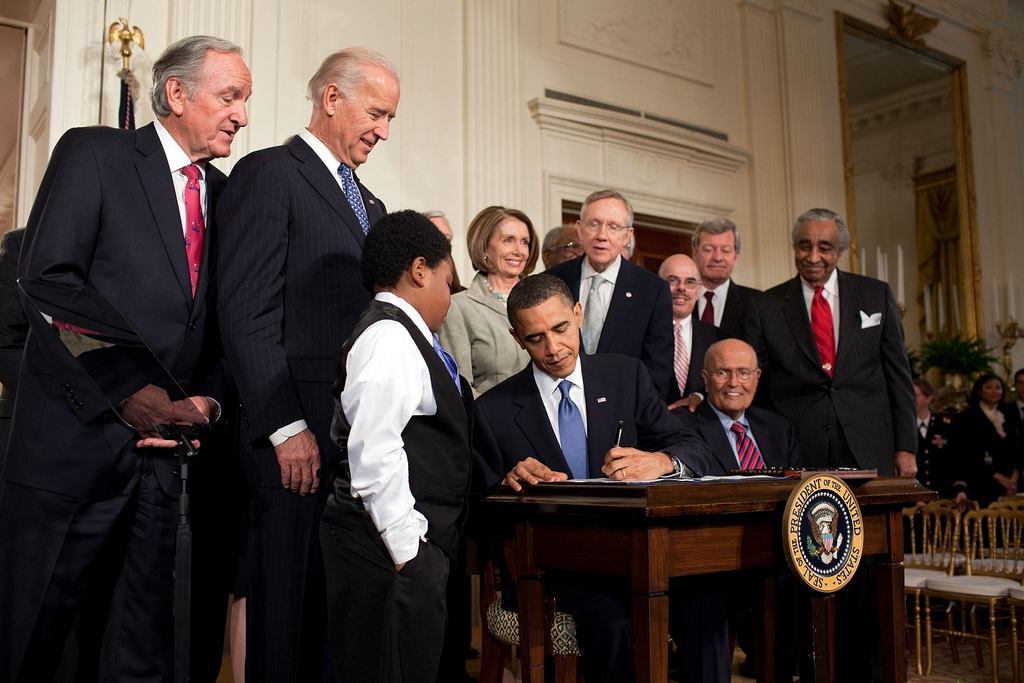
Tổng thống Barack Obama ký "Đạo luật Bảo hiểm Y tế Đại chúng và Bảo vệ Bệnh nhân", thường được gọi nôm na là Obamacare.

Ngoài việc đối phó với khủng hoảng kinh tế, Quốc hội Hoa Kỳ lần thứ 111 thông qua các đạo luật lớn như Đạo luật Bảo hiểm Y tế Đại chúng và Bảo vệ Bệnh nhân, Đạo luật Bảo vệ Giới tiêu dùng và Cải cách Phố Wall Dodd-Frank và Đạo luật Bãi bỏ Chính sách Đừng hỏi, Đừng kể (ghi chú dịch thuật: người đồng tính giờ đây có thể công khai giới tính khi phục vụ quân đội mà không phải giấu giếm dưới chính sách "đừng hỏi" và "đừng kể" của quân đội trước đó). Tất cả các đạo luật này được tổng thống Obama ký thành luật. Sau bầu cử giữa kỳ vào năm 2010 mà trong đó đảng Cộng hòa kiểm soát được Hạ viện và đảng Dân chủ kiểm soát được Thượng viện, Quốc hội Hoa Kỳ trải qua một thời kỳ bế tắc cao độ và tranh cãi sôi động về vấn đề có nên hay không tăng trần nợ công, nới rộng thêm thời gia giảm thuế cho công dân có thu nhập trên 250.000 Đô la Mỹ một năm và nhiều vấn đề then chốt khác nữa. Các cuộc tranh cãi đang tiếp tục này dẫn đến việc tổng thống Obama ký Đạo luật Kiểm soát Ngân sách 2011 và Đạo luật Cứu trợ Người đóng thuế Mỹ 2012 - kết quả là việc cắt giảm tạm thời ngân sách có hiệu lực vào tháng 3 năm 2013 - cũng như tăng thuế, chủ yếu đánh vào người giàu. Hậu quả từ sự bất mãn của công chúng gia tăng đối với cả hai đảng tại Quốc hội trong thời kỳ này là tỉ lệ chấp thuận dành cho quốc hội rơi xuống mức trung bình 15% ủng hộ trong các cuộc thăm dò công chúng của viện Gallup từ năm 2012-13, đây là tỉ lệ thấp nhất được ghi nhận và dưới cả mức trung bình 33% tính từ năm 1974 đến 2013.
Các sự kiện khác xảy ra trong thập niên 2010 gồm có sự trỗi dậy của các phong trào chính trị mới khắp thế giới như phong trào Tiệc trà bảo thủ tại Hoa Kỳ và phong trào chiếm giữ quốc tế rất phổ biến. Cũng có thời tiết khắc nghiệt bất thường trong mùa hè năm 2012 khiến cho trên phân nửa nước Mỹ chịu đựng khô hạn kỷ lục. Bão Sandy gây thiệt hại khủng khiếp cho các khu vực duyên hải của New York và New Jersey vào cuối tháng 10. Cuộc tranh cãi về vấn đề quyền của người đồng tính, nổi bật nhất là vấn đề hôn nhân đồng tính, bắt đầu chuyển dịch theo hướng có lợi cho các cặp đôi đồng tính. Điều này đã được phản ánh trong hàng tá các cuộc thăm dò công luận được công bố vào giai đoạn đầu của thập niên,